# Orihuela
Orihuela es una ciudad y municipio de la provincia de Alicante, en la Comunidad Valenciana, España. Situada en el extremo suroccidental de la provincia y en el límite con la Región de Murcia, es considerada como la capital de la comarca de la Vega Baja del Segura. Con 83 720 habitantes (INE 2024), su municipio es el séptimo en población de la Comunidad Valenciana, y el nonagésimo segundo de los municipios españoles; de la población municipal, 32 617 (INE 2023) corresponden al casco urbano de la ciudad. Orihuela es también el primer municipio en extensión de la provincia de Alicante y el cuarto de la Comunidad Valenciana. Se trata de un municipio castellanohablante, en el que el español cuenta con el predominio lingüístico reconocido legalmente.

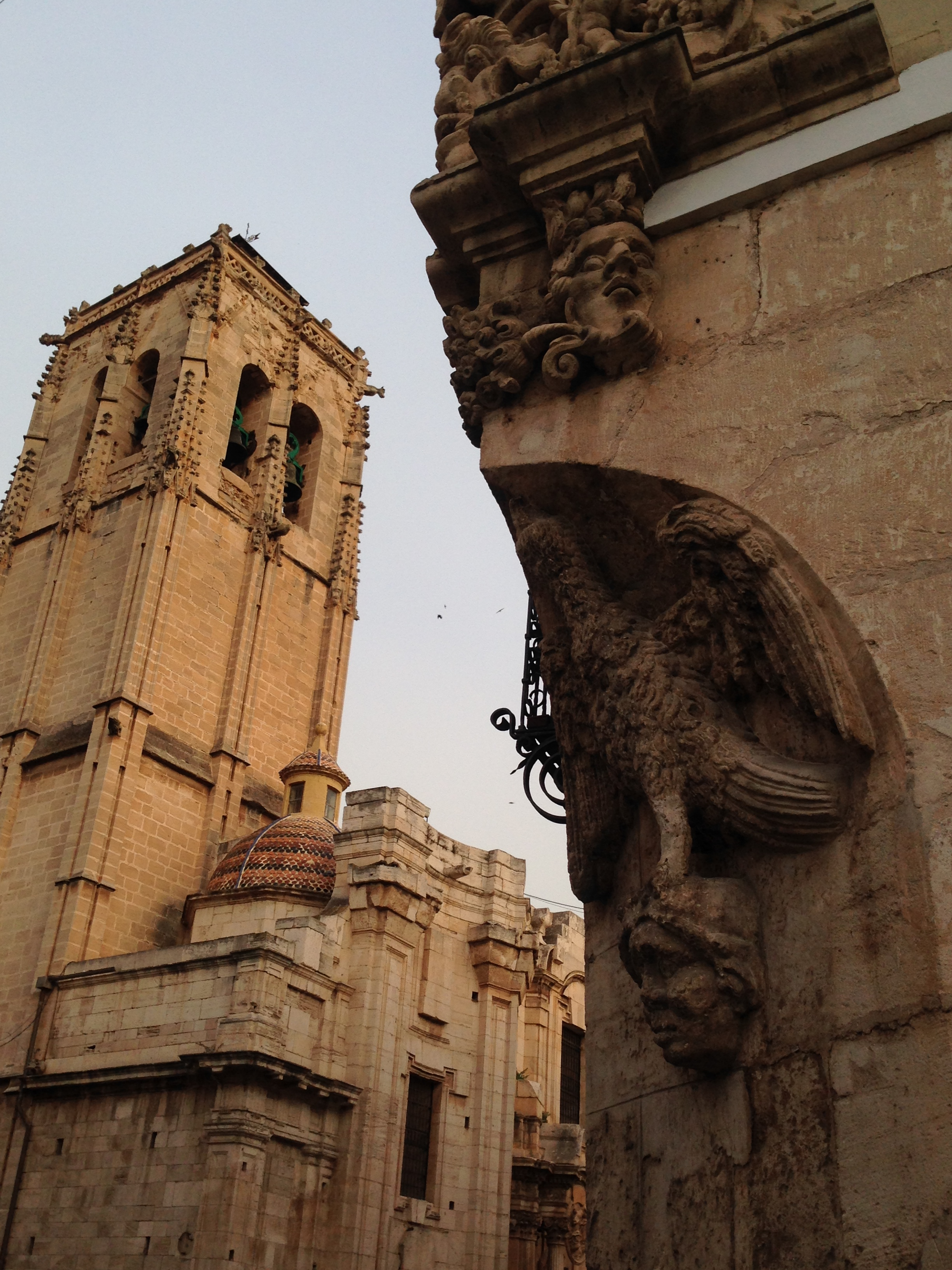
El centro histórico de Orihuela. Iglesia de las santas Justa y Rufina

El centro de la ciudad está a 23 metros sobre el nivel del mar y a orillas del río Segura. La ciudad destaca, entre varias cosas, por su patrimonio cultural y natural, en especial por su casco histórico (declarado conjunto histórico-artístico y monumental), por sus festividades, entre ellas su Semana Santa (declarada de interés turístico internacional), sus fiestas de la reconquista (declaradas de interés turístico nacional) y por sus playas.
Orihuela es la capital de la comarca de la Vega Baja del Segura y del partido judicial del mismo nombre. Ostentó la capitalidad de diversos territorios históricos como la Procuración General de Orihuela, Gobernación de Orihuela o Gobernación Ultra Xaxonam y, durante un breve período del reinado de Felipe V de Borbón, fue capital del Reino de Valencia.
La ciudad fue sede única de la diócesis de Orihuela, creada tras un amplio pleito en 1564 al segregarse de la diócesis de Cartagena, y constituida como sufragánea de la Metropolitana de Valencia. Por Bula emitida por el papa Juan XXIII en 1959, cambió su nombre por el de diócesis de Orihuela-Alicante, y la sede episcopal quedó compartida entre Orihuela y Alicante.
En Orihuela han nacido y vivido numerosas personalidades como el poeta Miguel Hernández:

Si queréis el goce de visión tan grata / que la mente a creerlo terca se resista; / si queréis en una blonda catarata / de color y luces anegar la vista; / si queréis en ámbitos tan maravillosos / como en los que en sueños la alta mente yerra / revolar, en estos versos milagrosos, / contemplad mi pueblo, contemplad mi tierra.
Miguel Hernández

## Toponimia
Si bien se ha difundido que el nombre de la ciudad sea una derivación del propio latino-visigodo Aurariola (jarrón de oro), probablemente su origen sea paleohispánico, relacionado con los abundantes topónimos peninsulares de origen incierto que empiezan por or/ur (Ordesa, Orpesa, etc.). Aunque se ha creído fundada por los griegos, existen numerosos yacimientos iberos e incluso Amílcar Barca creó una fortaleza en ella. La denominación más antigua que se conoce es la otorgada por el Imperio romano, denominación mantenida por los visigodos y extendida a la provincia de la que era capital Orihuela, denominándose el gobernador de la misma el Comes Civitatis Aurariolam. Según otros textos históricos la ciudad pasó a llamarse Orcellis.
Con la conquista musulmana se arabiza la fonética del nombre, que se mantiene si bien con el acostumbrado cierre de vocales de Uryúla. Tras la conquista de la ciudad y su repoblación por aragoneses y catalanes, la ciudad mantiene de nuevo su nombre preislámico, adaptando de nuevo su fonética, pasando a pronunciarse Oriola. Al recuperar la estructura vocálica romance, el nombre castellanizado pasa a pronunciarse Orihuela, por diptongación. De estas dos denominaciones históricas, solo la de Orihuela tiene rango oficial, al encontrarse la ciudad y su comarca dentro del territorio de predominio lingüístico castellano. El topónimo en valenciano es utilizado en ocasiones por la corporación municipal y en la documentación oficial de los organismos e instituciones de la Comunidad Valenciana, así como en publicaciones universitarias.
En la literatura fue llamada por el novelista novecentista Gabriel Miró Oleza, nombre con el que se suele denominar a la ciudad literariamente.

### Gentilicio
Uno de los resquicios del uso del valenciano en esta ciudad, mayoritaria en época foral y símbolo de distinción respecto a los castellanos y murcianos en esa época es su gentilicio, que deriva directamente de la denominación valenciana de Oriola. Por ello, el gentilicio de los habitantes de Orihuela es oriolano.
En ocasiones, y de forma más literaria, se llama al natural de Orihuela orcelitano, gentilicio que, difundido hacia finales del siglo XIX, deriva de la denominación romana de la ciudad (Orcellis).

## Geografía
Orihuela es la capital histórica de la llamada Vega Baja del Segura que se corresponde con la Zona Geográfica de la Huerta de Orihuela, la zona de regadío más importante de la provincia de Alicante, con más de 370 000 habitantes y que debe su riqueza a las aguas del Segura que fertilizan la huerta oriolana. La ciudad ha sufrido durante muchos años las crecidas devastadoras de este río (1651, 1879, 1946, 1973, 1987) por lo que tuvo que ser canalizado y no se desbordaba desde 1989, pero tras las gotas frías de 2016, y sobre todo 2019, se desbordó en la ciudad.
El extenso término municipal de Orihuela (fruto de su capitalidad histórica) constituye, como ya se ha dicho, el término municipal más extenso de la provincia de Alicante y el cuarto más extenso de la Comunidad Valenciana tras Requena, Ayora y Morella. Cuenta con varias zonas muy definidas, cuales son la ciudad, la huerta —por la que se diseminan numerosas pedanías— y la costa con 18 km de excelentes playas, calas y acantilados: Punta Prima, Playa Flamenca, Cabo Roig, La Zenia y Dehesa de Campoamor. Así, su zona costera forma un núcleo turístico junto a Torrevieja, Pilar de la Horadada y Guardamar del Segura.
| Noroeste: Abanilla (Murcia)                            | Norte: Algueña, La Romana, Hondón de los Frailes, Hondón de las Nieves, Benferri, Redován y Callosa de Segura | Nordeste: Albatera, Cox, Granja de Rocamora y Catral            |
| Oeste: Fortuna (Murcia) y Santomera (Murcia)           | | Este: Rafal, Almoradí, Benejúzar, Jacarilla, Bigastro y Algorfa |
| Suroeste: Santomera (Murcia), Murcia y Beniel (Murcia) | Sur: Murcia y Pilar de la Horadada                                                                            | Sureste: San Miguel de Salinas, Torrevieja y mar Mediterráneo   |

El exclave de La Murada limita con Algueña, La Romana, Hondón de las Nieves, Hondón de los Frailes, Albatera, Cox, Granja de Rocamora (exclave) y Benferri.

### Área metropolitana y conurbación
El área metropolitana de Orihuela incluye once municipios: Orihuela, Benejúzar, Benferri, Bigastro, Callosa de Segura, Jacarilla, Rafal, Redován. Toda esta área metropolitana tiene una población total de 151 358 habitantes al principio de 2006, y un área total de 510,3 km².
Asimismo, es capital de la demarcación de hecho, la Vega Baja del Segura, con una población en 2007 de 361 292 habitantes.
El área metropolitana de Orihuela es también una parte de la conurbación de Murcia-Orihuela más grande, con una población total de 727 741 habitantes (2006) y un área de 1743,5 km².

### Paisaje y orografía

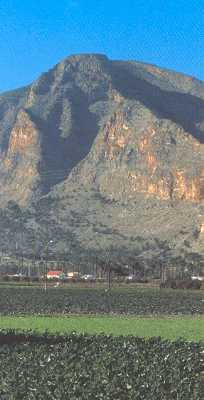
Entorno huertano oriolano

En sus riberas se desarrollan intensos cultivos de cítricos, hortalizas y algodón.

#### Huerta
De todo su término municipal destaca la Huerta de Orihuela, comarca geográfica que se extiende desde el sur de Elche hasta el límite con la Huerta Murciana que administrativamente se corresponde con la Vega Baja del Segura.
Se trata de un ecosistema único en el mundo del que solo existen diez ejemplos en todo el planeta, cuatro de ellos en España (la Huerta de Orihuela, la Huerta de Granada, la Huerta de Murcia y la Huerta de Valencia). Todo el territorio que ocupa dicha extensión geográfica se encuentra surcada por el río Segura, cuyo caudal riega toda su extensión. Parte de la actual huerta se correspondía con las antiguas marismas del Segura que, poco a poco, fueron secándose ya en tiempos paleolíticos.
Además, la Huerta se encuentra orlada por protuberancias montañosas de gran extensión, que a su vez también surgen en el interior de la misma, como la sierra de Orihuela, la sierra de Callosa de Segura y Redován, la sierra de Hurchillo, la sierra Escalona, la del Cristo, la de Pujálvaret, así como pequeños cerros y colinas que interrumpen la llanura, otorgándole una variación a la altura de la extensión en ocasiones pronunciada.
La Huerta de Orihuela contiene un sistema de regadías de origen musulmán, cuyo trazado en ocasiones se ha mantenido invariable desde los siglos del medievo. Todo ello ha conducido a ser un ecosistema de aprovechamiento máximo tanto del terreno como de los recursos hídricos, pero que debido a la construcción ilegal en su seno y al crecimiento de las poblaciones están contribuyendo a un importante deterioro.
Se ha propuesto por diversos colectivos su protección como Bien de Interés Cultural (paisajístico o de tipo inmaterial), así como Lugar de Interés Comunitario.

#### Tierras de campo
En contraste con la huerta, en su zona se despliegan extensas zonas de secano donde predomina la explotación de olivos y almendros. Esta extensión se corresponde con la zona de la Dehesa de Pinohermoso y algunas zonas de la costa.

#### Costa

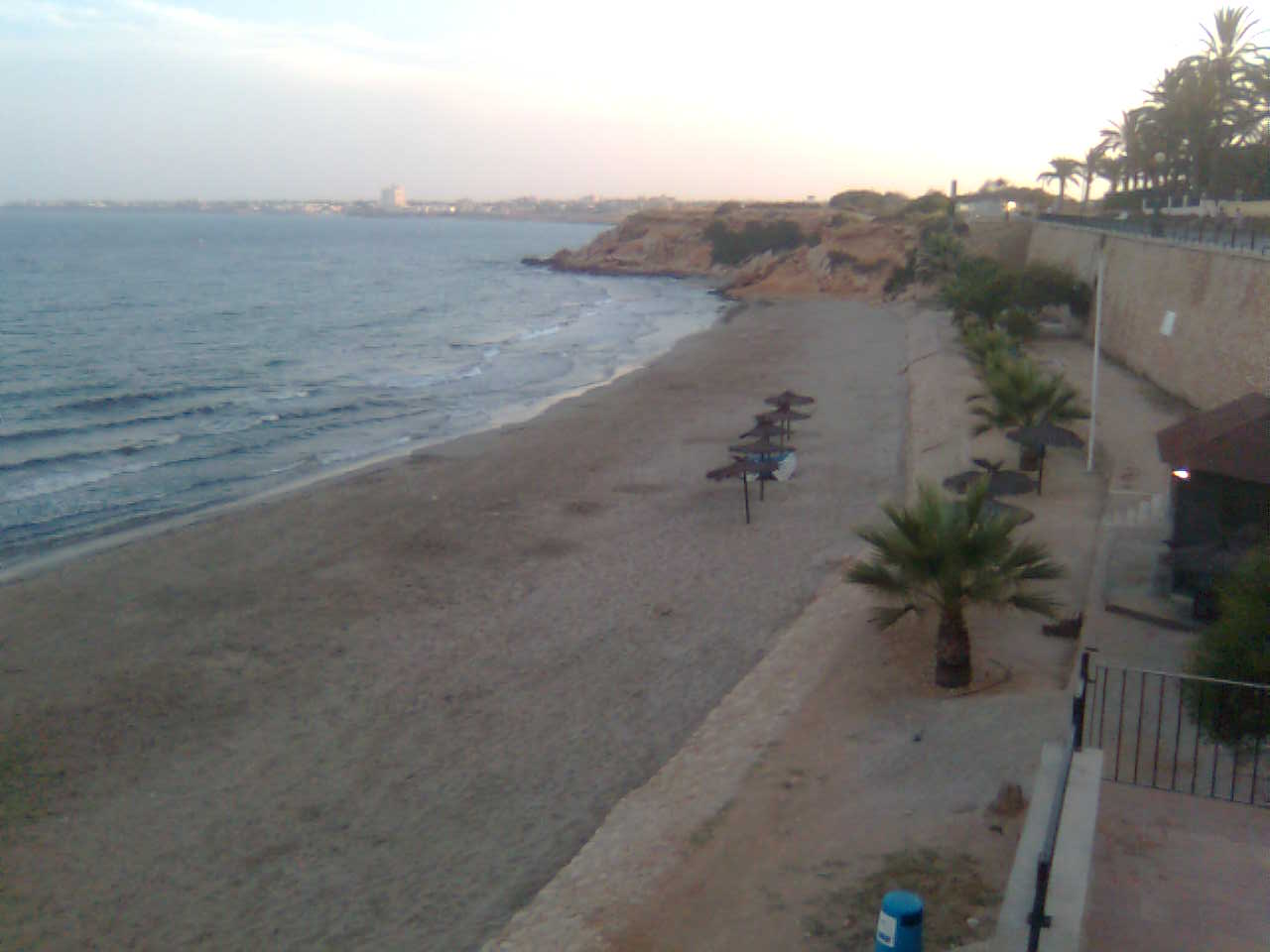
Playa flamenca

La costa está ampliamente edificada debido al gran boom turístico y residencial. Sin embargo, todavía conserva importantes enclaves vírgenes como la cala de la Mosca, Sierra Escalona y diversos barrancos de mucho interés. Destaca de modo importante la Dehesa y la Pinada de Campoamor.
Entre las edificaciones y urbanizaciones que han proliferado en la costa se debe de incluir tres campos de golf que cuentan en la actualidad con 18 hoyos cada uno, teniendo un total de 54 hoyos en un área de 1 700 000 m², que configuran tres excelentes campos de reconocido prestigio internacional, sede de importantes torneos europeos.
En el territorio de Orihuela Costa se distribuyen más de 57 urbanizaciones de amplitud muy diversa. Así mismo, posee dos puertos deportivos: el de Dehesa de Campoamor y el de Cabo Roig.
De entre todas sus playas (siete) y un puerto deportivo han conseguido en 2008 la bandera azul de los mares limpios de Europa, la bandera Qualitur de la Generalidad Valenciana y dos playas también han poseído durante el 2009 la bandera Q de calidad turística, como es la playa de La Glea.

#### Sistemas montañosos

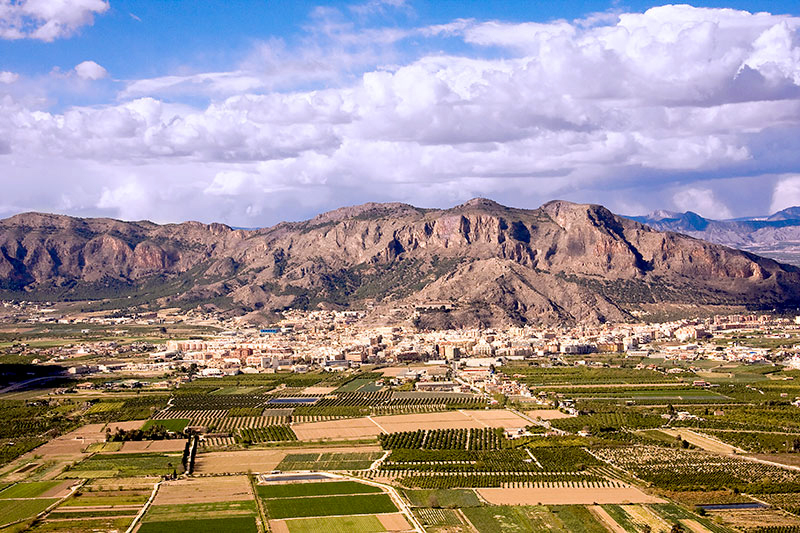
Orihuela al pie de la sierra que lleva su nombre

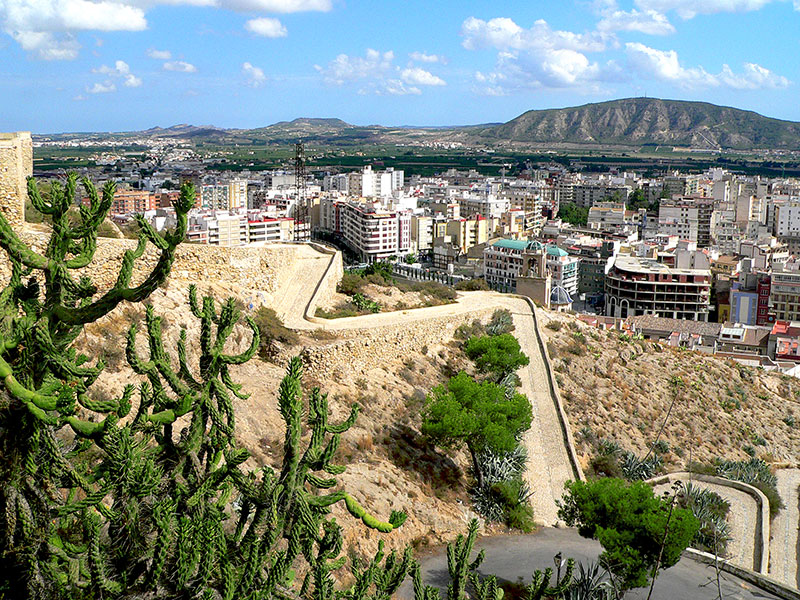
Orihuela y la sierra de Hurchillo al fondo desde el Seminario

El municipio de Orihuela y la comarca geográfica de la Huerta de Orihuela cuenta con importantes sistemas montañosos que atraviesan el término municipal. Son las siguientes:
- Sierra de Orihuela (634 m de altura sobre el nivel del mar en su punto máximo, el pico Perla de Orihuela). Está enclavada dentro del dominio bético. Junto con la sierra de Callosa forma una alineación montañosa compuesta por bloques de calizas dolomíticas del triásico, que emergen aisladas en medio de la llanura aluvial. Sus formas son abruptas y muy fragmentadas.[16] Toda la sierra presenta numerosas oquedades, abrigos y cuevas de desarrollo variable, lo que le confiere al abrupto paisaje una cierta singularidad y belleza geomorfológica. Entre su flora destacan manchas de pinar de repoblación y abundantes especies rupícolas con algunos endemismos.[17] Está declarada LIC.[18][19]
- Monte de San Miguel. Monte cuyo pico más alto roza los 250 m de altura, situado en la parte delantera-sur de la sierra de Orihuela. Se trata de un macizo de piedra caliza el cual, por toda su superficie tiene distribuidas oquedades, cuevas y abrigos. Se encuentra unido con la sierra de Orihuela por un pequeño montículo o cerro llamado Cerro del Oriolet.
- Sierra Escalona. Se trata de una amplia zona próxima al mar y con relieves de escasa altitud, situada entre los términos municipales de Orihuela, San Miguel de Salinas y Pilar de la Horadada. Conserva una importante masa forestal, más densa en barrancos y umbrías, formada principalmente por pino carrasco, madroño, coscoja, lentisco y palmito. Entre su fauna destacan las aves rapaces y algunos interesantes mamíferos como la gineta y el gato montés.[20] En la actualidad el expediente para su declaración como paraje natural junto a la Dehesa de Campoamor, está incoado y muy avanzado.[21][22] Está declarada LIC.[23][24]
- Sierra de Cristo. Pequeña zona montañosa cercana a la Pedanía de Torremendo.
- Sierra de Pujálvarez. Pequeña zona montañosa cercana a la pedanía de Torremendo.
- Sierra de Hurchillo. Situada entre las poblaciones de Arneva y Hurchillo, representa uno de los relieves más característicos localizados entre la margen derecha del río Segura y el litoral alicantino. En ella se conservan dos microrreservas de flora.[25]
- Agudo-Cuerda de la Murada. Zona geográfica situada entre las pedanías de La Murada y Barbarroja (al norte del término municipal). Suponen una importante zona con multitud de barrancos, ramblas y abundantes pinares con nutrida fauna.
- Cima de la Penya Grossa (Peña Gorda). A 1085 m sobre nivel del mar, está situada en la sierra de Algayat, colindante a los términos municipales de Algueña (Alicante), La Romana (Alicante) y Hondón de las Nieves (Alicante), conforma la altitud máxima del término municipal oriolano.

#### Otras zonas paisajísticas

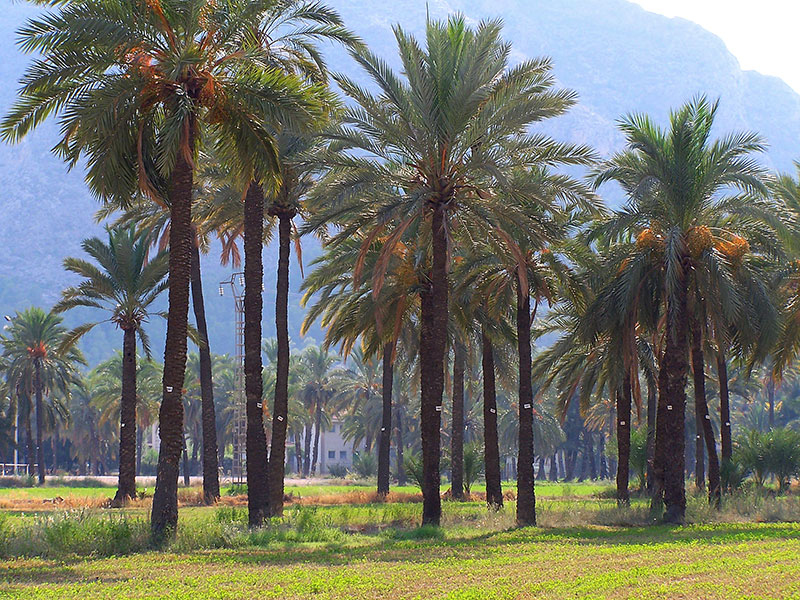
Palmeral de San Antón

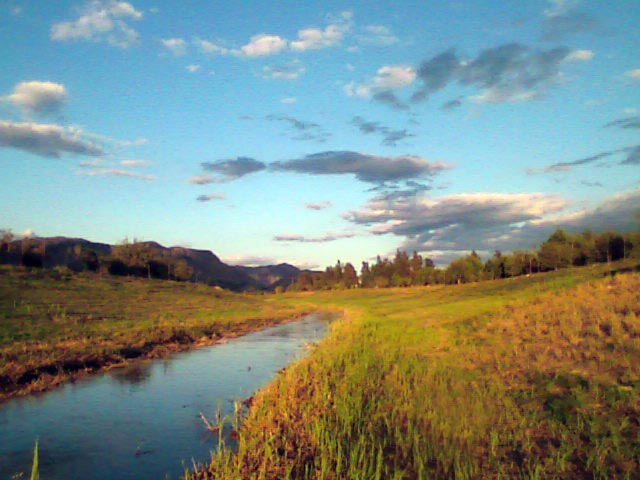
El río Segura a su paso por Los Desamparados, antes de llegar a la ciudad de Orihuela

- Palmeral de Orihuela o de San Antón. Importante masa forestal compuesta por palmeras datileras autóctonas. Se encuentra situado en el barrio de San Antón de Orihuela, en la falda trasera del monte de San Miguel y en la delantera de la Sierra de Orihuela. Su origen es musulmán, hecho que marcó su entramado de acequias y azarbes que surcan todo el parque. Su importancia además de cultural por ser el segundo palmeral más grande de Europa y uno de los más antiguos, es también medioambiental, al ser el único palmeral del mundo que ha surgido al abrigo de una sierra y un monte y ante una extensión húmeda como es la huerta. Su superficie se encuentra claramente delimitada por estos accidentes geográficos tan predeterminantes como son la sierra de Orihuela, el monte de San Miguel y la Huerta Oriolana. La convivencia de estas zonas geográficas (zona muy seca como es la sierra y muy húmeda como es la huerta) han dotado al palmeral de una importancia medioambiental de gran calado.
- Praderas de Posidonia de cabo Roig. En el accidente geográfico marítimo del cabo Roig, en la costa de Orihuela se encuentra una nutrida zona marítima correspondiente a las praderas de Posidonia. Dichas praderas constituyen un importante hábitat marino que ha sido protegido como Lugar de Interés Comunitario.[26][27]

### Hidrografía

#### Río Segura

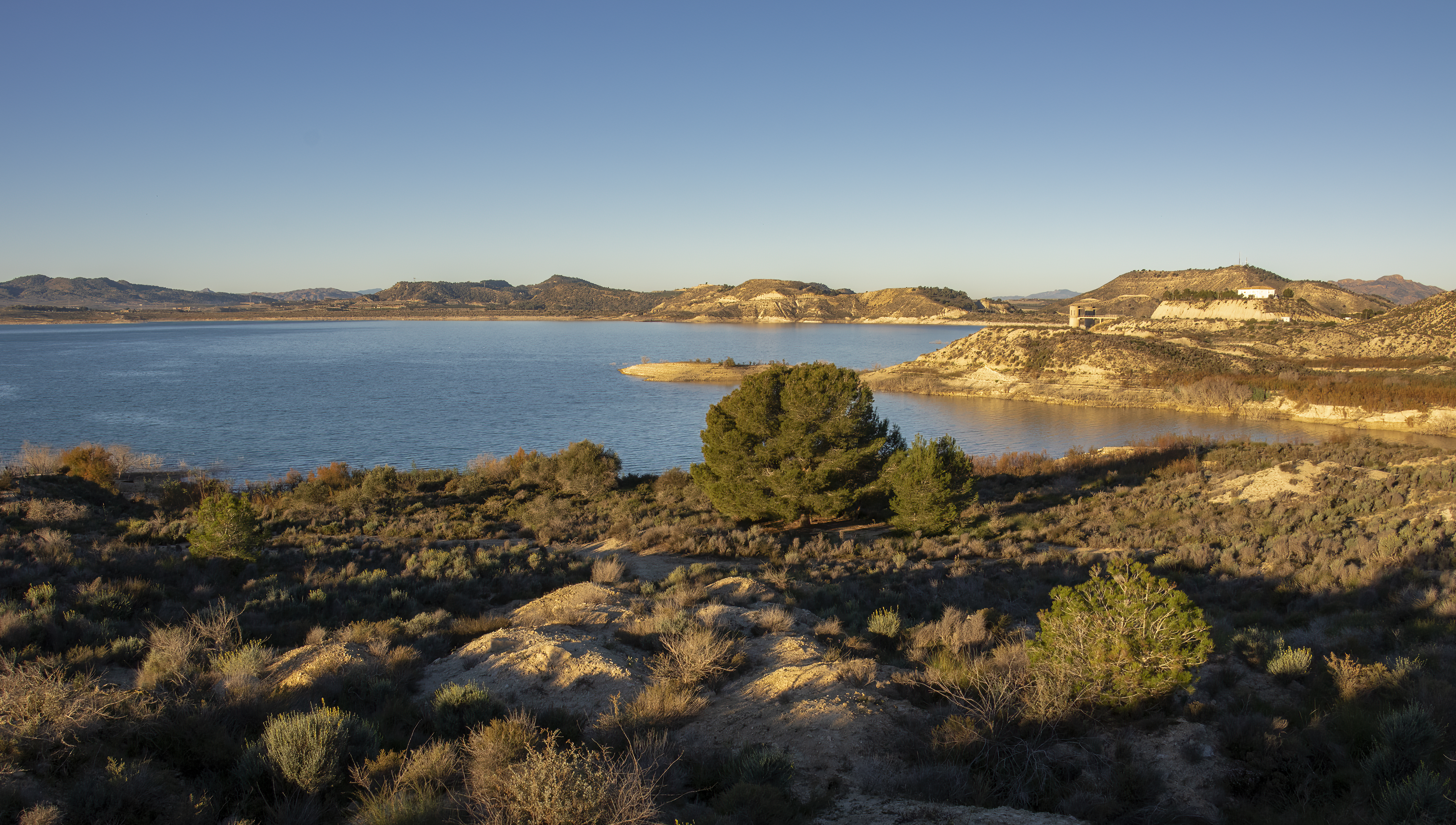
Embalse de la Pedrera

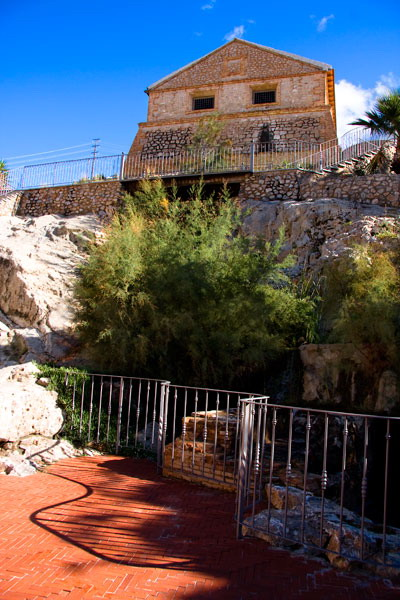
Antiguo depósito de agua de la ciudad

Sotos del Río Segura. Se trata de varias zonas húmedas en la misma ribera del río que sigue su curso, poseyendo gran cantidad de la flora típica de la zona ribereña. Destaca el soto del Molino de la Ciudad, en el cual se encuentra situado el Molino de la Ciudad, antiguo molino hidráulico.

#### Humedales
El embalse de La Pedrera, también conocido erróneamente como pantano de la Pedrera, es una laguna artificial, situado entre las partidas de Torremendo y Hurchillo, fruto del trasvase Tajo-Segura que se construyó alrededor de la segunda mitad del siglo XX. Su flora es típica de zonas húmedas como el carrizo, el taray, la siempreviva y el junto. Sirve de hábitat para numerosas aves acuáticas.

### Clima
El clima es mediterráneo-subtropical seco, con varias zonas áridas. Las temperaturas anuales medias son de 18,5 °C; las temperaturas son benignas, con unos 14-17 °C en invierno de máxima y 3-8 °C de mínima, pudiendo producirse heladas, aunque normalmente sean muy débiles, generalmente, no hay ningún mes del año en la ciudad en el que no se alcancen o sobrepasen los 20 °C en al menos un día del mes, aunque sea invierno. En la costa suelen mantenerse todo el invierno entre 14-17 °C siendo inexistentes las heladas y en verano son más suaves por el efecto de las brisas marinas y no se sobrepasan los 35 °C, mientras que en la ciudad pueden superarse los 40 °C en los casos más extremos. En las estaciones de transición, normalmente en otoño, se dan días de verano (con más de 30 °C) o días más frescos (en torno a 20-25 °C), pero en primavera apenas hay días en los que no pasen de los 20 °C esto hace que sean días agradables.
En cuanto a pluviosidad, los inviernos tienen lluvias muy irregulares debido a las debilitadas borrascas que atraviesan toda la península ibérica desde el Atlántico, mientras que los veranos son muy secos y anticiclónicos, siendo comunes las olas de calor subsaharianas; por lo tanto, es en primavera y otoño cuando se concentra el mayor número de precipitaciones, aunque sin ser las suficientes como para acabar con la grave sequía (solo caen al año 291 mm). En septiembre-octubre puede producirse el fenómeno llamado como «gota fría».
La vegetación es en un 90 % mediterránea, siendo el pino el árbol más abundante; el resto lo forman plantas autóctonas de zonas desérticas como la palmera (el Palmeral de Orihuela) o especies de cactus alóctonos que se han convertido en una seria plaga que se da sobre todo en la montaña de Orihuela; este cactus proviene de las zonas áridas de Estados Unidos. Hay paisajes verdaderamente semidesérticos con suelo arenoso y con unos pocos matorrales secos.
De acuerdo a los datos de la tabla a continuación y a los criterios de la clasificación climática de Köppen modificada el clima de Orihuela es semiárido de tipo BSh. Una de las temperaturas máximas históricas de Orihuela son los 47,0 °C registrados el 4 de julio de 1994, según el INM.
| Parámetros climáticos promedio de Orihuela en el periodo 1961-2003 | Parámetros climáticos promedio de Orihuela en el periodo 1961-2003 | Parámetros climáticos promedio de Orihuela en el periodo 1961-2003 | Parámetros climáticos promedio de Orihuela en el periodo 1961-2003 | Parámetros climáticos promedio de Orihuela en el periodo 1961-2003 | Parámetros climáticos promedio de Orihuela en el periodo 1961-2003 | Parámetros climáticos promedio de Orihuela en el periodo 1961-2003 | Parámetros climáticos promedio de Orihuela en el periodo 1961-2003 | Parámetros climáticos promedio de Orihuela en el periodo 1961-2003 | Parámetros climáticos promedio de Orihuela en el periodo 1961-2003 | Parámetros climáticos promedio de Orihuela en el periodo 1961-2003 | Parámetros climáticos promedio de Orihuela en el periodo 1961-2003 | Parámetros climáticos promedio de Orihuela en el periodo 1961-2003 | Parámetros climáticos promedio de Orihuela en el periodo 1961-2003 |
| Mes                                                                | Ene.                                                               | Feb.                                                               | Mar.                                                               | Abr.                                                               | May.                                                               | Jun.                                                               | Jul.                                                               | Ago.                                                               | Sep.                                                               | Oct.                                                               | Nov.                                                               | Dic.                                                               | Anual                                                              |
| ------------------------------------------------------------------ | ------------------------------------------------------------------ | ------------------------------------------------------------------ | ------------------------------------------------------------------ | ------------------------------------------------------------------ | ------------------------------------------------------------------ | ------------------------------------------------------------------ | ------------------------------------------------------------------ | ------------------------------------------------------------------ | ------------------------------------------------------------------ | ------------------------------------------------------------------ | ------------------------------------------------------------------ | ------------------------------------------------------------------ | ------------------------------------------------------------------ |
| Temp. máx. media (°C)                                              | 15.9                                                               | 17.2                                                               | 19.9                                                               | 21.9                                                               | 25.2                                                               | 29.6                                                               | 32.5                                                               | 32.6                                                               | 29.9                                                               | 24.9                                                               | 19.8                                                               | 16.7                                                               | 23.9                                                               |
| Temp. media (°C)                                                   | 10.6                                                               | 11.6                                                               | 14.1                                                               | 16.3                                                               | 19.4                                                               | 23.5                                                               | 26.1                                                               | 26.2                                                               | 23.8                                                               | 19.2                                                               | 14.7                                                               | 11.6                                                               | 18.1                                                               |
| Temp. mín. media (°C)                                              | 5.3                                                                | 6.1                                                                | 8.3                                                                | 10.7                                                               | 13.6                                                               | 17.4                                                               | 19.7                                                               | 19.9                                                               | 17.7                                                               | 13.6                                                               | 9.5                                                                | 6.4                                                                | 12.4                                                               |
| Precipitación total (mm)                                           | 22.6                                                               | 18.7                                                               | 22.7                                                               | 35.9                                                               | 25.3                                                               | 16.8                                                               | 4.8                                                                | 5.8                                                                | 32.3                                                               | 46.2                                                               | 33.7                                                               | 23.1                                                               | 288                                                                |
| [cita requerida]                                                   |                                                                    |                                                                    |                                                                    |                                                                    |                                                                    |                                                                    |                                                                    |                                                                    |                                                                    |                                                                    |                                                                    |                                                                    |                                                                    |

## Historia

### Prehistoria y Edad Antigua

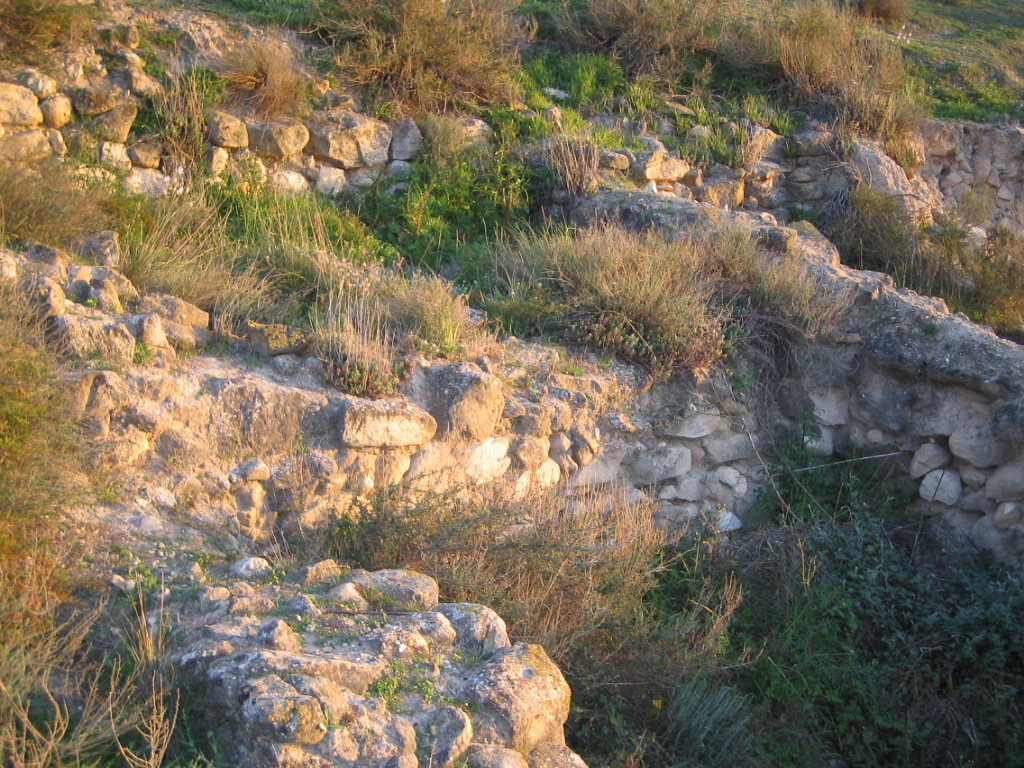
Yacimiento de Los Saladares

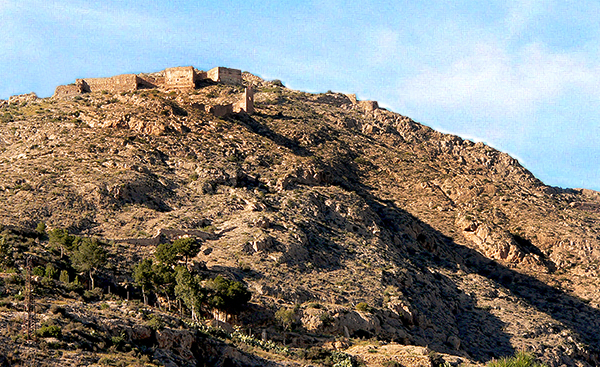
El castillo de Orihuela, centro militar de la ciudad. De origen visigodo

La historia de Orihuela es muy larga y compleja. Hay vestigios humanos desde el Calcolítico (segunda mitad del tercer milenio a. C.), aunque el primer asentamiento debió producirse durante el Solutrense (20000 a. C.), habiendo también pasado por estas tierras la cultura Argárica, Bronce Final y Hierro Antiguo donde los pobladores de esta última fundaron el poblado que está situado en Los Saladares. Este poblado fue conquistada por los íberos.
La expansión de la cultura de Los Millares por esta comarca, pasó de una economía ganadera a una economía agrícola o mixta. La mejora en las técnicas de fundición de metales llegó de la provincia de Almería unos 3500 años atrás con la denominada cultura de El Argar, instaurando una sociedad jerarquizada basada en una incipiente especialización en el trabajo. En la necrópolis de San Antón se hallaron enterramientos en tinajas y también en forma de túmulo, estas últimas destinadas a personajes importantes. La lenta evolución reflejada en los yacimientos de Los Saladares y de San Antón nos introduce de lleno en el mundo ibérico, donde surge ya un primitivo urbanismo en lugares dominantes y se utiliza la cerámica de torno y decorada. La presencia de los Celtas que llegan en busca de la sal de Guardamar quedó rápidamente diluida entre la población ibérica. Estas dos razas darán aquí lugar al pueblo contestano. El primer contacto de la comarca de la Vega Baja con los griegos se produce en el siglo VI a. C., sirviendo el río Segura (llamado Thader en esa época) como vía de penetración para su comercio. La presencia de los fenicios es difícil de datar cronológicamente; es posible que fueran ellos los que enseñaron al núcleo ibérico la utilización del torno y el horno de alfarería.
Los cartagineses cambiaron el tipo de comercio de los fenicios y griegos por el de dominación política, difundiendo además el uso de la moneda Asdrúbal en el 223 a. C. Estos establecieron la primera fortificación en este meandro del río Segura.
Pero el emplazamiento actual de la ciudad fue fundado por los romanos siendo nombrada Orcelis y formando parte de la Provincia Cartaginense, imponiendo estos su lengua (el latín), cultura y cultivos.

### Edad Media

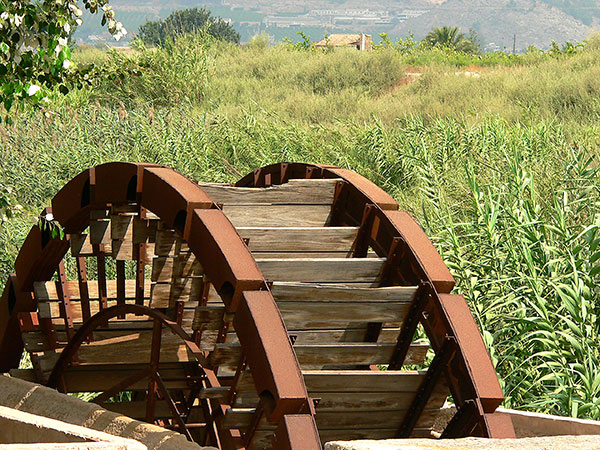
Noria en Las Norias (Desamparados), huella de la cultura árabe

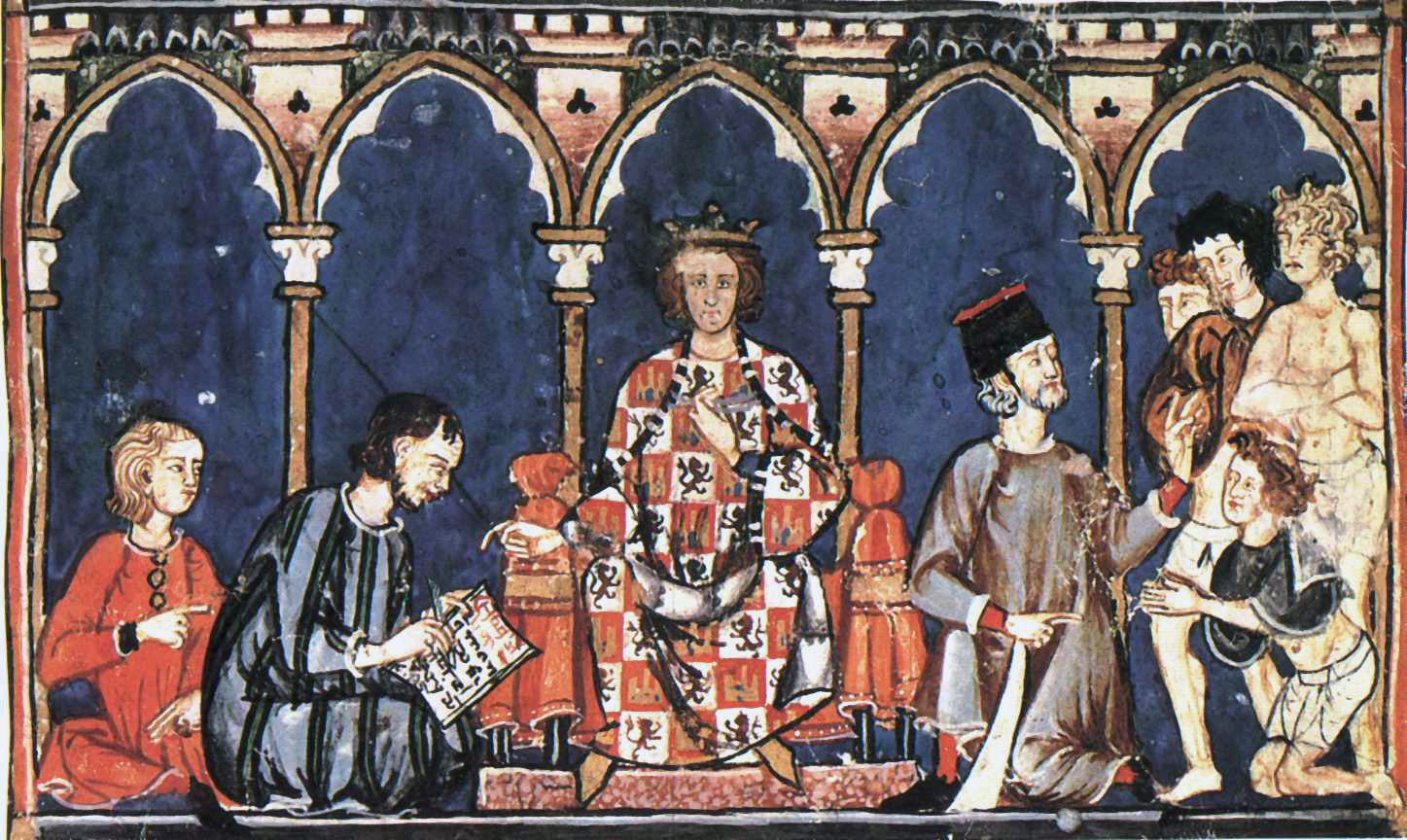
Alfonso X el Sabio y su Corte

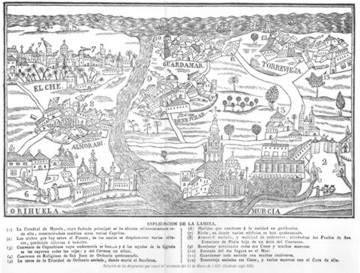
Grabado antiguo de la ciudad de Orihuela con su comarca y ciudades vecinas

El Imperio bizantino conquistó estas tierras durante la época del emperador Justiniano. Al mando del rey Suintila, en el año 625, los visigodos conquistan toda la zona bizantina de Hispania, incluyendo claramente a Orcelis. A ésta, los visigodos llamarían Auriiola, convirtiéndola en la capital de la nueva provincia homónima; sería una de las ocho demarcaciones de la Hispania visigoda. Los visigodos nunca serían bien vistos por la población hispanorromana local, que aborrecía en aquellos sus actitudes altaneras, excluyentes y violentas. En cambio, los bizantinos había portado la misma religión (aún no había tenido lugar el Cisma de Oriente), el recuerdo de la gloria de Roma, una misma lengua (el latín). Bajo los visigodos, los orcelitanos añorarían, pues, el deseo de resucitar el imperio y la estable paz que favorece el comercio, cosa contraria al continuo batallar de los visigodos.
Durante el año 713 la conquista musulmana de la península ibérica estaba muy avanzada. El señor de Orihuela, entonces el visigodo Teodomiro (Tudmir, según las fuentes árabes) fue capaz de firmar un tratado con los musulmanes (i.e., el Pacto de Tudmir por el que su señorío, que comprendía a grandes rasgos las actuales provincias de Alicante y Murcia). Teodomiro y sus descendientes siguieron manteniendo una cierta independencia hasta 825, fecha en la que el pequeño reino pasa a depender del Emirato Omeya.
En 929 el territorio pasa a llamarse Taifa de Murcia hasta 1031, fecha en que se convierte en una mera provincia (en árabe, qura) del Califato de Córdoba. Uryula (nueva denominación árabe) pasaría más tarde a ser parte del emirato de Valencia. Desde 1053 hasta 1212 fue cambiando de manos valencianas a murcianas y viceversa pasando de la taifa de Denia a la taifa de Murcia.
En esta época Orihuela consolida un gran patrimonio de baños termales, edificios civiles, mezquitas, murallas... En los territorios agrícolas circundantes se emplazan norias (como las del río Segura en Los Desamparados) y numerosas acequias; asimismo, los árabes importan el cultivo de agrios como la naranja y el limón.
El infante Alfonso, futuro rey Alfonso X el Sabio, conquistó Orihuela para la Corona de Castilla a mediados del siglo XIII (el 17 de julio de 1243 según muchos historiadores y leyendas, y de 1242 según muchos otros), dotando a la ciudad de un Fuero Real en 1265.
Jaime II de Aragón conquista el territorio en 1296, que formaba parte del Reino de Murcia, a su vez perteneciente a la Corona de Aragón a partir de 1296. El reino de Murcia pasará a formar parte de la Corona de Aragón entre 1296 y 1304. La mitad sur de lo que hoy es la provincia de Alicante, incluyendo Orihuela, tras la firma de la Sentencia Arbitral de Torrellas (1304), pasa a pertenecer al Reino de Valencia, aunque con un estatus jurídico particular; es decir, capital de la Gobernación de Oriola y con derecho a voto en las cortes. Al ser frontera con la Corona de Castilla, Orihuela va ganando prestigio y fama, convirtiéndose así en la segunda ciudad más importante del Reino de Valencia.
El dominio cristiano llevó a Orihuela a su máximo esplendor. De esta época provienen la mayoría de los monumentos, destacando la Catedral (construida tras ser abatida la vieja mezquita), el palacio episcopal, la iglesia de las Santas Justa y Rufina, los mojones del Reino (mandados a poner por Fernando el Católico en la frontera con Castilla (actual lugar de Desamparados), el convento y otros palacios y monasterios.
El 11 de septiembre de 1437 fue elevada a rango de Ciudad por Alfonso V, quien declaró hidalgos a todos sus habitantes, presentes y futuros. Asimismo, este rey pactó con el papa Eugenio IV la creación de la diócesis de Orihuela, designándose a la sazón como obispo a un miembro de los condes de Cocentaina, el cual nunca llegó a ocupar su sede. Sin embargo, el rey castellano protestó ante el concilio de Constanza-Ferrara-Basilea quien desautorizó a su santidad y suprimió la diócesis de Orihuela. En marzo de 1488, los Reyes Católicos convocaron cortes en la iglesia de Santiago con el fin de acometer la última gran empresa de la Reconquista, la conquista de Granada. Otros autores afirman que dichas cortes se celebraron en la colegiata del Salvador y Santa María (actual catedral del Salvador desde 1510).

### Edad Moderna

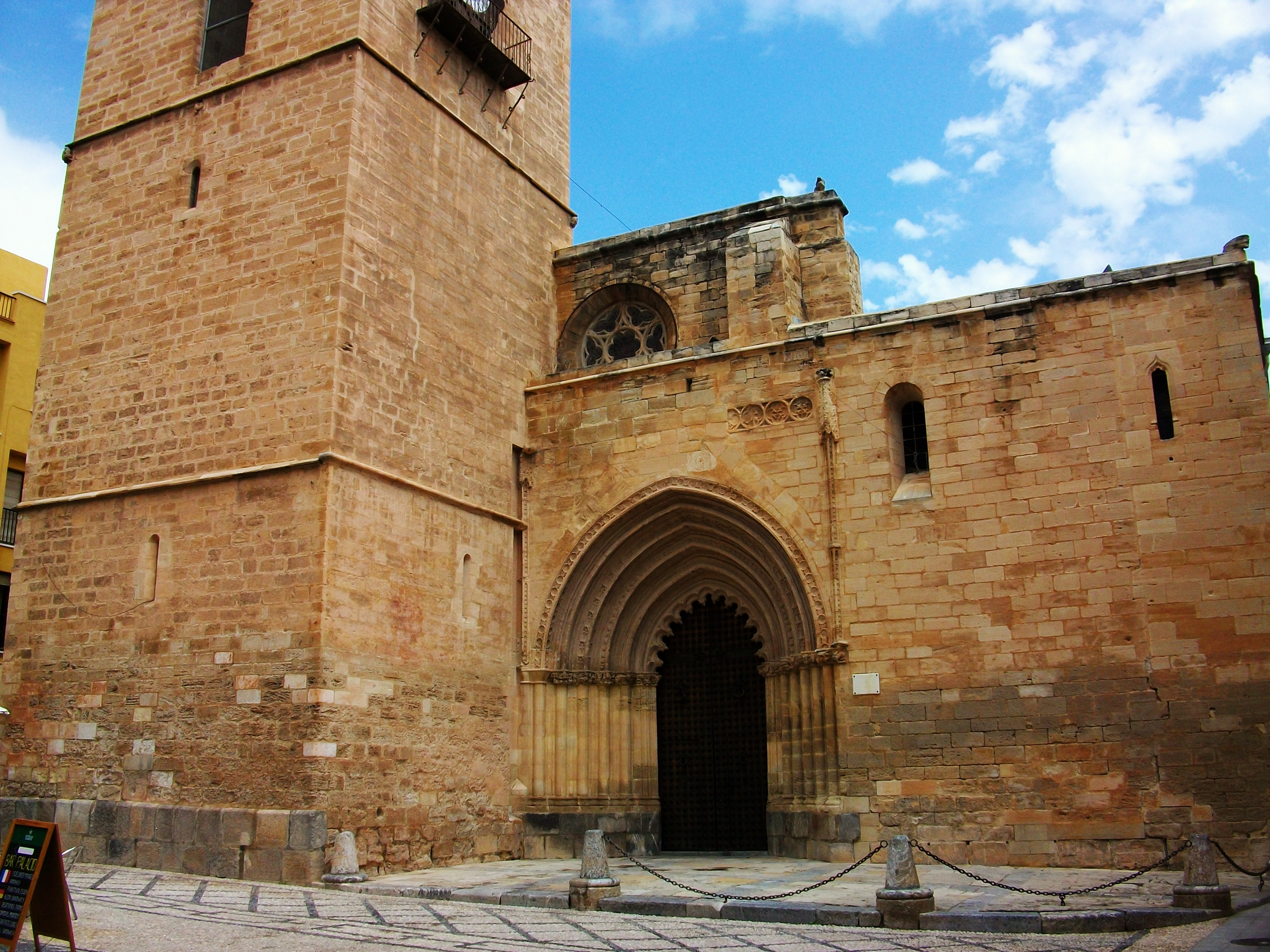
Catedral de Orihuela y su diócesis

En 1510 el papa Julio II concede a Orihuela la catedral, teniendo la diócesis de Cartagena entonces tres sedes (Cartagena, la catedral de Murcia y la de Orihuela).
En la Guerra de las Germanías, la ciudad se alza en contra de la política de Carlos I, siendo uno de los puntos clave debido a ser una de las ciudades más importantes de la corona de Aragón.
En 1518 los gremios de los oficios se unieron a la germanía y acaudillados por el Notario Pedro Palomares, contribuyendo a la derrota del Virrey de Valencia y de la nobleza de dicha ciudad, expulsando a la nobleza de la Gobernación de Orihuela. En 1521 el virrey de Valencia decide dividir el ejército en dos para intentar reducir la capital del reino. Envía una parte al norte y otra a Orihuela acompañada por él. Allí se une con el ejército de Carlos I que estaba mandado por el marqués de los Vélez. Ambos unidos a otros nobles y caballeros oriolanos, se enfrentaron en la batalla de Bonanza en la que los gremios fueron vencidos y ahorcados, descuartizando a los principales jefes, sufriendo la ciudad un importante saqueo que duró treinta días. Con la derrota de la principal ciudad del sur y la segunda del reino de Valencia, quedó abierta la zona sur para la conquista de Valencia, cayendo posteriormente otras ciudades sin apenas oponer resistencia como Elche, Alicante hasta llegar a Valencia.
Orihuela continuó reforzando su capitalidad, ya que en el ámbito eclesiástico, en 1564 obtiene la anhelada diócesis de Orihuela, independizándose así de la diócesis de Cartagena gracias al rey Felipe II de España y al papa Pío IV, construyéndose el Seminario en 1762, y en la cuestión cultural, con la creación en 1610 de la Universidad de Orihuela, regentada por los dominicos y que estaría en funcionamiento hasta 1807. En la década de 1570 el rey Felipe II concede la segregación del pueblo de Callosa de Orihuela que cambió su nombre por el de Callosa de Segura. En 1636 se segregó Rafal.
Sin embargo, su peso relativo con respecto a otras zonas de la provincia fue paulatinamente decreciendo desde mediados del siglo XVII, en gran parte debido las pestes de 1648 y 1678 y la ruina de la agricultura comercial. La Bailía General pasaría a instalarse en la ciudad de Alicante en el 1647. A finales del siglo XVII el rey Carlos II concedió la segregación de uno de los puertos de Orihuela, Guardamar del Segura, entrada natural de las mercancías a la Gobernación de Orihuela, lo que le supuso una importante pérdida. Sin embargo, a principios del siglo XVIII se produjo un potente impulso colonizador de su huerta, apoyado por el cardenal Belluga y que se tradujo en una notable expansión económica y demográfica.
En 1707, durante la Guerra de Sucesión Española la Corona de Aragón y el marqués de Rafal y gobernador de Orihuela Jaime Rosell de Rocamora y Ruiz, se pusieron de parte del candidato austracista, el cual hizo de Orihuela capital de la provincia Ultra Saxonam. En plena guerra, un rayo cayó en el castillo haciendo explotar el polvorín y con esto el castillo, matando a todos los soldados de la guarnición allí existente. Finalizada la Guerra, el rey Felipe V como forma de ultrajar a la ciudad de Valencia, cambió la capital del reino a Orihuela, ordenando en ella la reunión de la Audiencia y de los síndicos. La aversión hacia la ciudad por parte del virrey de Valencia, el cardenal Belluga, quien poco antes la había saqueado y bombardeado, hizo cambiar al rey de opinión con la condición de que si no lo hacía, abandonaría el virreinato. Finalmente, le fue devuelta la capitalidad a Valencia.
Desde esa época la prosperidad de Orihuela cayó en picado. La pérdida de su castillo, la separación en 1737 de Alicante, Elche, Monforte, Jijona, Villajoyosa, Agost, Busot, San Juan y Muchamiel de su provincia, formando la de Alicante, fueron las principales causas de su desplome. A finales del siglo XVIII, por decreto del rey Carlos III se segregó de la ciudad el municipio de Torrevieja, suponiendo la pérdida de las lagunas de la Mata y de Orihuela, donadas por el rey Fernando el Católico junto al monopolio sobre la sal a la ciudad de Orihuela. Tras la segregación se le cambió el nombre a la segunda por el de laguna de Torrevieja.

### Edad Contemporánea

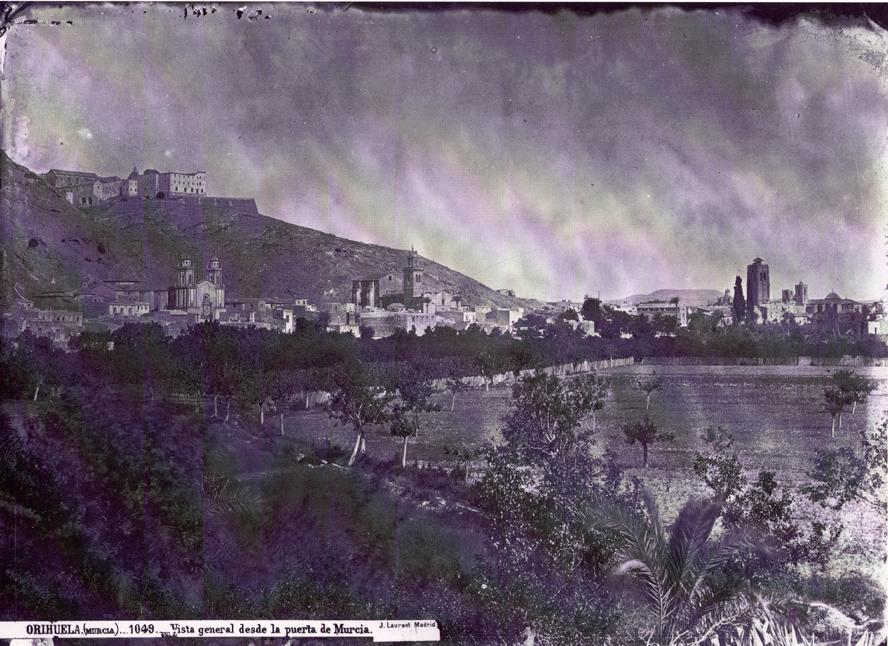
Vista de la ciudad y la huerta en 1870

Pero los problemas no acabaron allí. En 1799 Orihuela perdió su provincia, pasando a la de Alicante y durante la gobernación del rey francés José Bonaparte, dentro de la Organización territorial de España en prefecturas, pasó al Departamento del Río Segura, con capital en Murcia y más tarde, en 1822, a la provincia de Murcia.
En marzo de 1829, el terremoto de Torrevieja hizo estragos en la población afectando a la mayoría de edificios y a los pocos restos del castillo que quedaban. En 1833 pasa definitivamente a la provincia de Alicante.
La Primera Guerra Carlista (1833-1839), tuvo una amplia repercusión en Orihuela, especialmente en el año 1837 cuando el carlista Forcadell entra en la ciudad haciéndose fuerte frente a los gubernamentales.
La desamortización supuso un duro golpe para la ciudad y sobre todo para la jerarquía eclesiástica al perder múltiples posesiones como los actuales municipios de Bigastro (perteneciente al Cabildo Catedral) y de Redován (perteneciente a la orden de Predicadores), así como la pérdida de numerosos inmuebles que poco a poco fueron comprados por la Catedral Oriolana (el convento de los Trinitarios, el convento de los Dominicos, el convento de los Agustinos, el convento de los mercedarios, etc.). En Sentencia del Tribunal Supremo de la década de 1870 se concedió a la diócesis de Orihuela y a la de León la posibilidad de reclamar las fincas perdidas por la desamortización merced al Concordato de 1855, pero esa reclamación nunca se produjo.

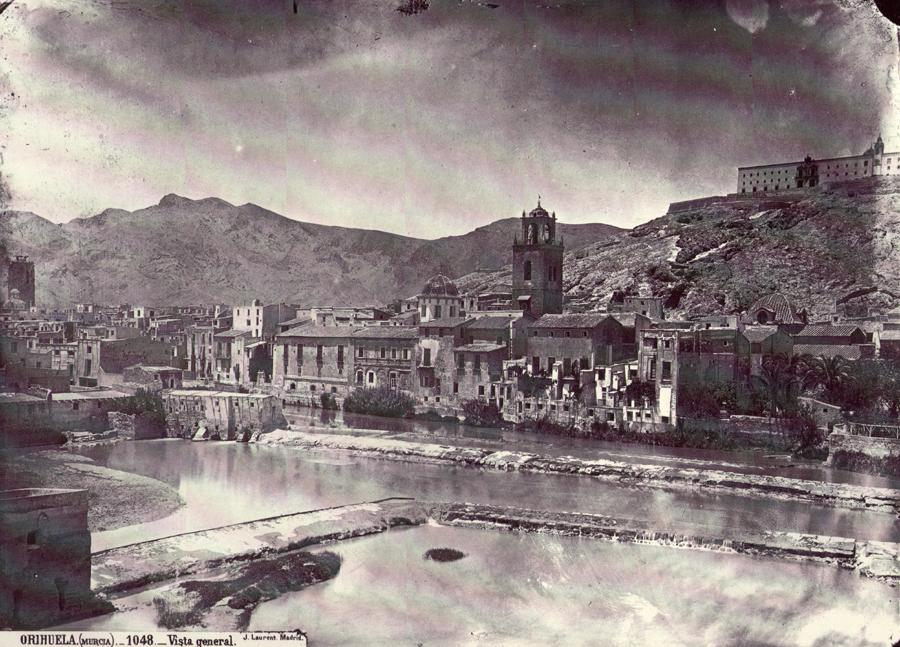
Orihuela en 1870

Durante el breve capítulo que supuso la Primera República Española de 1873, se produjo el episodio de la toma de la ciudad por el cantonalista Antonete Gálvez al mando de un número desconocido de revolucionarios, que derrota al gobernador militar Ruiz Piñero, a cuyas órdenes solo se encontraban 40 carabineros y 11 guardias civiles, en las calles céntricas de la ciudad durante la batalla de Orihuela el día 30 de agosto. Al vencer la batalla los cantonalistas se creó el Cantón de Orihuela, destituyendo al ayuntamiento.
En 1884 llegó el ferrocarril a la ciudad. A esta celebración tan importante para los oriolanos vino el entonces presidente del Gobierno de la época, Antonio Cánovas del Castillo. La celebración tuvo lugar en el claustro de la antigua universidad de Santo Domingo. Orihuela llegó a su ruina en 1879 durante la riada de Santa Teresa, que causa 300 muertos y numerosas pérdidas materiales. 
Incapaz durante los siglos XIX y principios del XX, por sus estructuras sociales, de alcanzar una verdadera industrialización, el desarrollo del regadío iniciado en época de Al-Ándalus transformó la estructura económica de la ciudad y de su comarca. Durante el último siglo Orihuela empezó a resurgir de nuevo. La visita del rey Alfonso XIII, Miguel Hernández y la llegada de la democracia fueron las principales causas de este renacimiento.
En estas dos últimas décadas varios personajes importantes han visitado el municipio. La reina Sofía estuvo en Orihuela en 1995 en la inauguración del restaurado Teatro Circo; el expresidente del gobierno español, José Luis Rodríguez Zapatero visitó la casa-museo del poeta orcelitano Miguel Hernández el día 17 de mayo de 2007 y, por último, el Premio Nobel de Física de 2006 George F. Smoot vino al municipio, inaugurando el Museo Didáctico e Interactivo de Ciencias de la Vega Baja del Segura MUDIC en el campus de la Universidad Miguel Hernández de Los Desamparados y poco después nombrado doctor honoris causa por la misma, los días 16 y 28 de noviembre de 2008, respectivamente. La revalorización de su zona costera y el fomento del turismo hizo que la costa se urbanizara, creando nuevos puestos de trabajo y aumento de la población; ello ha llevado a que en la actualidad Orihuela se haya vuelto a convertir en una ciudad importante.
En estas dos últimas décadas varios personajes importantes han visitado el municipio. La reina Sofía estuvo en Orihuela en 1995 en la inauguración del restaurado Teatro Circo; el expresidente del gobierno español, José Luis Rodríguez Zapatero visitó la casa-museo del poeta orcelitano Miguel Hernández el día 17 de mayo de 2007 y, por último, el Premio Nobel de Física de 2006 George F. Smoot vino al municipio, inaugurando el Museo Didáctico e Interactivo de Ciencias de la Vega Baja del Segura MUDIC en el campus de la Universidad Miguel Hernández de Los Desamparados y poco después nombrado doctor honoris causa por la misma, los días 16 y 28 de noviembre de 2008, respectivamente. La revalorización de su zona costera y el fomento del turismo hizo que la costa se urbanizara, creando nuevos puestos de trabajo y aumento de la población; ello ha llevado a que en la actualidad Orihuela se haya vuelto a convertir en una ciudad importante.

## Demografía
| Entidades de población  | Habitantes |
| ----------------------- | ---------- |
| Orihuela                | 33 266     |
| Orihuela Costa          | 25 780     |
| La Murada               | 3218       |
| San Bartolomé           | 2462       |
| La Aparecida            | 2132       |
| Los Desamparados        | 2010       |
| Torremendo              | 1744       |
| Molins                  | 1458       |
| Raiguero de Bonanza     | 1438       |
| La Campaneta            | 1191       |
| Arneva                  | 1151       |
| Hurchillo               | 1096       |
| La Matanza              | 1059       |
| Las Norias              | 976        |
| El Escorratel           | 896        |
| Correntías Medias       | 892        |
| Camino de Beniel        | 815        |
| El Mudamiento           | 515        |
| Camino Viejo de Callosa | 511        |
| Molino de la Ciudad     | 302        |
| Media Legua             | 215        |
| Los Huertos             | 112        |
| Barbarroja              | 99         |
| Correntías Bajas        | 79         |
| Total                   | 83 417     |

Orihuela cuenta con una población de 83 720 habitantes (INE 2024).
| Gráfica de evolución demográfica de Orihuela entre 1842 y 2021 |
| |
| Población de derecho según los censos de población del INE Población de hecho según los censos de población del INEEntre el censo de 1887 y el anterior, crece el término del municipio porque incorpora a 03503 (Molins) Entre el censo de 1991 y el anterior, disminuye el término del municipio porque independiza a 03902 (Pilar de la Horadada) |

En 2014 era el cuarto municipio de la provincia de Alicante y el sexto de la Comunidad Valenciana, contando con 83 417 habitantes y presentando un fulgurante crecimiento desde los años 1990.
La población se distribuye entre los 33 266 que viven en el núcleo urbano de Orihuela, 25 780 en la costa (Dehesa de Campoamor) y los 24 371 restantes en las otras veintidós pedanías con que cuenta, siendo las más importantes La Murada, San Bartolomé, La Aparecida, Los Desamparados y Torremendo.
La pirámide de población de Orihuela se asemeja bastante al modelo de población envejecida típico en los países desarrollados occidentales, caracterizada por una estrecha base (población joven) y un amplio cuerpo (población adulta) que se reduce conforme aumenta la edad considerada. Esta estructura de la población es típica en el régimen demográfico moderno con una evolución hacia un envejecimiento de la población y una disminución de la natalidad anual.

### Urbanismo

#### Orihuela Costa
Debido al creciente volumen de población que tienen las playas de Orihuela, así como el surgimiento de nuevas Urbanizaciones, pese a tenerse como una pedanía se trata de un caso especial. Posee en la actualidad 57 urbanizaciones que se dividen por zonas, siendo las más importantes: Dehesa de Campoamor, Cabo Roig, La Zenia, Playa Flamenca, La Regia, Las Mimosas, Los Dolses y Villamartín.

#### Puentes
La ciudad se encuentra surcada desde oeste a este por el curso del río Segura. Desde antiguo surgió la necesidad de construir puentes con los que poder atravesar dicho río. En la Edad Media ya se conocía la existencia de un puente que daba acceso a la puerta principal de la ciudad. Debido a las numerosas riadas hubo que reconstruirlo en muchas ocasiones, reemplazando en la Edad Media el puente de madera por uno de sillar.
Debido a la ampliación y crecimiento de la ciudad hacia el sur, el este y el oeste, ha existido la necesidad de crear nuevos puentes con los que salvar el curso del río. En la actualidad la ciudad cuenta con cinco puentes con tráfico rodado y cuatro puentes peatonales.
La enumeración de los puentes se realiza desde el oeste hasta el este de la ciudad.

##### Puentes de tráfico rodado

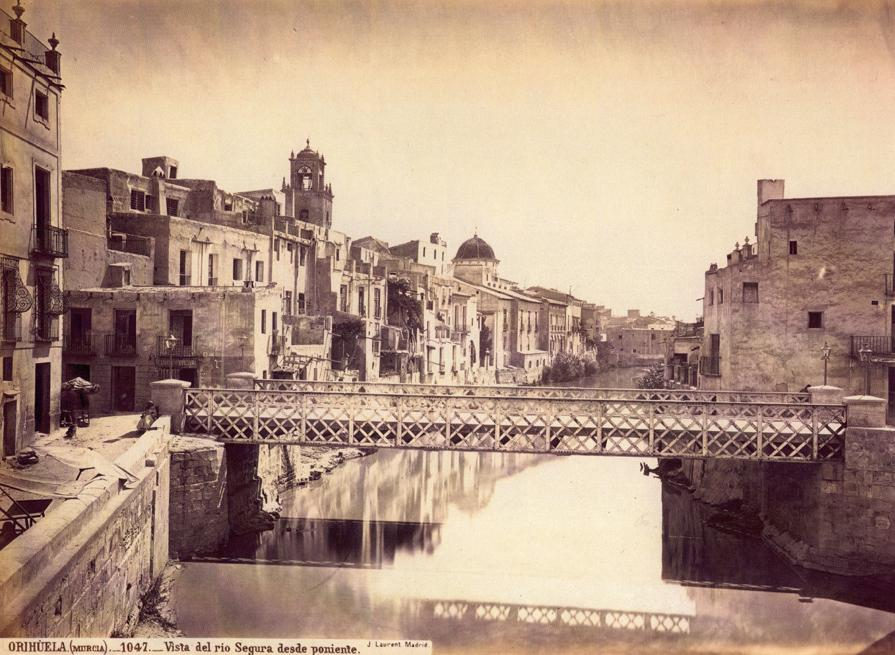
Puente de Poniente, año 1870

- Puente de las Salesas. Conecta la calle Sol con el desvío de las Espeñetas y el centro comercial Ociopia hasta la carretera Murcia-Alicante. Fue construido en 2006.
- Puente Viejo o de Poniente. Es el primer puente documentado de la ciudad. Su fecha de construcción original se desconoce. Unía la huerta de Orihuela con la Ciudad. Cuando surgió el Arrabal de San Agustín (siglo XV) se convirtió en la entrada natural de la ciudad. El puente ha sido construido y reconstruido numerosas veces, debido a que era destruido por las riadas o en las guerras para evitar la conquista de la ciudad.
- Puente de Levante o de los azudes. Se construye en el siglo XIX cuando se comienza la reurbanización de esa zona de la ciudad hacia la finca del duque de Tamames y la Alameda Mayor. Representaba la continuación de la Gran Vía Fernando de Loaces, actual calle Cardenal Loaces.
- Puente de la Trinidad. Fue construido en el siglo XX para conectar la avenida Obispo Rocamora con el barrio de la Trinidad y de San Pedro.
- Puente del Rey. Fue construido en la zona de expansión de la ciudad para unir el barrio de San Pedro y el del Palmeral con la zona este de la ciudad y la salida de la ciudad hacia la CV-95 y la circunvalación sur de la ciudad. Fue construido en la mitad final de la década de 1990.
- Puente de la Circunvalación. Paralelo al puente de la línea de ferrocarril une la entrada norte a la entrada sur de la ciudad.
- Puente de la carretera Orihuela-Almoradí: Se construyó para salvar el paso a nivel de la línea de ferrocarril de esta carretera mediante un paso elevado. No admite circulación peatonal.

##### Puentes peatonales
- Puente de las Salesas. Construido en los años 1970, fue reconstruido a principios del siglo XXI. Une el inicio de la calle Sol y la calle Libro con la plaza de las Salesas y del marqués de Arneva.
- Puente del palacio del Obispo. Une la calle Sor Patrocinio Vives y la plaza de la Centuria Romana con el pasaje del palacio del Obispo, en la ribera izquierda del Río. Fue construido en 2002.
- Puente del Casino. Fue construido para salvar la separación del curso del río en su ribera izquierda, al abrirse el mismo en los azudes y la acequia de Almoradí. Comunica el pasaje del palacio del Obispo con el jardín del Molino de Cox. Fue construido en 2002.

##### Otros puentes
- Puente del Ferrocarril. La línea de tren para salvar el río también dispone de un puente autónomo.
- Puente de los Huertos. Para salvar la propia línea de tren se construyó un puente elevado con el que unir la ciudad y la carretera Orihuela-Almoradí.
- Pasarela de Correntías. Asimismo para unir la ciudad con la pedanía de Correntías Bajas se ha construido un puente sobre la línea de tren de uso exclusivamente peatonal.

## Economía

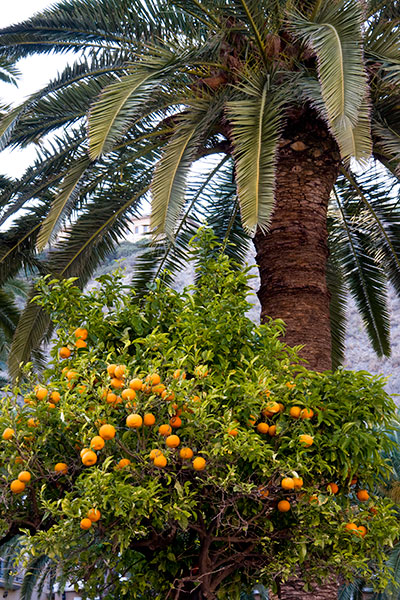
Cultivos de Orihuela

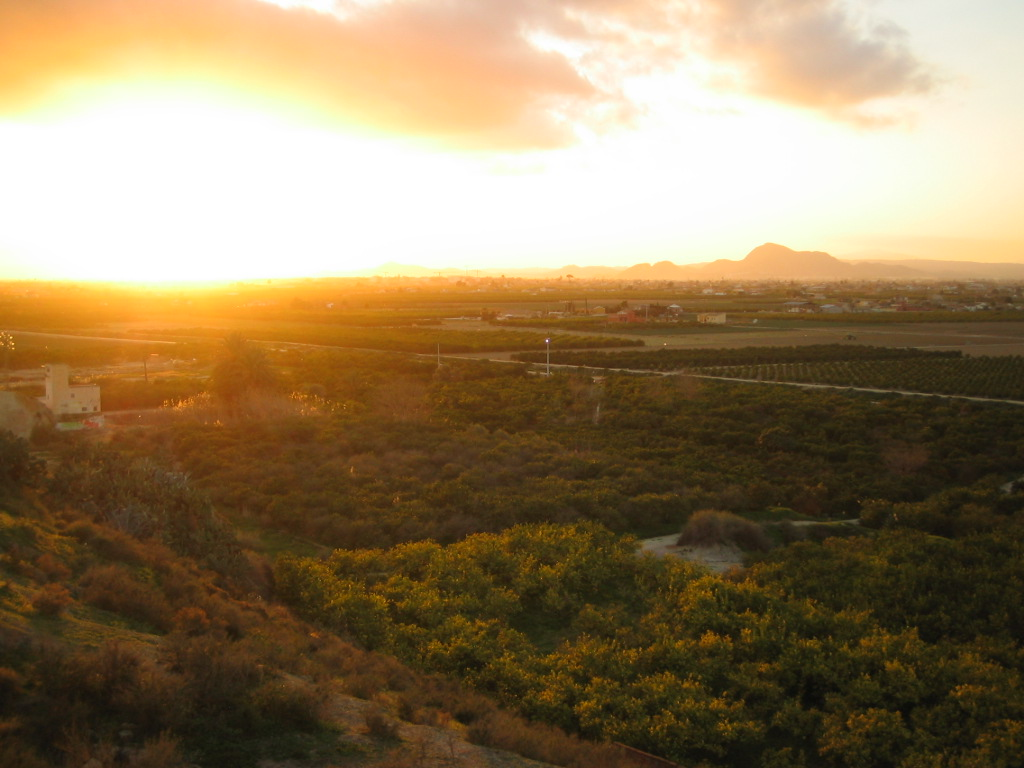
Huerta oriolana junto a la frontera de la vecina Región de Murcia

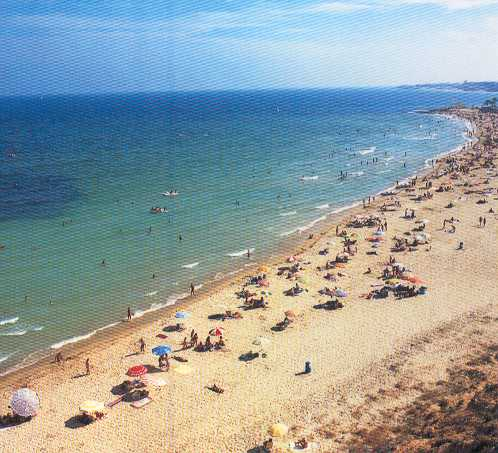
Playa oriolana durante un día de verano. Normalmente estas playas atraen a un gran número de veraneantes, tanto nacionales como extranjeros

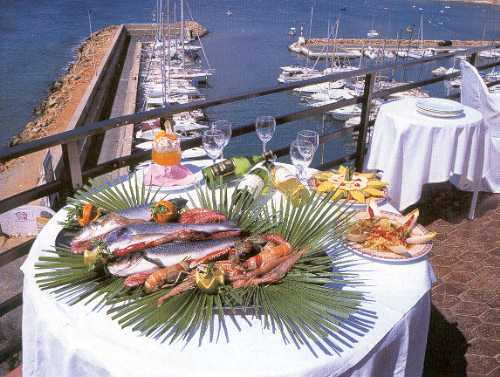
Turismo de sol y playa. Los visitantes que visitan las playas oriolanas no dudan en probar su gastronomía

Orihuela es una ciudad basada en el sector servicios y el agrícola.
La economía de Orihuela ha sido tradicionalmente la agricultura. Primero fue de cereales, la vid y el olivo en los tiempos de los romanos. A partir de la conquista musulmana el cultivo fue de regadío, sobre todo de naranjas y limones. Estos cultivos fueron logrados gracias a la introducción de la acequia que perduran hasta hoy día y siguen siendo los principales cultivos, además de otras hortalizas y tubérculos como la patata, o árboles frutales como el almendro, este último en la zona de interior.
Actualmente los datos son de que en Orihuela en torno al 9 % de la población trabaja en el sector primario, el 12 % en el sector secundario, principalmente en la construcción y el restante 79 % de la población trabaja en el sector terciario.
- Sector Primario: Principalmente los cultivos ya mencionados antes. Repartidos principalmente en la zona de las pedanías, excepto Orihuela Costa dedicada más al cultivo de tipo secano como la vid, el almendro o el olivo. La existencia de granjas es Orihuela es bastante reducida, así mismo, no existe flota pesquera alguna.
- Sector Secundario: Principalmente en la construcción. aunque también en las fábricas del polígono industrial. La construcción destaca por su amplio volumen en la Costa y en Orihuela ciudad debido a su amplia población, aunque también en la huerta y pedanías que rodean Orihuela Ciudad.

La ciudad posee un polígono industrial en la zona del este, que limita con el término municipal de Callosa y Redován. Dicho polígono industrial es denominado Puente Alto, y acoge numerosas empresas alimentarias, transportistas, así como la lonja frutícola de Orihuela (una de las más importantes de la provincia).
Asimismo, hay diversas zonas de amplia concentración industrial al osted de la ciudad, siguiendo el trazado de la carretera nacional Murcia-Alicante, desde el barrio de Ciudad Jardín hasta la pedanía de la Aparecida.
- Sector Terciario o de servicios: destaca en Orihuela Ciudad y Orihuela Costa. En Orihuela Ciudad se concentra la parte del sector dedicada al ocio (en el Centro Comercial Ociopía), a la restauración que se concentran en torno al casco histórico (aunque la restauración se puede encontrar prácticamente por todo el término municipal) y la parte relacionada con el comercio. Esta última se reparte principalmente alrededor del casco histórico, sobre todo en la calle Mayor. También están los funcionarios del ayuntamiento, de empresas, de educación, de seguridad (Cuerpo Nacional de Policía, Policía Local y Guardia Civil) y de sanidad. En Orihuela costa los servicios son de restauración, comercio y ocio principalmente gracias al gran turismo que atraen las playas oriolanas sobre todo en verano. Existen en la costa 6 centros comerciales, entre ellos: centro Comercial La Zenia (urb. La Zenia II), Centro Comercial Rioja, Centro Comercial Punta Prima, Centro Comercial La Campana, Centro Comercial La Florida, Centro Comercial los Dolses, estando prevista la construcción en breve de un nuevo macro centro comercial en la zona de Campoamor, llamado Centro Comercial Las Playas.[46]

Asimismo Orihuela dispone de numerosos servicios públicos que emplean a la población como son la delegación de numerosos organismos públicos como la Agencia Tributaria, la Tesorería General de la Seguridad Social, el Instituto Nacional de la Seguridad Social, los Juzgados y Tribunales, la Delegación de la Consellería de Agricultura, el Instituto de la Juventud de la Consellería de Bienestar Social, o la Cámara de Comercio e Industria de Orihuela, que posee una antena en las Playas de Orihuela. Al ser la capital de la Comarca ofrece servicios al resto de las poblaciones de la comarca.
Los comercios de la ciudad se encuentran agrupados en dos asociaciones como son Asociaciones de Comerciantes del Casco Histórico de Orihuela y la Asociación de Comerciantes del Municipio de Orihuela que es la mayoritaria y cuenta con asociados tanto en Orihuela ciudad, como en las pedanías y en la costa. Esta última dispone de dos sedes una en la ciudad y otra en la costa.
La ciudad dispone de tres centros comerciales: centro comercial Carrefour Orihuela, centro comercial Hispania y centro comercial Ociopía.
Asimismo la ciudad posee oficinas de numerosas entidades de crédito como bancos y Cooperativas de Crédito.
La ciudad cuenta con una entidad de ahorro propia, la Caja Rural Central, que es una cooperativa de crédito que posee en la actualidad clientela en las provincias de Alicante, Murcia, Almería y Albacete, disponiendo de una red de más de 80 oficinas. Fue fundada en 1919 por Real Orden del Ministerio de Fomento de 9 de julio y por R. O. del Ministerio de Hacienda de 27 de octubre de 1919. Esta entidad tiene una importante Obra social en la ciudad de Orihuela y en todos los municipios de la Vega Baja. Teniendo su sede social y principal en el Palacio del Portillo de la ciudad de Orihuela.
En el pasado contó con la Caja de Ahorros Virgen de Monserrate, fundada en 1906. Fue fusionada con la Caja de Ahorros de Petrel (que aportó 50 oficinas, aportando la de Orihuela casi 100) para fundar la Caja Mediterráneo (C.A.M.), entidad a la que se fueron fusionando otras como la Caja de Ahorros de Crevillente, la de Ibiza, etc.
Asimismo también tenía sede social en Orihuela la Caja de Ahorros de Bonanza, que también fue fusionada por Orden de la Generalidad con la CAM.
En general, la economía es prácticamente como la de cualquier localidad cercana al litoral de la provincia alicantina.

### Turismo
El turismo representa un importante sector para el municipio. En la actualidad se da en él de dos tipos: turismo de sol y playa y turismo cultural. Poco a poco está creciendo el interés por el turismo rural, para el que se están dotando de infraestructuras tanto privadas como públicas.
Orihuela posee diversas fiestas de interés que la hacen recibir importante número de turistas, en especial su Semana Santa, declarada de interés Turístico Nacional en 1989, estando incoado el expediente para declararla de interés Turístico Internacional.
La oferta hotelera es completa, contando el municipio con tres hoteles de 4 estrellas, varios de 3 y de 2 estrellas tanto en la costa como en la ciudad. Del mismo modo también posee establecimientos hoteleros tanto en la ciudad como en la costa y en algunas pedanías como Arneva o Los Huertos (muy próximas ambas a la ciudad).

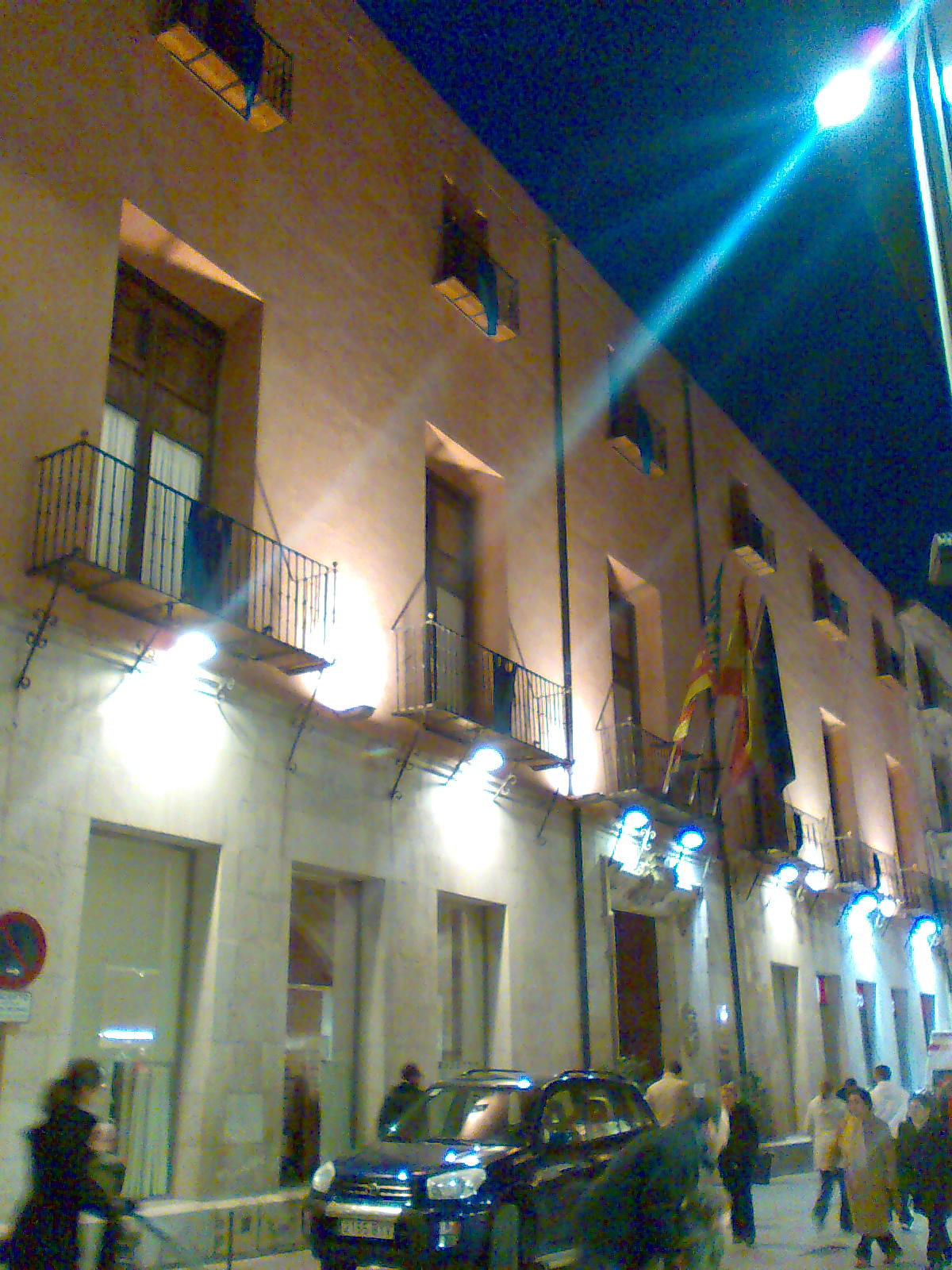
Hotel Meliá Palacio de Tudemir

| Tipo        | Tipo        | Establecimientos | Plazas |
| ----------- | ----------- | ---------------- | ------ |
| Hoteles     | 5 estrellas | 0                | 0      |
| Hoteles     | 4 estrellas | 3                | 337    |
| Hoteles     | 3 estrellas | 2                | 79     |
| Hoteles     | 2 estrellas | 1                | 175    |
| Hoteles     | 1 estrella  | 0                | 0      |
| Hoteles     | Total       | 6                | 591    |
| Hostales    | 2 estrellas | 2                | 31     |
| Hostales    | 1 estrella  | 3                | 36     |
| Hostales    | Total       | 5                | 67     |
| Apartoteles | Todos       | 3                | 228    |
| Apartoteles | Total       | 3                | 228    |
| Total       | Total       | 14               | 889    |

##### Oficinas de turismo
La ciudad cuenta con una importante red de oficinas de turismo, existiendo en la actualidad en Orihuela ciudad tres y una en la costa:
- Tourist Info Orihuela: oficina principal, situada en los bajos del palacio de Rubalcava.
- Tourist Info Orihuela - Andenes: oficina situada en la Estación Intermodal.
- Tourist Info Orihuela - Centro: oficina situada en la plaza Soledad.[50]
- Tourist Info Orihuela - Playa: Oficina de turismo situada en Playa Flamenca en la plaza del Oriol.

En la actualidad está prevista la apertura de una nueva oficina en la costa de Orihuela.

##### Campos de golf

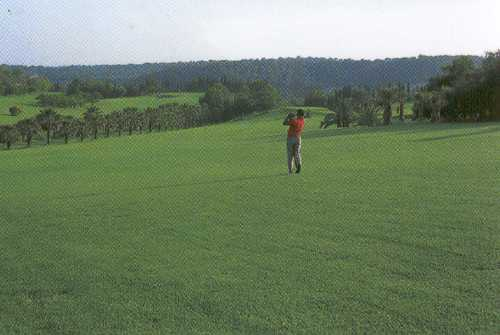
Campo de golf en Orihuela

Asimismo, posee el municipio cuatro campos de golf situados en la costa de Orihuela con 18 hoyos cada uno, los cuales son:
- Campo de Golf Villamartín
- Club de Golf Las Ramblas de Orihuela
- Real Club de Golf Campoamor
- Las Colinas Golf & Country Club

##### Playas
El municipio posee 18 km, en los que se alternan playas y barrancos de agua cristalina, así como dos puertos deportivos (Cabo Roig y Dehesa de Campoamor). Algunas de sus playas consiguen año tras año las banderas azules de los mares limpios de Europa o la bandera Qualitur que concede la Consejería de Turismo de la Generalidad Valenciana. Algunas de estas son:
- Playa de Cabo Roig (Cala Capitán)
- Playa de Cabo Roig (Playa Caleta)
- Playa de Campoamor (Aguamarina)
- Playa de Campoamor (La Glea)
- Playa de Campoamor (Barranco Rubio)
- Playa Flamenca (Cala Estaca)
- Playa Flamenca (Cala Mosca)

Asimismo tres de ellas consiguieron el pasado mes de junio la Q de Calidad Turística, convirtiéndose en las primeras de la Comunidad Valenciana en conseguirlo siendo estas las playas de Cala Capitán, Playa de la Glea y la playa de Cala Estaca.

##### Puertos deportivos

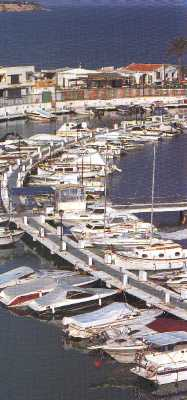
Puerto de la Dehesa de Campoamor

En la costa de Orihuela tienen sede dos puertos deportivos, de gran número de amarres y amplitud. Estos son:
- Puerto Deportivo de Campoamor. Situado en la urbanización de la Dehesa de Campoamor.
- Puerto Deportivo de Cabo Roig.Situado en la urbanización de Cabo Roig.

##### Rutas turísticas
Orihuela, también se encuentra incluida en el patronato de Turismo Costa Blanca de la Diputación de Alicante y está presente en numerosas ferias nacionales e internacionales de turismo.
Es la capital cultural y patrimonial de la provincia de Alicante lo que la constituye en un centro del turismo cultural de la Comunidad Valenciana.[cita requerida] A su vez es el centro del turismo de interior por su patrimonio cultural y medioambiental.
Asimismo, en el término municipal comienzan dos rutas o caminos culturales como son:
- La Senda del poeta. Ruta senderista que comienza en Orihuela y finaliza en Alicante. Transita por varios pueblos de la Comarca de la Vega Baja, Elche y Alicante. Se trata de una de las tres rutas de senderismo de la comunidad Valenciana de Medio y Gran recorrido, reconocidas por la Real Federación de Montañismo. Es una ruta de baja dificultad con media intensidad en algunas zonas. Es un itinerario medioambiental y cultural cuyo fin es conocer algunas de las poblaciones que pisó Miguel Hernández, partiendo desde el lugar donde nació, vivió su infancia, adolescencia y parte de su madurez y donde tuvo a su familia (Orihuela) hasta llegar al lugar donde se encuentra enterrado (cementerio del Remedio de Alicante).
- Ruta o camino caravaqueño. Camino de peregrinación hacia el Santuario de Caravaca de la Cruz con motivo del año Santo. Dicha Ruta comienza en la Catedral de Orihuela y finaliza en Caravaca de la Cruz, transcurriendo a lo largo del Río Segura hasta llegar a la ciudad de Murcia.
- Camino del Cid. Orihuela está unida al consorcio Camino del Cid. Esta es la ciudad donde finaliza la ruta La defensa del sur que se inicia en Vivar de Cid (Burgos), lugar donde nació el Campeador.[56]

A su vez el Ayuntamiento de Orihuela ha diseñado diversas rutas turísticas con el fin de conocer el patrimonio de la ciudad, como la ruta del Gótico, la ruta de Miguel Hernández, la ruta de Francisco Salzillo, la ruta de los monumentos nacionales, paseo cultural de Orihuela, etc.

## Símbolos
El elemento simbólico oriolano sin duda es el Oriol, un ave mitológica a la que estudios recientes relacionan con la Oropéndola (vean la coincidencia con su nombre en latín: Oriolus oriolus).

### Bandera

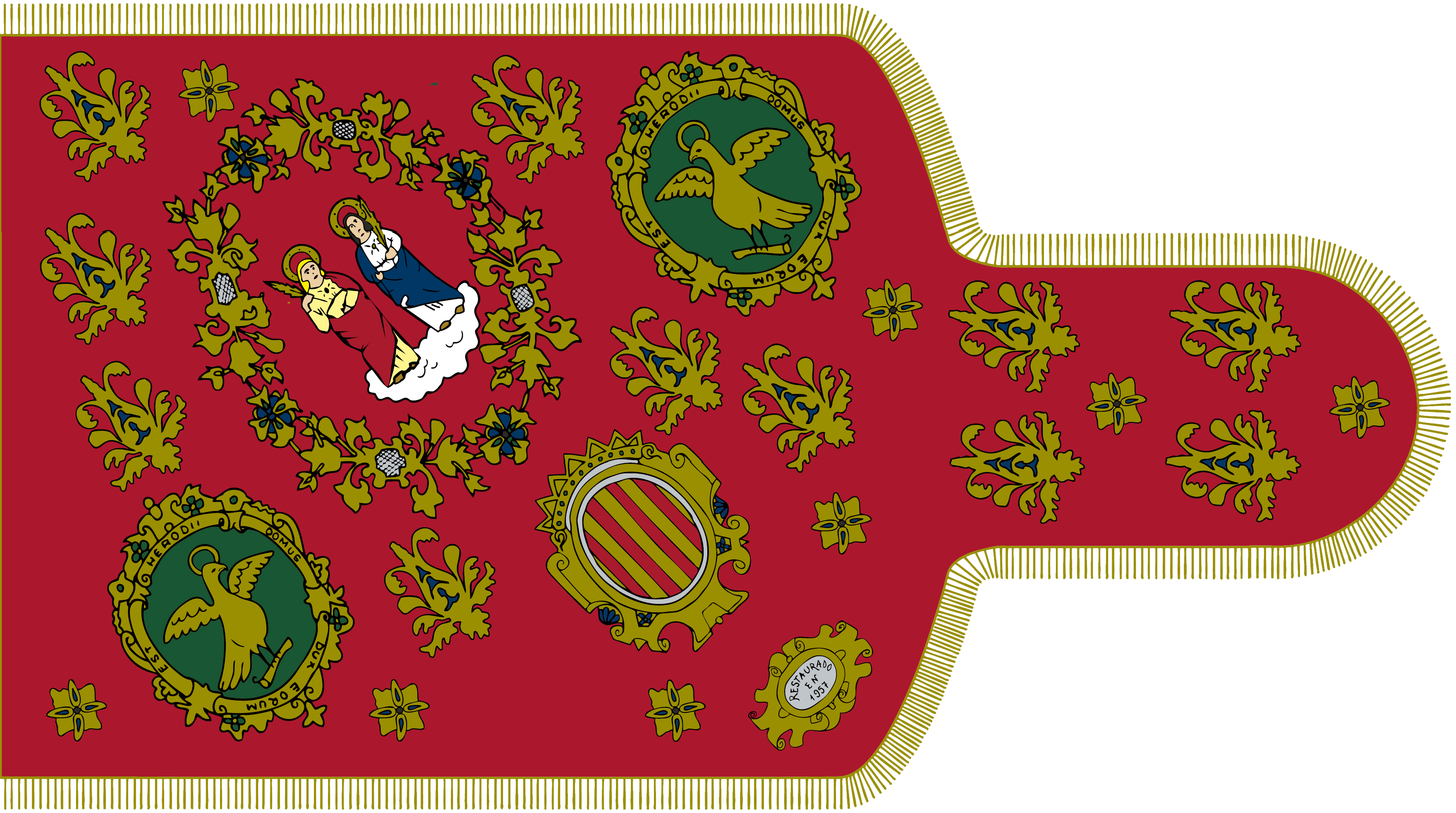
Bandera de Orihuela

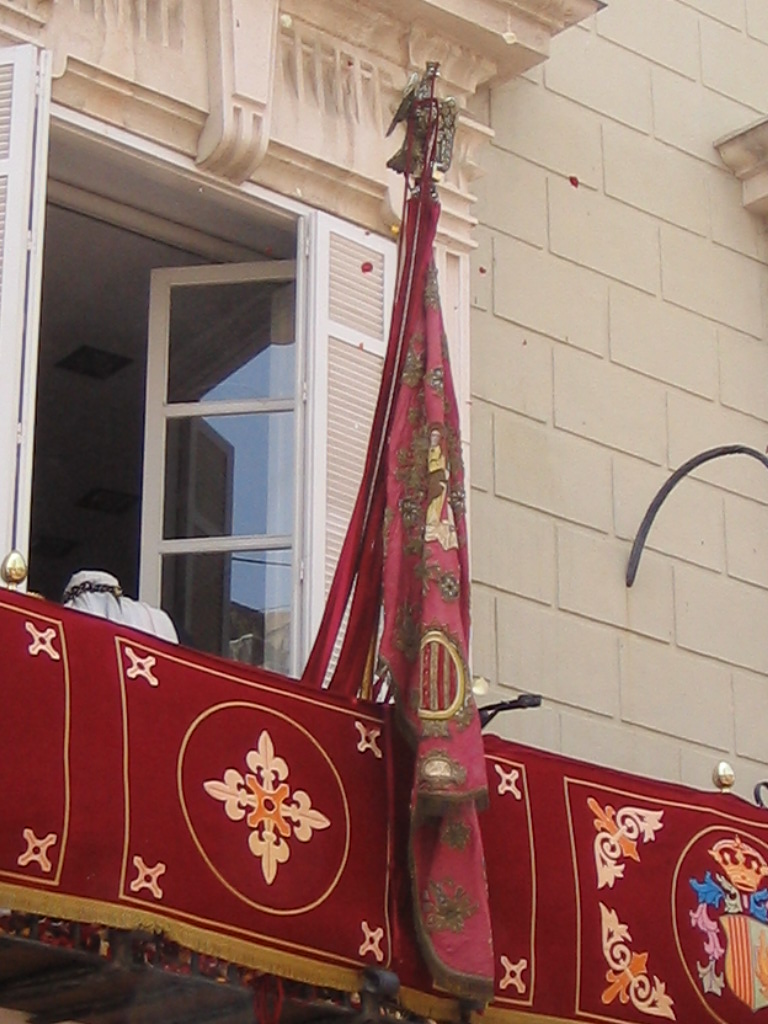
Estandarte del Oriol, bandera de Orihuela

La bandera de la ciudad es un pendón de guerra medieval, con bordados originales de los siglos XV, XVI y XVIII. Su restauración, iniciada en la década de 1950, se ha reanudado en época actual con delicados métodos.
En lo alto del asta dicho pendón llevaba un pájaro coronado que, sujetando una rama con una pata y una espada con la otra, sería cincelado en oro en el siglo XVI. Este lábaro, símbolo de la ciudad desde la Reconquista, fue confiscado por el Cardenal Luis de Belluga como forma de ultrajar a la ciudad, dejando el resto del pendón en la ciudad. En el siglo XVIII se realizó uno nuevo en madera dorada, pero fue sustituido en ese mismo siglo por un nuevo Oriol realizado por el orfebre Ruvira en plata sobredorada.
La Real y Gloriosa Enseña del Oriol preside en la actualidad la llamada Sala del Oriol del ayuntamiento de la ciudad, estando prohibida su reproducción por ordenanza del ayuntamiento, salvo acuerdo de la Corporación Municipal.
La bandera de Orihuela, también llamada Gloriosa enseña del Oriol es descrita así:
Estandarte-linguado que lleva en sus armas:
- En campo de gules (rojo) las santas Justa y Rufina orladas con guirnalda y puestas en el jefe.
- En el lado diestro y en lo bajo el escudo de Aragón y en lo alto el Oriol con guirnalda y en su lado izquierdo un Oriol enfrentado con Aragón, inclinados ambos cortésmente.
- Sembrado el campo hasta once escorpiones en oro y siete estrellas de lo mismo.
Tras capitular la ciudad en la Guerra de Sucesión, tras haber apoyado al archiduque Carlos de Austria, futuro Carlos VI de Austria, el rey Felipe V mandó bordar su escudo en la parte trasera del pendón; con ello quería recordar a los oriolanos la victoria y autoridad borbónicas obtenidas en la Guerra de Sucesión.
El estandarte es sacado de modo ordinario el Día de la Reconquista (17 de julio) por el balcón, cumpliendo la tradición de que el pendón solo se inclina ante Dios y el rey, acompañado por la Corporación Municipal. Posee los títulos de Real y Gloriosa Enseña.
A su vez es posible sacarlo de modo extraordinario cuando así lo acuerde el ayuntamiento en pleno. A lo largo de la historia se sacaba en fechas importantes como la coronación de un rey, el nacimiento de un príncipe, la visita del monarca a la ciudad o el día de la coronación canónica de la patrona de la ciudad (31 de mayo de 1920).

### Escudo

Escudo de armas de Orihuela

El escudo actualmente sigue la siguiente descripción:

Escudo apuntado y cinturado, orlado de lambrequines en azur, púrpura y sinople y timbrado con corona de príncipe. Partido, a diestra sobre campo de oro cuatro palos de gules, a siniestra sobre campo de sinople oriol de oro, coronado, con alas abiertas posado sobre un leño con su garra izquierda y armado de espada con la diestra.

El escudo de la ciudad y el municipio de Orihuela ha tenido muchas variaciones a lo largo de los siglos. Desde la conquista cristiana de la ciudad, a mediados del siglo XIII, se pueden encontrar los dos elementos que lo componen principalmente: el pájaro Oriol, considerado entre los historiadores como las armas de la ciudad, y la Señal Real de Aragón o armas de Aragón, en referencia a su pertenencia a partir de principios del siglo XIV al Reino de Valencia y por tanto a la Corona de Aragón.
El actual escudo no está regulado por ninguna figura legal, y viene siendo usado de facto por el ayuntamiento desde las décadas de 1920 y 1930. Se trata de un símbolo creado en 1906 por el heraldista Manuel S. Lac

### Títulos
Desde el 11 de septiembre de 1437, Orihuela ostenta el título de ciudad, según le fuera concedido por el rey aragonés Alfonso V el Magnánimo. También une a ello los títulos de Muy Noble, Muy Leal y Siempre Fiel, distinciones concedidas en torno a 1380 por Pedro El Ceremonioso, rey de Aragón, por la valerosa lucha de la ciudad en la Guerra de los Dos Pedros contra Castilla. Estos títulos siempre se deben de añadir cuando lo indique el protocolo. Además, la ciudad posee dos lemas: Herodii domus dux est eorum ('la casa del herodio es nuestra guía') y Semper prevaluit ensis vester ('siempre prevaleció vuestra espada'), concedido este último por el Privilegio del Morabatín de parte del rey Pedro IV el Ceremonioso en virtud de la importante intervención de Orihuela en dicha Guerra de los Dos Pedros.
Tiene el rango de ciudad real, teniendo por ello derecho de voto en las Cortes valencianas. A su vez tiene el rango de ciudad ducal, cuyo señor era el duque de Orihuela, marqués de Valencia y rey de Valencia. En la actualidad y desde siempre, dicho título lo posee el rey de España. Además, el rey Alfonso V el Magnánimo concedería a los ciudadanos de Orihuela la hidalguía en 1437. A la ciudad solo podían entrar a caballo el rey y los nobles con la consideración de primos, es decir, los poseedores de Grandeza de España.
El ayuntamiento posee el título de Excelentísimo, concedido por el rey Alfonso XII conllevando el tratamiento de Ilustrísimo al alcalde-presidente del mismo.
El 26 de mayo de 2010 tuvo lugar el nombramiento como Gran Ciudad por la Generalidad Valenciana, convirtiéndose así en la sexta ciudad de la Comunidad Valenciana en recibir ese título tras más de dos años de espera.

## Administración y política

### Instituciones públicas
La ciudad cuenta con delegación de diversas consejerías de la Generalidad Valenciana. Las mismas tienen sede en el edificio PROP de la Generalidad. Algunas de estas delegaciones son:
- Consejería de Agricultura, Ganadería y Alimentación
- Consejería de Bienestar Social
- Consejería de Juventud
- Consejería de Empleo y Formación
- Consejería de Turismo

Además dispone de sedes comarcales de diversos organismos como:
- Registro General, Ventanilla Única. Se encuentra situado en el edificio PROP de Orihuela.
- Instituto Valenciano de la Juventud (IVAJ), con sede en el edificio PROP de Orihuela.
- Servicio Valenciano de Empleo y Formación (SERVEF), con sede en la calle Prolongación de Ronda de Santo Domingo, encargada de la distribución y búsqueda de empleo y de la formación de empleados y desempleados. Además este mismo ente, dispone de un centro de empleo situado en la pedanía de El Escorratel para la realización de cursos de formación.
- Oficina Amics, con sede en el edificio PROP, destinada a la integración de los emigrantes y de inmigrantes.
- Oficina de la Víctima del Delito, con sede en el palacio de Justicia de Orihuela, destinada al asesoramiento de los usuarios de la administración de justicia.
- FUNDAR, fundación para el desarrollo del voluntariado y el asociacionismo.
- Oficina Liquidadora del Registro de la Propiedad, dependiente de la Consellería de Hacienda, se encuentra situada en la calle Obispo Rocamora, 35. Es también sede del Registro de la Propiedad de Orihuela n.º 2. El Registro de la Propiedad de Orihuela n.º 1 se encuentra en la avenida Francisco Tormo de Haro.
- La Consejería de Turismo tiene presencia a través de la red Tourist Info de Oficinas de Información Turística. La ciudad de Orihuela posee tres en el casco urbano y dos en la playa. Está prevista la creación de dos nuevas oficinas.

La ciudad cuenta con diversas delegaciones de organismos administrativos estatales:
- Agencia Tributaria (A.E.A.T.). c/. Obispo Rocamora, 57.
- Tesorería General de la Seguridad Social (T.G.S.S.). c/ Obispo Rocamora, 43
- Instituto Nacional de la Seguridad Social (I.N.S.S.). c/. San Agustín, 20
- Instituto de Mayores y Servicios Sociales (IMSERSO)
- RENFE y Adif

#### Justicia
Desde siempre Orihuela ha contado con tribunales, siendo sede de la Bailía General.
Con la promulgación de la ley del Poder Judicial de 1870 y la Constitución de 1869 se crean en la ciudad los nuevos juzgados que cambiaron su nombre desde Bailía y Tribunales a esa denominación. Desde entonces Orihuela se constituye en cabeza de partido Judicial, teniendo jurisdicción desde el límite del partido de Elche hasta el de Murcia.
Orihuela es el partido judicial n.º 4 de la provincia de Alicante y a él están adscritos los municipios de: Albatera, Algorfa, Almoradí, Benejúzar, Benferri, Bigastro, Callosa de Segura, Catral, Cox, Daya Nueva, Daya Vieja, Dolores, Formentera del Segura, Granja de Rocamora, Jacarilla, Orihuela, Pilar de la Horadada, Rafal, Redován, San Fulgencio y San Isidro.

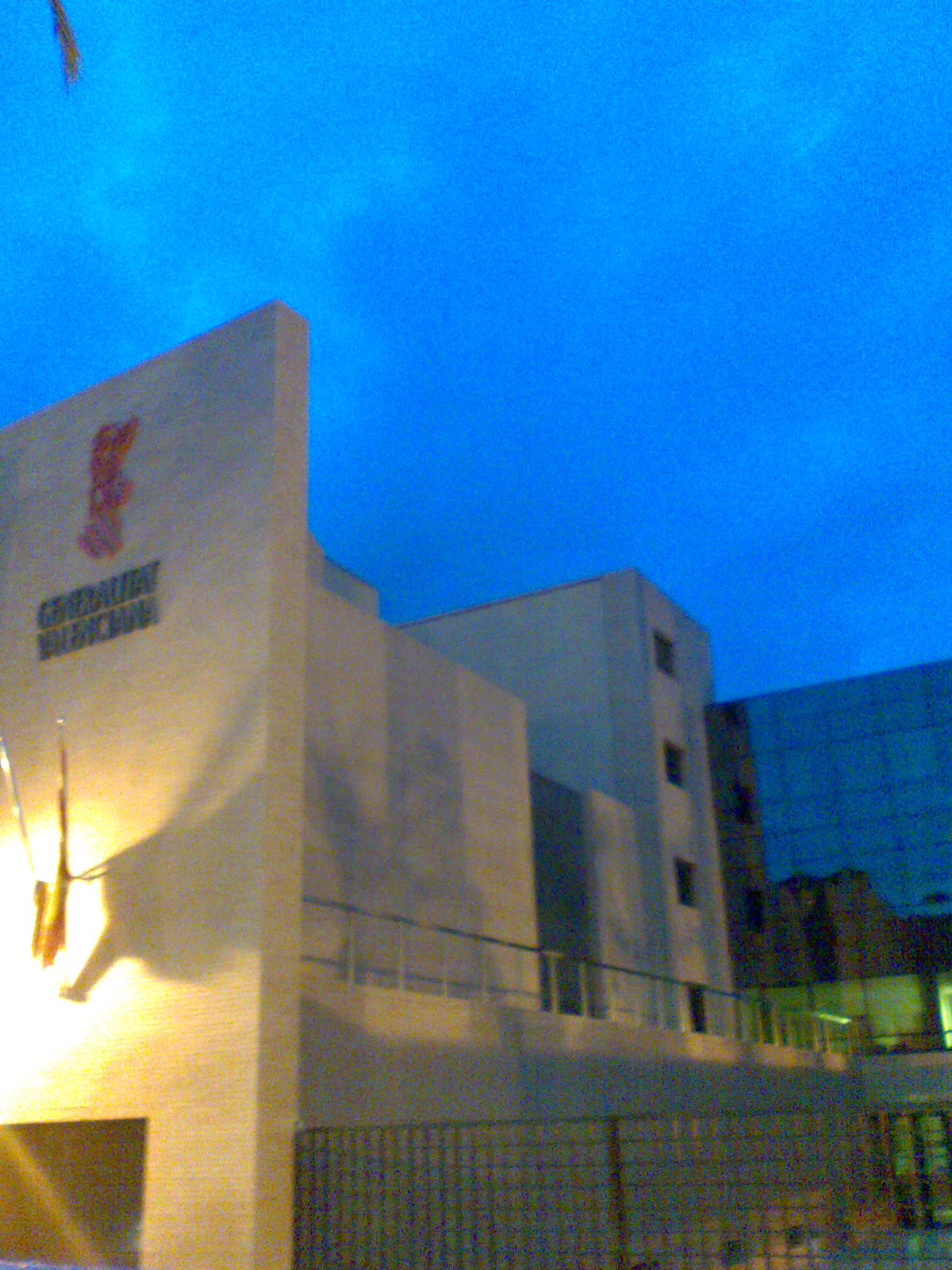
Palacio de Justicia de Orihuela

Actualmente, y en virtud de la Ley de planta y demarcación judicial de 1988, la demarcación judicial de Orihuela continúa con sus antiguos límites, habiéndose, en el año 2000 y debido a la carga de trabajo, dividido la demarcación en dos, creándose el partido judicial de Torrevieja. La ratio de habitantes por juzgados es una de las más altas de España, así como el número de asuntos por juzgado, superando en ocasiones el doble de lo propuesto por el Consejo General del Poder Judicial
La actual planta judicial de Orihuela se compone de:
- 9 Juzgados de lo Civil de 1.ª Instancia e Instrucción[65] el último creado el 29 de diciembre de 2008.[66] Posee una ratio de más de 30 000 habitantes por juzgado.
- 4 Juzgados de lo Penal, dos de ellos (el número 2 y el 4) desplazados al partido Judicial de Torrevieja[67]).Posee una ratio de 120 000 habitantes por juzgado.
- 1 Juzgado de Violencia sobre la Mujer, que tiene jurisdicción sobre el partido Judicial de Orihuela y el de Torrevieja.[68] Posee una ratio de 360 000 habitantes por este único juzgado.
- 1 Juzgado Decano.
- Tiene concedidos dos juzgados de apoyo y sustitución en la jurisdicción de lo Penal, que todavía no han entrado en funcionamiento:[69] Los juzgados de lo Penal n.º 1 Bis y n.º 3 Bis.

Está prevista la creación de dos juzgados de jurisdicción civil, así como de uno de lo administrativo.

#### Distrito hipotecario
El distrito hipotecario correspondiente al municipio de Orihuela se encuentra dividido en cuatro Registros de la Propiedad y una Oficina Liquidadora de los impuestos. Corresponde cada parte del municipio a un registro de la Propiedad Distinto, siendo la división de las demarcaciones la siguiente:
- Registro de la Propiedad N.º 1:[70] Orihuela ciudad y Pedanías menos La Murada, más la zona sur de la costa desde la Carretera Nacional 332 hacia el oeste.
- Registro de la Propiedad N.º 2:[70] los municipios de Bigastro, Redován y Benferri.
- Registro de la Propiedad N.º 3:[70] la zona de la costa desde la Carretera Nacional 332 hasta el límite marítimo terrestre y la Pedanía de La Murada.
- Registro de la Propiedad N.º 4:[70] la zona de la costa norte hasta la Urbanización la Zenia II.
- La Oficina Liquidadora del Impuesto fue adjudicada al Registro de la Propiedad N.º 4.

#### Entidades público-privadas
En la ciudad de Orihuela también tienen presencia algunas entidades de naturaleza público-privadas. Algunas de ellas son:

##### Juzgado Privativo de Aguas de Orihuela
Entidad jurisdiccional tradicional, que dirige y gobierna el reparto del agua y el riego en las tierras de la Huerta de Orihuela. Fue creado a mediados del siglo XIII por Alfonso X el Sabio y de él se segregaron el de Almoradí, el de Callosa de Segura y el de Guardamar.
En la actualidad se rige por las ordenanzas aprobadas por la Reina Regente, María Cristina de Borbón por Real Orden de 31 de agosto de 1836, que sustituyen las anteriores aprobadas por Felipe IV por Real Cédula de 24 de febrero de 1625, redactadas por el visitador Jerónimo Mingot.
Tiene potestades administrativas y jurisdiccionales al poder resolver pleitos entre regantes y herederos (propietarios de heredades), cuyo asunto trate sobre el agua y el riego. Además, el Juez de aguas tiene potestades administrativas sobre lo gubernativo y económico referente a las aguas de la Huerta de Orihuela. A su vez tiene jurisdicción para conocer asuntos que ocurran en su distrito, en ejecución de las ordenanzas o de las providencias por él dictadas sin perjuicio de las acciones civiles de propiedad u otras que se entablaran en la jurisdicción ordinaria.

##### Colegios profesionales
- Ilustre Colegio de Abogados de Orihuela. Institución fundada en 1838, por R. D. de 4 de mayo de ese año. Se trata de uno de los pocos colegios de abogados de la Comunidad Valenciana. Situado en la plaza Togores, s/n.[75] A él pertenecen los abogados de los partidos judiciales de Orihuela y Torrevieja.
- Delegación del ilustre Colegio de Médicos. Situada en calle Rodeo.
- Delegación del Colegio de Procuradores de Alicante.

##### Cámara de Comercio e Industria
La Cámara de Comercio e Industria de Orihuela posee tres sedes:
- Sede principal, situada en la avenida de la Vega
- Sede de cursos y especialización llamada Vivero de Empresas, situada en la avenida del País Valenciano.
- Antena de Orihuela Costa, situada en la plaza Oriol, de urbanización Playa Flamenca.

### Gobierno municipal

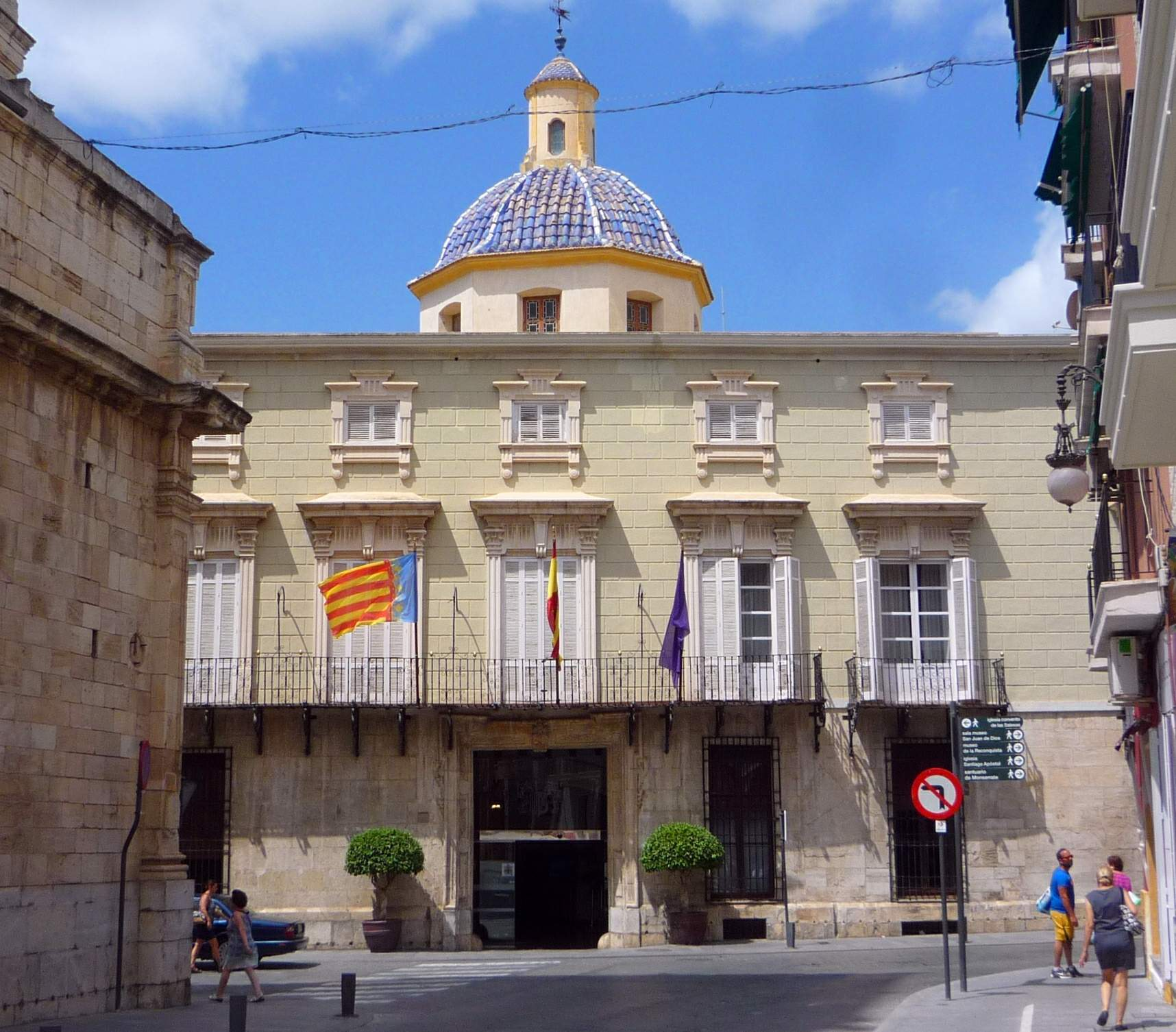
Palacio del marqués de Arneva, sede del Ayuntamiento de Orihuela

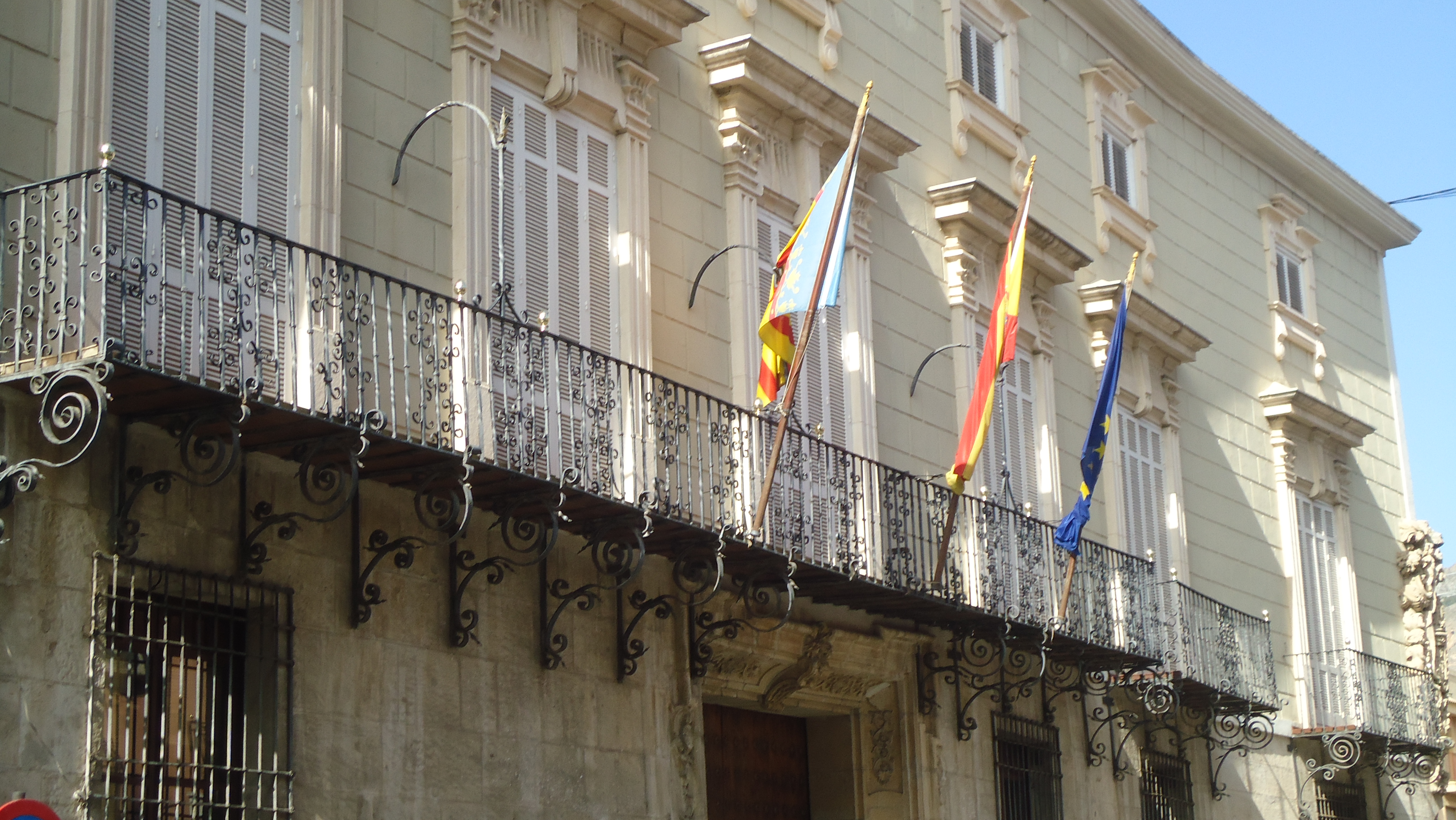
Balconada del Ayuntamiento

Las formaciones políticas más relevantes en el ámbito local tras la transición han sido el Partido Popular y el Partido Socialista Obrero Español. En las elecciones locales de 1979, Unión de Centro Democrático logró la mayoría absoluta y su candidato, Francisco García Ortuño, fue proclamado como el primer alcalde democrático tras la dictadura franquista. En 1982, una moción de censura consiguió la confianza del pleno municipal y la alcaldía pasó a manos de Antonio Lozano, del PSOE.
Los comicios de 1983 los ganó Alianza Popular sin mayoría. Un pacto entre el PSOE y la formación Centro Democrático y Social brindó la alcaldía al socialista Vicente Escudero. El CDS cambió de aliado en 1986, y tras un proceso judicial prosperó una moción de censura que dio la alcaldía a Luis Fernando Cartagena, de Alianza Popular.
Alianza Popular y su sucesor, el Partido Popular, consiguieron hasta seis mayorías absolutas consecutivas, lo que supuso un gobierno ininterrumpido de estas formaciones durante 24 años. Luis Fernando Cartagena fue alcalde durante 9 años, entre los años 1986 y 1995. Durante su mandato se produjo el escándalo del donativo del Hospital San Juan de Dios, un caso de corrupción por el que fue condenado a cuatro años de prisión por malversación y falsedad.
Su sucesor, José Manuel Medina, gobernó durante tres mandatos, desde 1995 hasta 2007. Tras las elecciones municipales de 2007, Mónica Lorente se convirtió en la primera alcaldesa del municipio. Los mandatos de Medina y Lorente estuvieron marcados por las investigaciones abiertas a ambos alcaldes y a algunos de sus concejales en casos de corrupción, principalmente en el Caso Brugal.
Tras casi tres décadas de gobierno, en 2011 el Partido Popular ganó las elecciones, pero se quedó a un concejal de la mayoría absoluta en el pleno municipal. Las investigaciones abiertas en ese momento en el Caso Brugal propiciaron una alianza del resto de partidos de la corporación, el Partido Socialista Obrero Español, CLR-Claro y Los Verdes, para hacer alcalde a Monserrate Guillén, líder de Los Verdes. Durante su mandato, Guillén se tuvo que enfrentar a la salida de su gobierno de los concejales de Centro Liberal Renovador-Claro, y a una moción de censura presentada por esta formación y por el Partido Popular, que no se votó por irregularidades jurídicas, pero que de haber salido adelante habría devuelto la alcaldía a los populares.
Las elecciones del 2015 las volvió a ganar el Partido Popular sin mayoría. En esta ocasión una alianza con Ciudadanos propició que la alcaldía regresara a manos populares en la figura de Emilio Bascuñana. La misma fórmula se repitió tras los comicios de 2019.
En abril de 2022, tras unos meses de desencuentros entre los concejales del gobierno y la apertura de una investigación a Bascuñana por supuestamente haber cobrado de la Generalidad Valenciana sin haber acudido a su puesto de trabajo, una moción de censura presentada por los concejales del PSOE y de Ciudadanos prospera y convierte a la socialista Carolina Gracia en alcaldesa del municipio.

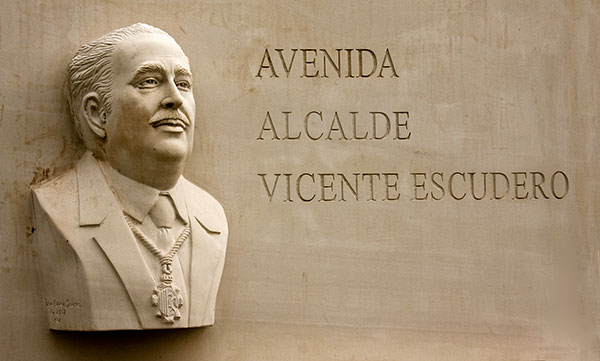
Distinción de la ciudad de Orihuela al fallecido alcalde Vicente Escudero

Las elecciones de mayo de 2023 volvieron a dar la victoria al Partido Popular, pero lejos de la mayoría. Tras alcanzar un pacto de gobierno con Vox, José Vegara (PP) es nombrado alcalde.
| Periodo   | Nombre                            | Partido | Partido                                         |
| --------- | --------------------------------- | ------- | ----------------------------------------------- |
| 1979-1982 | Francisco García Ortuño           |         | Unión de Centro Democrático (UCD)               |
| 1982-1983 | Antonio Lozano Espinosa           |         | Partit Socialista del País Valencià (PSPV-PSOE) |
| 1983-1986 | Vicente Escudero Esquer           |         | Partit Socialista del País Valencià (PSPV-PSOE) |
| 1986-1989 | Luis Fernando Cartagena Travesedo |         | Alianza Popular (AP)                            |
| 1989-1995 | Luis Fernando Cartagena Travesedo |         | Partido Popular (PP)                            |
| 1995-2007 | José Manuel Medina Cañizares      |         | Partido Popular (PP)                            |
| 2007-2011 | Mónica Lorente Ramón              |         | Partido Popular (PP)                            |
| 2011-2015 | Monserrate Guillén Sáez           |         | Els Verds del País Valencià (EVPV)              |
| 2015-2022 | Emilio Bascuñana Galiano          |         | Partido Popular (PP)                            |
| 2022-2023 | Carolina Gracia Gómez             |         | Partit Socialista del País Valencià (PSPV-PSOE) |
| 2023-act. | José Vegara Durá                  |         | Partido Popular (PP)                            |

| Partido político                                                               | 2023   | 2023  | 2023       | 2019  | 2019  | 2019       | 2015   | 2015  | 2015       | 2011   | 2011  | 2011       | 2007   | 2007  | 2007       |
| Partido político                                                               | Votos  | %     | Concejales | Votos | %     | Concejales | Votos  | %     | Concejales | Votos  | %     | Concejales | Votos  | %     | Concejales |
| Partido Popular (PP)                                                           | 11 703 | 38,62 | 10         | 9496  | 33,83 | 9          | 10 652 | 36,39 | 11         | 14 765 | 45,36 | 12         | 14 113 | 44,75 | 14         |
| Partit Socialista del País Valencià (PSPV-PSOE)                                | 6629   | 21,87 | 6          | 6519  | 23,22 | 6          | 7450   | 25,45 | 8          | 7769   | 23,87 | 6          | 7114   | 22,56 | 7          |
| Vox                                                                            | 4261   | 14,04 | 4          | 1932  | 6,82  | 2          | 133    | 0,45  | 0          | —      | —     | —          | —      | —     | —          |
| Ciudadanos (CS)                                                                | 3325   | 10,97 | 3          | 5371  | 19,13 | 5          | 2866   | 9,79  | 3          | —      | —     | —          | —      | —     | —          |
| Compromís                                                                      | 2396   | 7,90  | 2          | 759   | 2,70  | 0          | —      | —     | —          | —      | —     | —          | —      | —     | —          |
| Podemos-Esquerra Unida del País Valencià (EUPV)                                | —      | —     | —          | 3695  | 13,16 | 3          | 2680   | 9,16  | 2          | 501    | 5,01  | 0          | —      | —     | —          |
| Foro Demócrata (FDEE)                                                          | —      | —     | —          | —     | —     | —          | 1508   | 5,15  | 1          | —      | —     | —          | —      | —     | —          |
| Centro Liberal Renovador (CLR)-Partido Independiente de Orihuela Costa (CLARO) | —      | —     | —          | —     | —     | —          | 1430   | 4,89  | 0          | 4713   | 14,48 | 4          | 1881   | 5,96  | 1          |
| Els Verds del País Valencià (EVPV)                                             | —      | —     | —          | —     | —     | —          | —      | —     | —          | 3495   | 10,74 | 3          | 2851   | 9,04  | 3          |

Escudo utilizado por el Ayuntamiento de Orihuela

La administración política de la ciudad se realiza a través de un ayuntamiento de gestión democrática cuyos componentes se eligen cada cuatro años por sufragio universal. El censo electoral está compuesto por todos los residentes empadronados en Orihuela mayores de 18 años y nacionales de España y de los otros países miembros de la Unión Europea. Según lo dispuesto en la Ley del Régimen Electoral General, que establece el número de concejales elegibles en función de la población del municipio, la Corporación Municipal de Orihuela está formada por 25 concejales, incluido el alcalde.

### Organización territorial

#### Pedanías

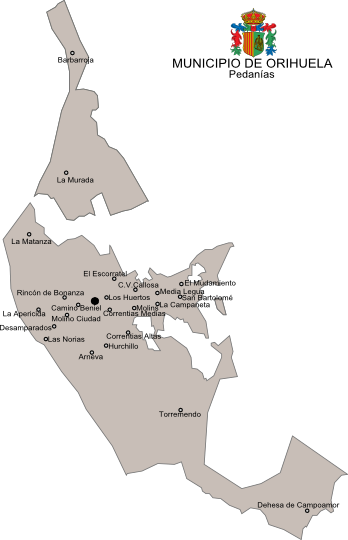
Plano de Orihuela con sus pedanías

El municipio de Orihuela posee numerosas poblaciones en su término municipal que han ido proliferando, teniendo algunas miles de habitantes.
Partiendo de la inexistencia de la figura jurídica de las pedanías en el ordenamiento jurídico valenciano como entidad territorial inframunicipal, se denominan pedanías a las partidas rurales, por analogía con el término jurídico. Las pedanías o partidas rurales de Orihuela, no funcionan como tales entidades al no tener personalidad jurídica pública propia. Para su enlace con el gobierno municipal, se nombran alcaldes pedáneos, personas de confianza de la Alcaldía, que escuchan las necesidades de los ciudadanos para trasladarlas al Consistorio. Este sistema de tan extendido en las instituciones locales españolas como antiguo se modificará en Orihuela cuando se declare el municipio como Gran Ciudad y se dividirá el municipio en distritos en lugar de pedanías.
En la actualidad las pedanías de Orihuela son: Arneva, Barbarroja, Camino de Beniel, Camino Viejo de Callosa, Correntías Altas, Correntías Medias, Correntías Bajas, El Escorratel, El Mudamiento, Hurchillo, La Aparecida, La Campaneta, La Murada, Las Norias, Desamparados, Los Huertos, Media Legua, Molino de la Ciudad, Molins, La Matanza, Raiguero de Bonanza, San Bartolomé, Torremendo.

#### Barrios de la ciudad
Los habitantes de la ciudad están divididos en diversos barrios con una población y una extensión variable. Los más extensos son la zona centro ciudad, el barrio del Rabaloche (que va desde el ayuntamiento hasta el barrio de Capuchinos) el del Palmeral (que va desde Santo Domingo hasta la pedanía de El Escorratel) o el barrio de San Isidro. La relación de barrios es la siguiente:
Barrio de San Isidro, barrio de San Antón, barrio de Capuchinos, barrio Los Calderones, Ciudad Jardín, Rincón de la Seca, barrio de las Espeñetas- San Francisco, barrio del Rabaloche (antiguo Arrabal Roig), barrio de la Ascensión, Barrionuevo-Calle de Arriba, casco histórico, barrio de San Pedro (zona este), barrio de los Marines, barrio de los Selmas, barrio de los Cristianos, barrio de los Morenos, barrio de las Monserratinas, barrio de la Alegría, barrio del Palmeral, barrio de Triana, barrio de San Juan-La Corredera (antiguo Arrabal de San Juan), barrio de las Angustias, barrio de la Ocarasa, zona centro ciudad (surcadas por las calles: av. de España, glorieta de Gabriel Miró, av. Teodomiro, plaza Nueva, calle Calderón de la Barca, av. Duque de Tamames, calle Obispo Rocamora y todas sus circundantes).

## Servicios

### Educación
La población y extensión del municipio ha hecho que en su término haya en la actualidad casi una cuarentena de centros escolares, tanto públicos concertados como privados.

#### Centros públicos

##### Colegios de primaria y secundaria
- C. P. Villar Palasí, en Orihuela ciudad.[90]
- C. P. Virgen de la Puerta, en Orihuela ciudad.[91]
- C. P. Miguel Hernández, en Orihuela Ciudad.[91]
- CEIP. Fernando de Loazes, en Orihuela ciudad.[91]
- Colegio Azahar en la Matanza.[91]
- C. P. Andrés Manjón, en Orihuela ciudad.[91]
- C. P. Manuel Riquelme en Hurchillo.[91]
- C. P. Ntra. Sra. De Monserrate, en Molíns.[91]
- C. P. Francisco Girona, en Arneva.[91]
- C. P. Maestro Ismael García, en La Murada.[91]
- C. P. Los Dolses, en Urbanización Playa Flamenca, Orihuela Costa.[91]
- C. P. Playas de Orihuela, en Orihuela costa.[91]
- C. P. Ntra. Sra. de Belén, en La Aparecida.[91]
- C. P. Ntra. Sra. del Pilar, en La Campaneta.[91]
- C. P. Rincón de Bonanza, en Raiguero de Bonanza.[91]
- CEIP. San Bartolomé, en San Bartolomé.
- C. P. Virgen de los Desamparados, en Los Desamparados.[92]
- C. P. Virgen de Monserrate, en Torremendo.[91]
- C. P. de Educación Especial Antonio Sequeros, en Orihuela ciudad.[91]

##### Institutos de secundaria
- IES Gabriel Miró.[93][94]
- IES Las Espeñetas.[95]
- IES El Palmeral.[96]
- IES Thader.[97]
- IES Playa Flamenca.[98]

#### Centros concertados

##### Colegios de primaria y secundaria

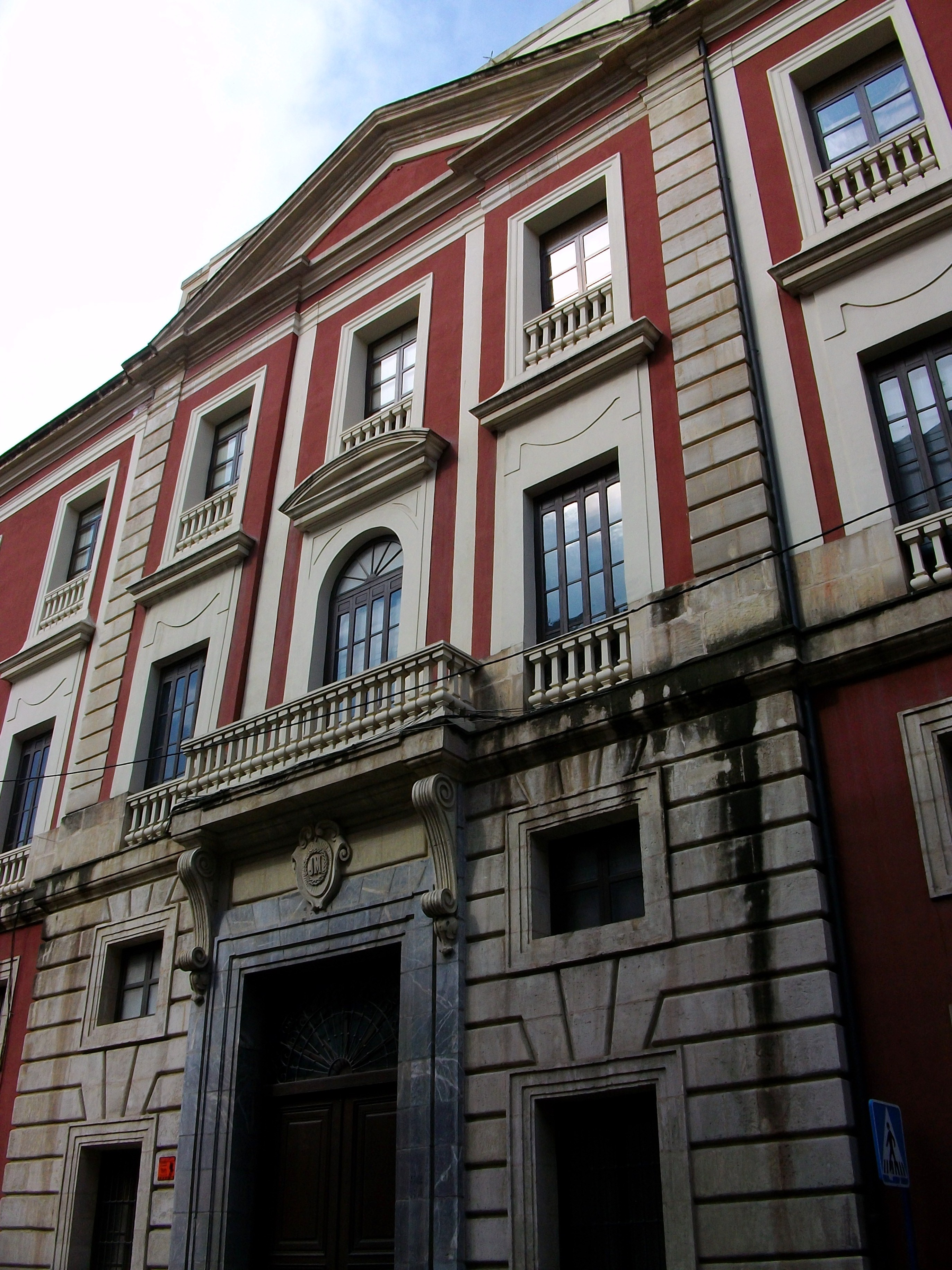
Fachada neoclásica del colegio Jesús-María San Agustín

- Colegio Jesús María San Agustín. Oferta secundaria no obligatoria (ciclos Formativos).[99][100]
- Colegio Jesús María San Isidro.[101]
- Colegio Diocesano Santo Domingo. Oferta Secundaria no obligatoria (bachillerato).[102]
- Colegio Diocesano Oratorio Festivo.[103]
- Colegio Diocesano San José Obrero. Oferta secundaria no obligatoria (Ciclos Formativos).[91]
- Colegio Ntra. Sra. del Carmen.[104]
- Colegio Oleza.[105]

#### Centros privados
- Seminario Diocesano de San Miguel. Solo oferta a partir de Secundaria, tanto la obligatoria como la no obligatoria (Bachillerato).[91][106]

#### Enseñanzas especiales
- Escuela Superior de Arte y Diseño.[91][107]
- Escuela Oficial de Idiomas de Orihuela.[108]
- Escuela municipal de danza

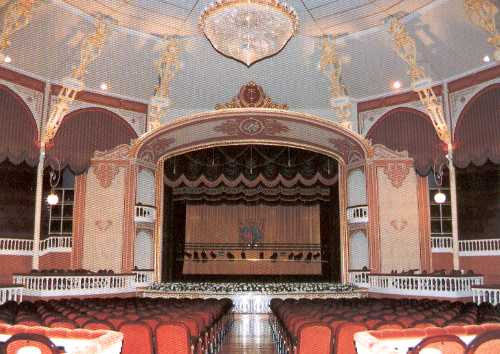
Interior del Teatro Circo oriolano

- Conservatorio profesional de música[109]
- Centro de Formación Permanente de Adultos.[91]

### Salas de exposiciones

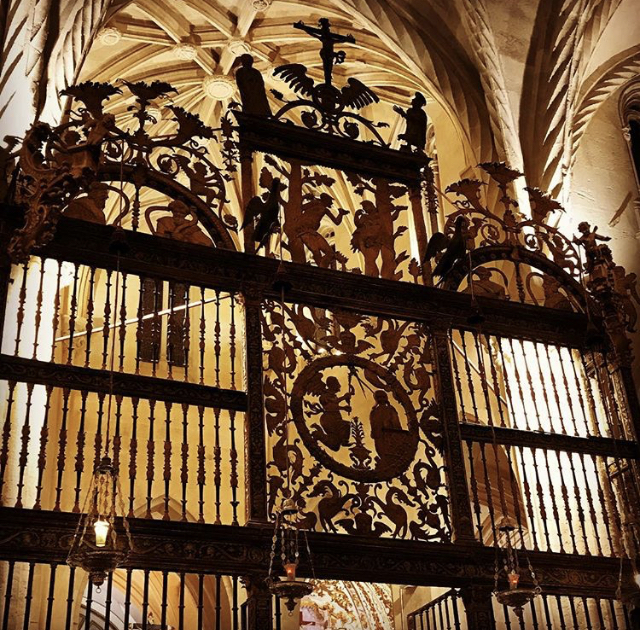
La reja de la catedral de Orihuela

### Universidades
Orihuela es conocida como la ciudad universitaria por poseer en su término tres universidades. Dos son sedes de la Universidad Miguel Hernández de Elche (UMH), pertenecientes a la Escuela Politécnica Superior de Orihuela (EPSO) y a la Facultad de Ciencias Sociales y Jurídicas (FCSJO) y otra es la Universidad de Santo Domingo, actualmente utilizada como colegio e instituto privado-concertado. Sin embargo, la tradición universitaria de la ciudad comenzó en el siglo XVI. se cree que por el número de intelectuales musulmanes que había en la ciudad en los siglos XI y XII, pudo haber un centro superior de estudios equivalente a la Universidad (institución de creación católica).

#### Real, Pontificia y General Universidad de Orihuela

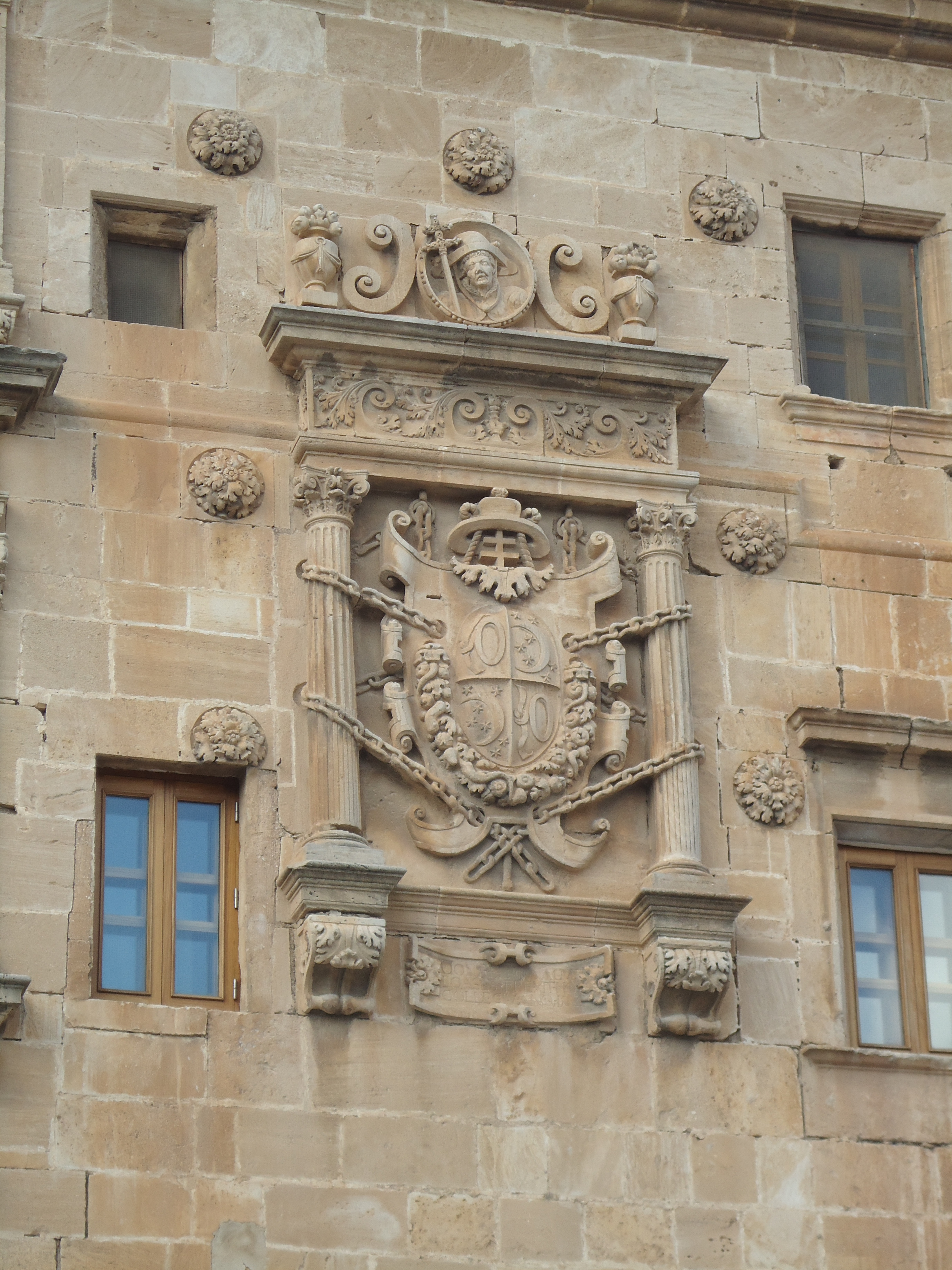
Escudo del colegio de Santo Domingo

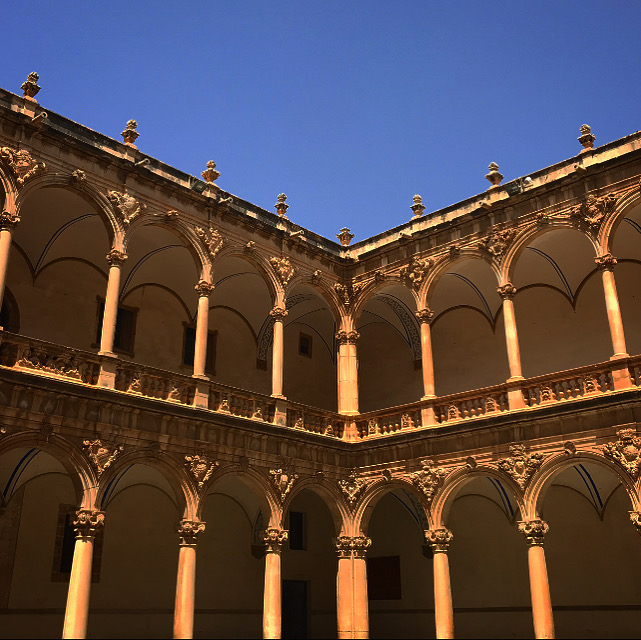
Claustro de la Universidad. Santo Domingo. Orihuela

Su origen se encuentra en la fundación del cardenal Loazes, quien creó el llamado colegio del Patriarca de conformidad con su rango de patriarca de Antioquía, en 1547. El mismo ofreció la dirección de su colegio a la orden de predicadores, quienes la aceptaron muy gustosamente y que se construiría cercano a su convento en la ciudad creado por bula del papa Julio II (1510) y privilegio del Rey Católico.
En 1552 el papa Julio III concedió por privilegio pontificio el rango de Universidad al Colegio. En 1569, el papa Pío IV otorgó el rango de Universidad pontificia por medio de bula papal dada en 1569. El rey Felipe IV por Real Cédula de 1646 concedió el título de Real a la Pontificia Universidad de Orihuela, declarándola Universidad Regia, Pública y General.
Se constituyó así la única universidad existente en el arco que abarcaba desde Alcalá de Henares (fundada por Cisneros en 1499), Valencia (fundada por Fernando el Católico en 1502) y Granada (fundada por Carlos I de España en 1531). La Universidad iba a ser clausurada por el Decreto General de clausura de universidades por la que se cerraban algunas como la de Baeza, Ávila, etc., en 1818, pero finalmente su clausura se postergó a 1835 tras trescientos años de historia, por el ministro Calomarde. La razón real de su supresión fue el hecho de hacer sombra a la Universidad de Valencia, ciudad que acogió al rey Fernando VII a su vuelta a España.
Las enseñanzas de la Universidad fueron reformadas en el siglo XVII, dotando el rey Felipe IV de unos nuevos Estatutos. Asimismo, en el Siglo de las Luces se intentó una nueva reforma. En dicha universidad se daban, entre otras, las cátedras de Derecho Civil, Derecho Canónico, Medicina, Teología, Filosofía, etc. Como complemento a las enseñanzas en dicha universidad, la orden de los jesuitas creó en su convento de Orihuela (actual monasterio de las Religiosas Salesas) las Cátedras de Retórica y Gramática que ampliaban las del Estudio General.
La universidad se constituyó en una de las principales del reino y es una de las pocas en reunir los títulos de real y pontificia (junto a Salamanca y Alcalá de Henares o Complutense). Su importancia llegó a ser tal que siempre se tuvo presente la opinión de sus profesores, hasta el punto de que en sus peores momentos, como fue la promulgación de la supresión en 1818 (que no se llevó a efecto hasta 1835), su prestigio le confirió ser una de las consultadas en el proyecto de Código Penal de 1823.
De dicha universidad salieron diversas personalidades y llegó a obtener gran prestigio, saliendo numerosos juristas y médicos de prestigio, así como letrados de las Audiencias y de las Chancillerías de Valladolid y Granada, alcanzando algunos el rango de virreyes en Perú o Nueva España. Por sus aulas pasaron diversos ministros del rey, siendo el más conocido José Moñino, conde de Floridablanca.

#### Universidad Miguel Hernández

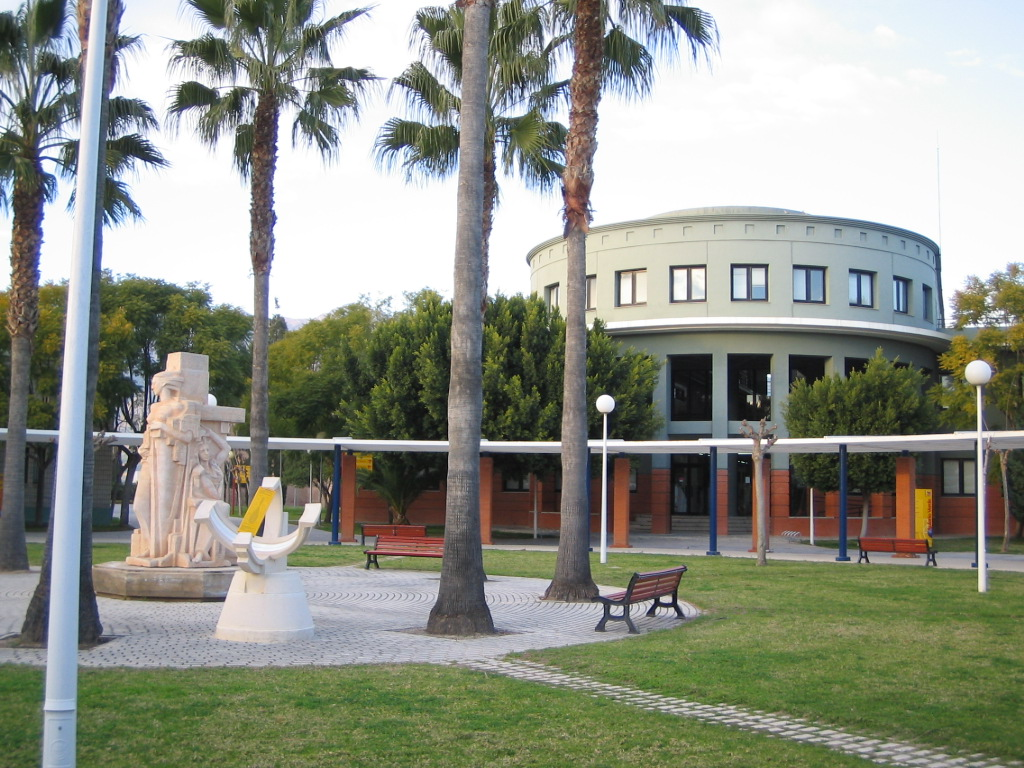
Uno de los edificios de la UMH de Desamparados

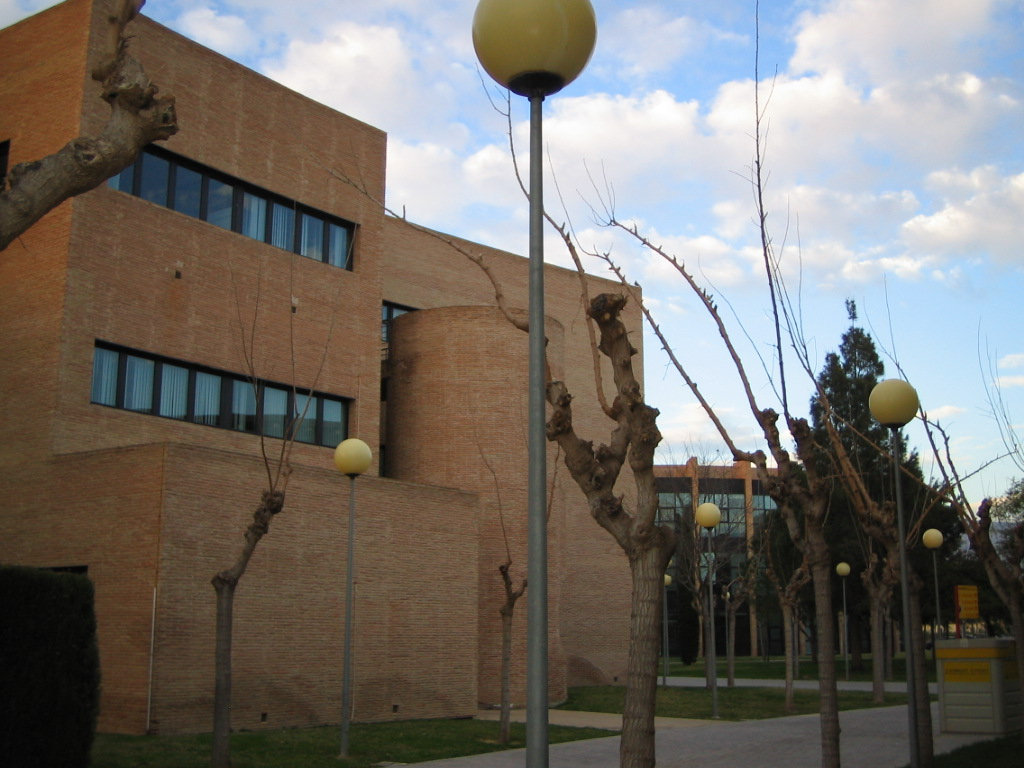
Uno de los laboratorios y la biblioteca, ambos en el campus de Desamparados de la UMH

Dispone en Orihuela de dos campus: Campus de las Salesas y Campus de Desamparados.
- Campus de Desamparados: en él se encuentra la Escuela Politécnica Superior de Orihuela (EPSO), está situada en la partida rural de Los Desamparados:[112] El Campus de Desamparados cuenta con el mayor huerto universitario de Europa, además de poseer uno de los pocos ejemplares de Barraca Valenciana de la provincia de Alicante. Además, en dicho campus se encuentra el edificio del laboratorio, la biblioteca central del campus, así como uno de los dos centros de gestión de la universidad (uno en Orihuela y el otro en Elche). Asimismo, en uno de sus edificios se encuentra el Museo Didáctico de Ciencias de Orihuela (MUDIC), que fue inaugurado en noviembre de 2008 por el físico George Smoot y que dispone de instalaciones deportivas.
- Campus de las Salesas: En él se encuentra la Facultad de Ciencias Sociales y Jurídicas FCSJ, está situada cerca del monasterio de las Salesas y la iglesia de las Santas Justas y Rufina, teniendo fachadas en las plazas de las Salesas, Antonio Balaguer y de la Universidad.[113] Justo debajo de esta sede se encuentra el museo de la Muralla.

Otorga las siguientes titulaciones:
Licenciaturas
- Licenciado en Administración y Dirección de Empresas
- Licenciado en Ciencias Políticas y de la Administración

Ingenierías
- Ingeniero Agrónomo

Ingenierías Técnicas
- Ingeniería Técnica Agrícola, especialidad en Explotaciones Agropecuarias
- Ingeniería Técnica Agrícola, especialidad en Hortofruticultura y Jardinería
- Ingeniería Técnica Agrícola, especialidad en Industrias Agrarias y Alimentarias
- Ingeniería Técnica en Informática de Gestión

Carreras de solo Segundo Ciclo
- Licenciado en Ciencia y Tecnología de los Alimentos
- Licenciado en Enología

Segundos ciclos de licenciaturas e ingenierías
- Segundo ciclo de Ingeniería Agrónoma
- Segundo ciclo de licenciado en Administración y Dirección de Empresas
- Segundo ciclo de licenciado en Ciencias Políticas y de la Administración

Además existe la presencia de varios másteres como complemento de tercer ciclo.
Anualmente celebra el Congreso Internacional de Terrorismo y Derecho Penal Ciudad de Orihuela y el Congreso de Derecho Constitucional.
Es sede de numerosos cursos de verano de la Universidad Miguel Hernández.
Está prevista la próxima creación de la cátedra institucional Miguel Hernández con sede en Orihuela, así como la ampliación del campus de las Salesas.
Está proyectada la creación de dos nuevas carreras que radicarán en el campus de las Salesas.

### Archivos de Orihuela

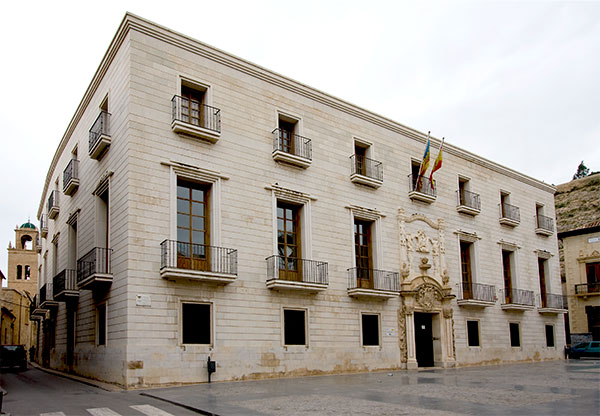
Palacio del conde de Pinohermoso, sede de la primera Biblioteca del Estado española, que contiene el Archivo Histórico de Orihuela

#### Llibre dels Repartiments

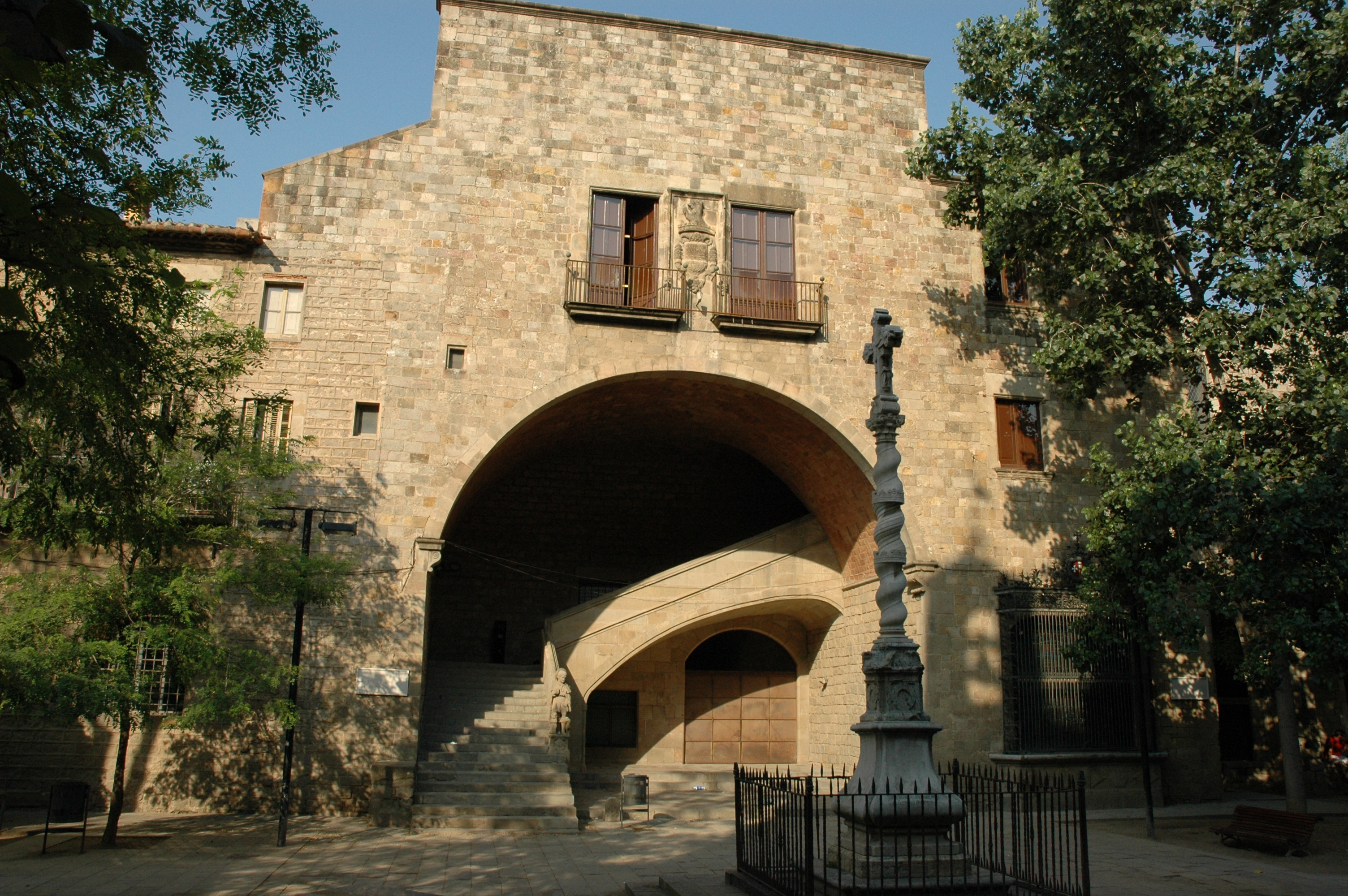
Biblioteca de Cataluña, lugar en el cual se halla actualmente el Llibre dels Repartiments

### Deporte

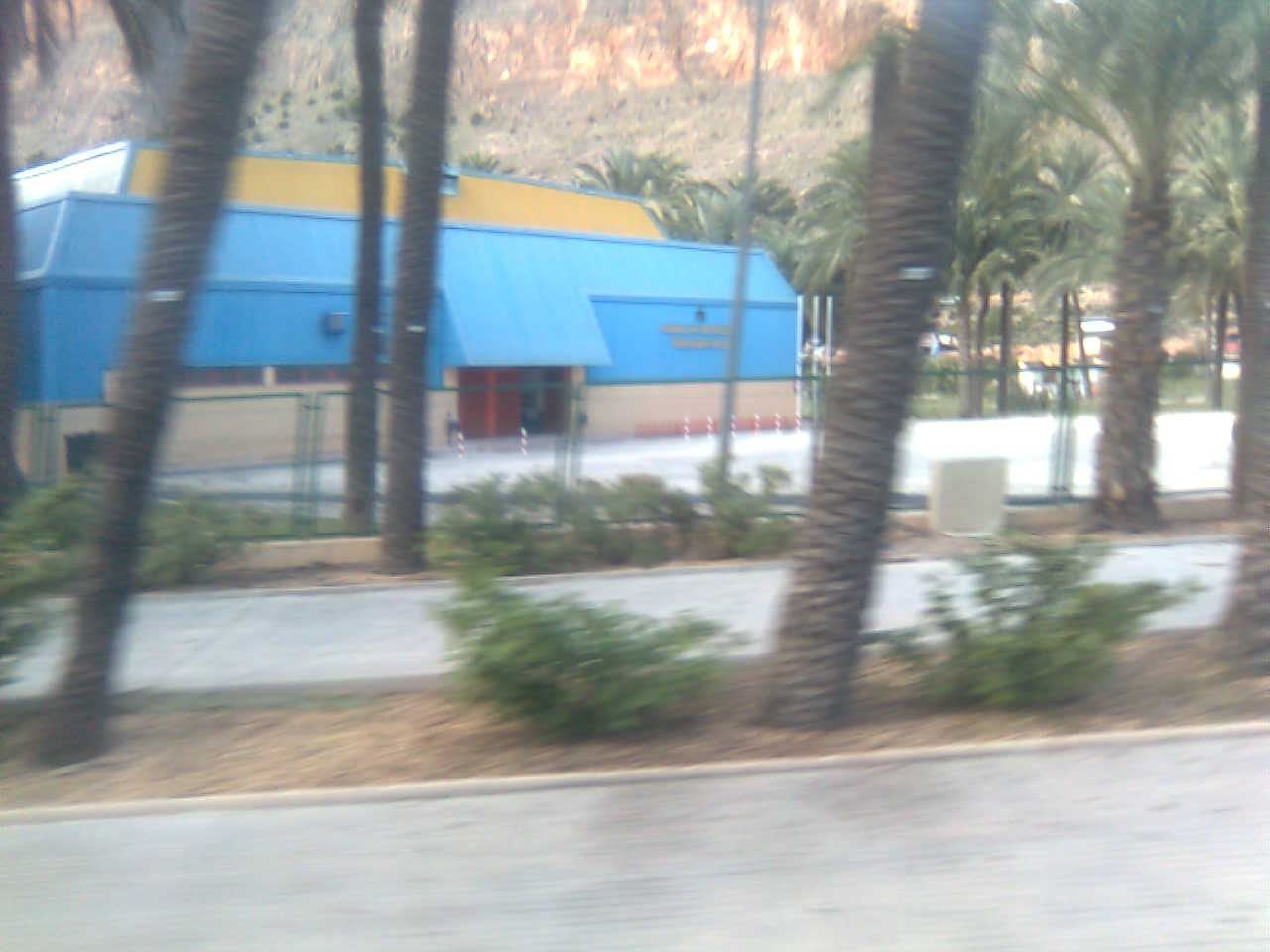
Pabellón de deportes Bernardo Ruiz, nombrado así en honor del ciclista oriolano

#### Clubes de fútbol

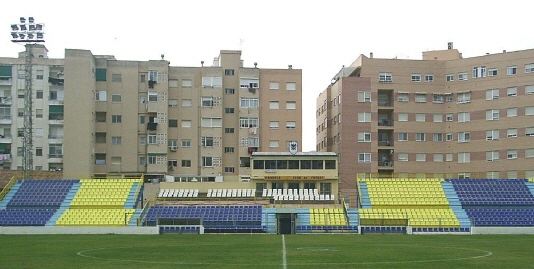
Estadio Los Arcos del Orihuela CF

#### Universidad de Alicante. Campus de Santo Domingo en Orihuela
En el año 1999 se instituyó en el colegio de Santo Domingo, el campus en Orihuela de la Universidad de Alicante con el fin de albergar algunas carreras como la Diplomatura de turismo, la de Arquitectura Técnica o la licenciatura de Arquitectura, entre otras.
A su vez, se considera una de las sedes de los Cursos de Verano que organiza anualmente dicha Universidad relacionados con la geografía, el medioambiente, el arte y la historia.
El Campus de Santo Domingo es la sede de la Cátedra Institucional Cardenal Fernando de Loazes creada por la Universidad y la diócesis de Orihuela, copresidiéndola el Rector de la Universidad y el obispo de Orihuela.
Asimismo, en 1999 se firmó un convenio entre la Universidad y el Obispado con la pretensión de otorgar una cierta legitimidad histórica a la Universidad de Alicante al considerarla heredera de la Real y Pontificia Universidad de Orihuela. Esta última desaparecería en favor de las universidades de Valencia y Murcia, pero será desde la creación de la universidad de Alicante cuando comience la recuperación tanto del edificio como de sus funciones educativas.

### Sanidad

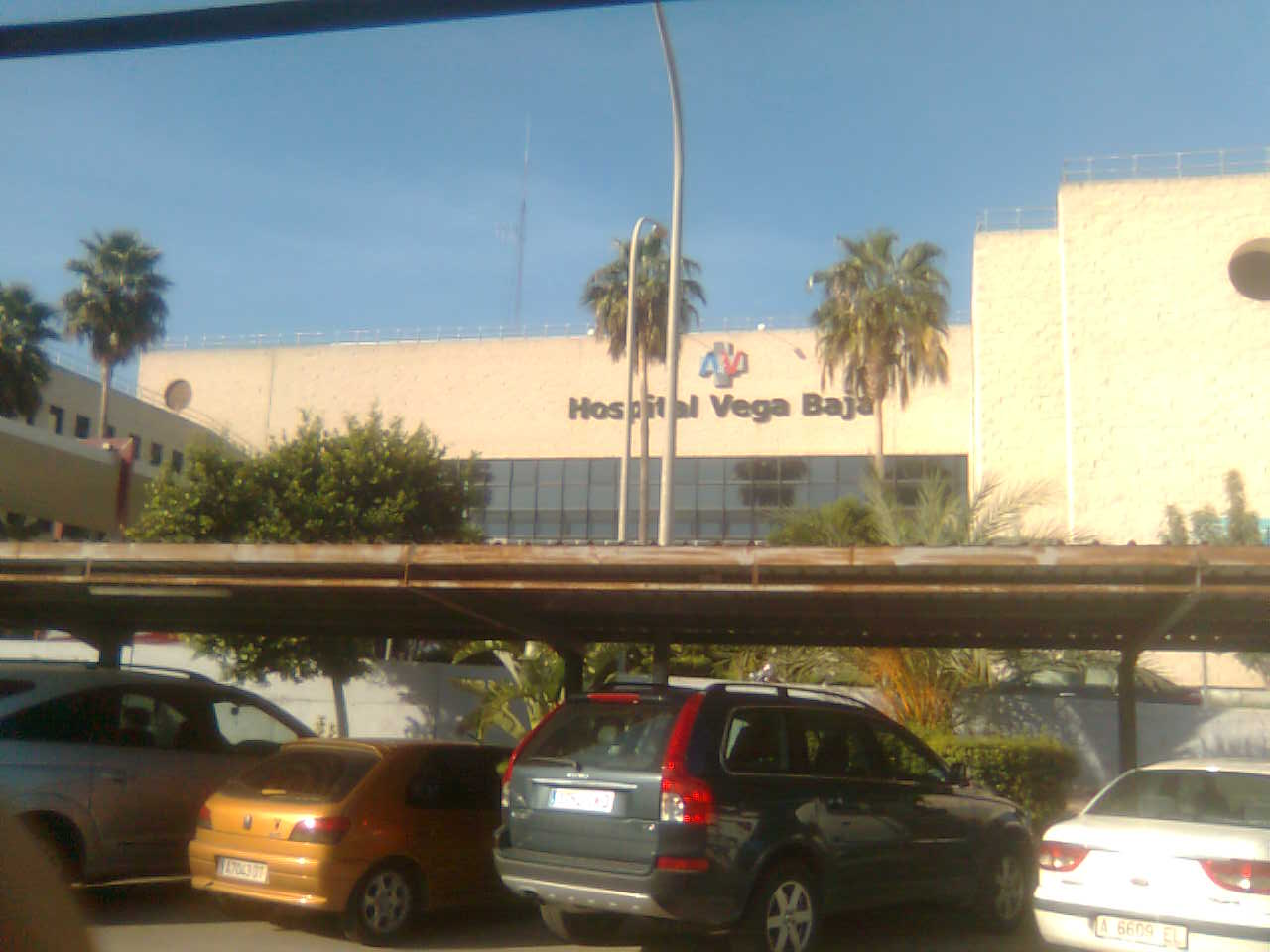
Hospital Vega Baja, hospital comarcal situado en la pedanía de San Bartolomé

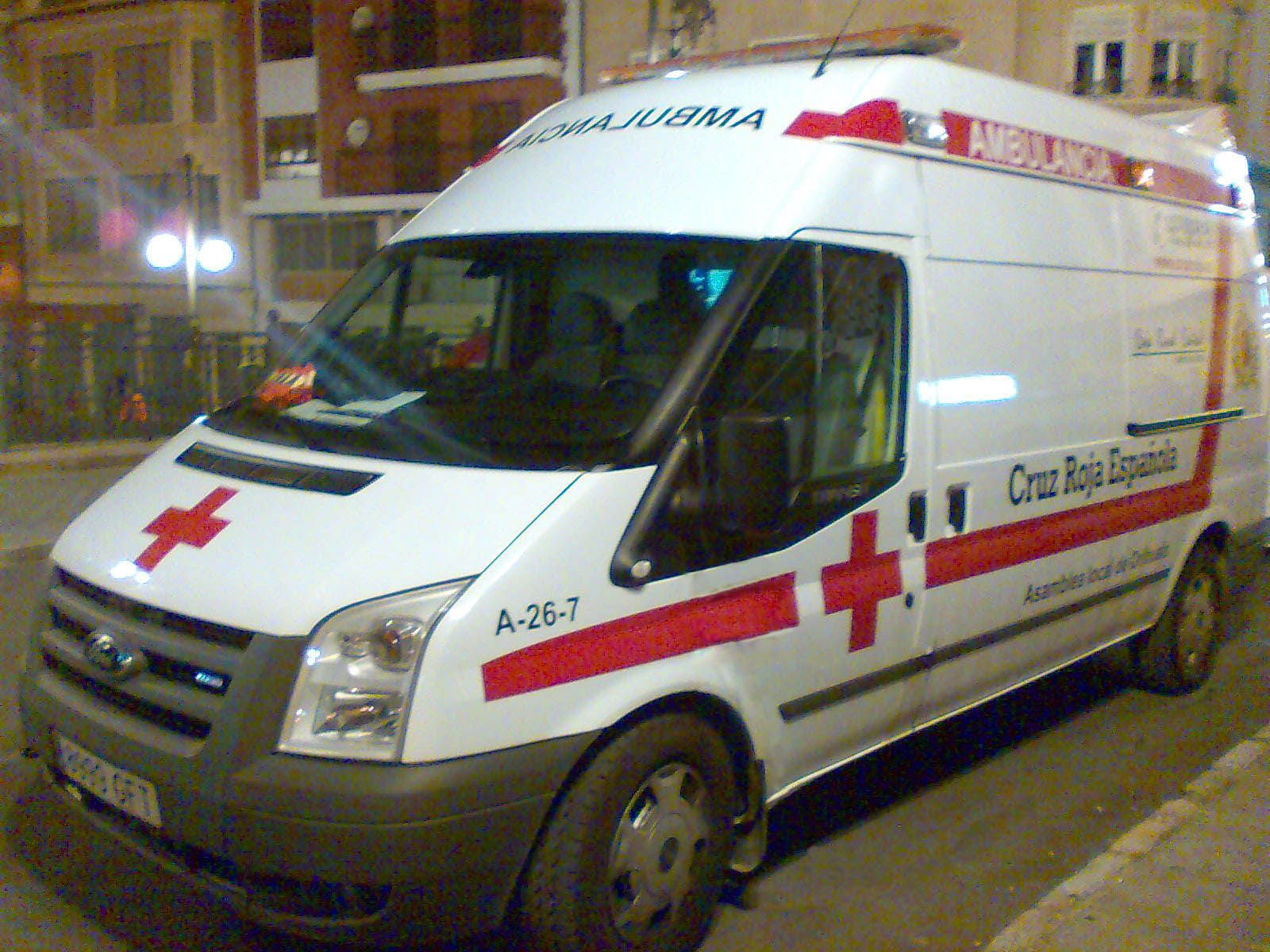
Ambulancia de la Cruz Roja

En Orihuela, concretamente en la pedanía de San Bartolomé, se encuentra el Hospital Comarcal de la Vega Baja del Segura (Hospital Vega Baja de Orihuela) de referencia del Departamento de Salud 21 de la Agencia Valenciana de Salud. Los centros de salud de cabecera del Departamento, se encuentran situados, además de en Orihuela, en Albatera, Almoradí, Bigastro, Callosa de Segura y Dolores.
Los centros de salud que están localizados en Orihuela son estos:
- Centro de salud 1 Rabaloche
- Centro de salud 2 Doctor Álvarez de la Riva
- Centro de salud 3 Orihuela Costa

Asimismo cuenta con el único centro de especialidades del departamento, situado en la avenida Teodomiro, nominado, centro de Especialidades de Orihuela, Ntro. Padre Jesús.
También en cada pedanía de Orihuela hay un consultorio médico destinado a las atenciones básicas como pediatría, ATS, vacunaciones, etc.
Antes todos los centros de salud oriolanos estaban referenciados al Departamento de Salud n.º 21; pero desde la creación de un nuevo hospital el día 21 de noviembre de 2006, el de Torrevieja que corresponde al Departamento de Salud n.º 22, los centros de salud y consultorios de las partidas rurales de Torremendo y la Dehesa de Campoamor (Orihuela Costa) están referenciados a este. El Departamento de Salud 22 está formado por las zonas básicas de salud 6, 9, 10, 11 y 12 de la antigua Área de Salud de Orihuela.
El municipio además posee una asamblea local de la Cruz Roja Española, además de un puesto de socorro al lado de la carretera nacional 340 y otros pequeños puestos por la costa oriolana.

### Seguridad ciudadana

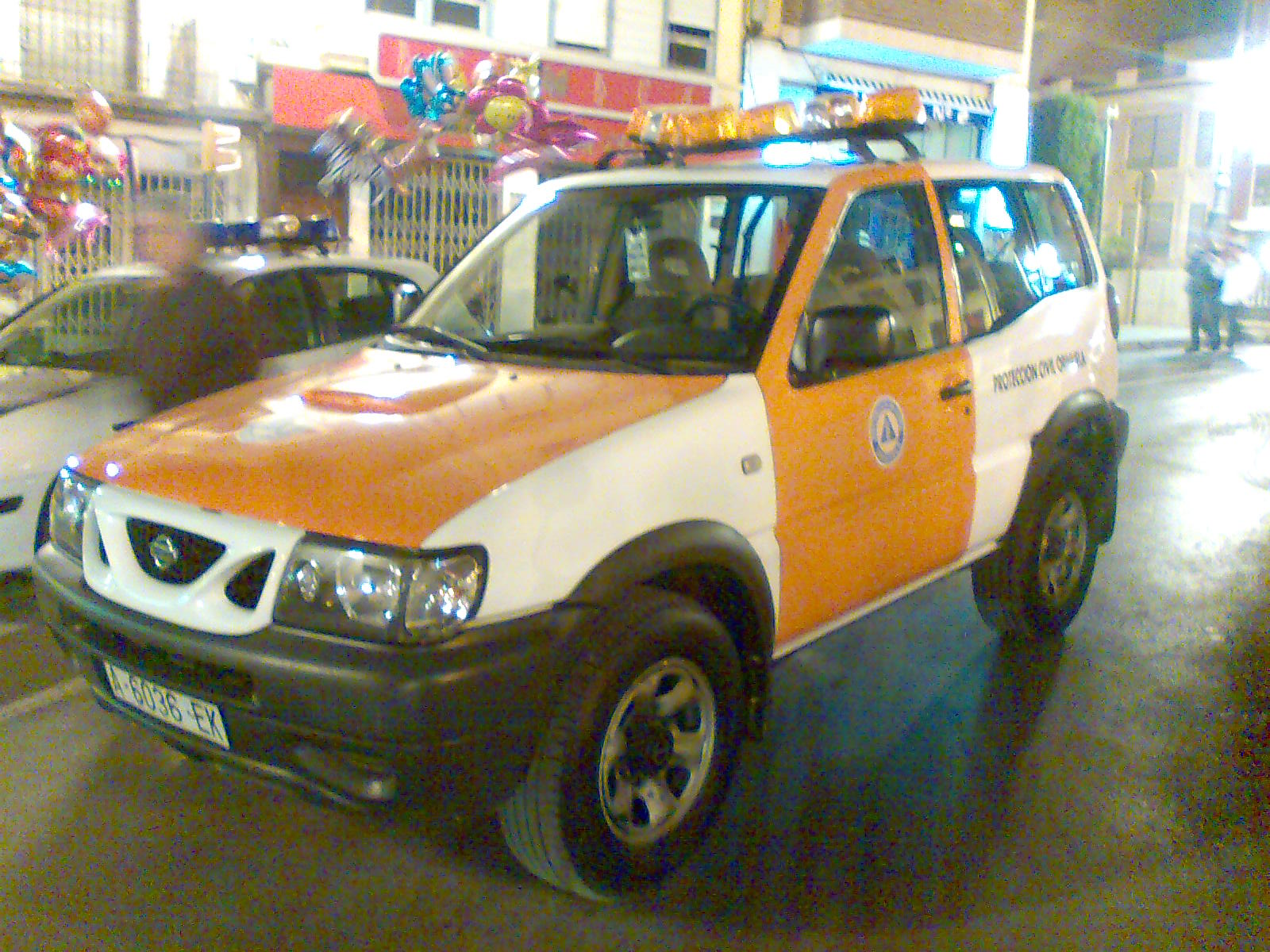
Vehículo de Protección Civil

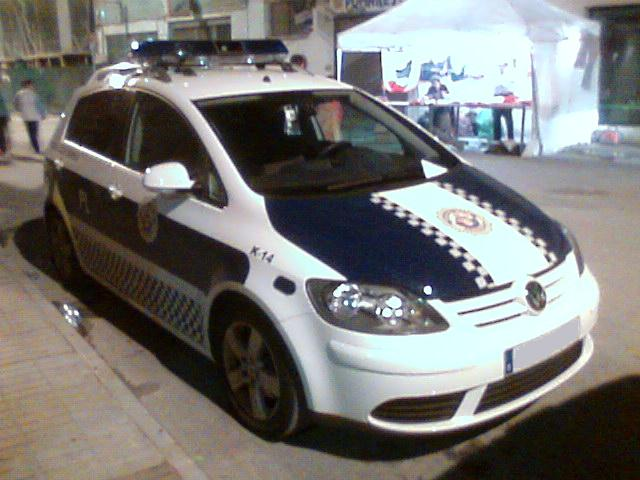
Vehículo de la Policía Local oriolana

El municipio de Orihuela cuenta con los servicios con varios tipos de fuerzas de seguridad:
- La Comisaría del Cuerpo Nacional de Policía, situada en la calle El Sol, número 34. Construida en los años 1990 atiende al núcleo urbano y barrios colindantes o pedanías de Orihuela en materia de seguridad ciudadana, de extranjeria y expedición del DNI.[120]
- El Cuartel de la Guardia Civil, situada en la calle Calvario. Construida en 1960, desde la creación de la comisaría de policía nacional (CNP), solo dispone de los servicios de tráfico, SEPRONA e intervención de armas.[121] En el Ayuntamiento de Orihuela Costa también hay una oficina de Atención al Ciudadano encargada de la tramitación de denuncias, haciéndose cargo de la seguridad ciudadana la Guardia Civil, con sede en el puesto principal del Pilar de la Horadada (ya que en Orihuela Costa no hay Policía Nacional). Igualmente, de algunas pedanías más retiradas del núcleo urbano de Orihuela son encargados de la seguridad ciudadana los Puestos de la Guardia Civil de Callosa de Segura, Jacarilla, San Miguel de Salinas y Almoradi.
- La Policía Local de Orihuela. Tiene varias sedes. La actual jefatura se encuentra situada cerca del Centro Comercial Carrefour en la ribera del paseo de la Estación. Existen otras sedes en la sede principal del Ayuntamiento de Orihuela, en las oficinas principales del ayuntamiento en Orihuela Costa, algunos barrios como El Rabaloche y pequeñas dependencias en los centros sociales de las pedanías oriolanas. Entre otras unidades, destacan las acuáticas (un barco y dos motos de agua), que ayudan a la cruz roja y a protección civil.

También cuenta con unas dependencias destinadas a Protección civil existiendo dos sedes: Una en Orihuela ciudad (sede principal) otra en la sede del ayuntamiento en las playas de Orihuela.
- Actualmente el Ayuntamiento de Orihuela está construyendo un centro de emergencias en Orihuela Costa donde se situará la base de la Cruz Roja, protección civil, policía local y Guardia Civil (del servicio de la costa).

### Servicios sociales

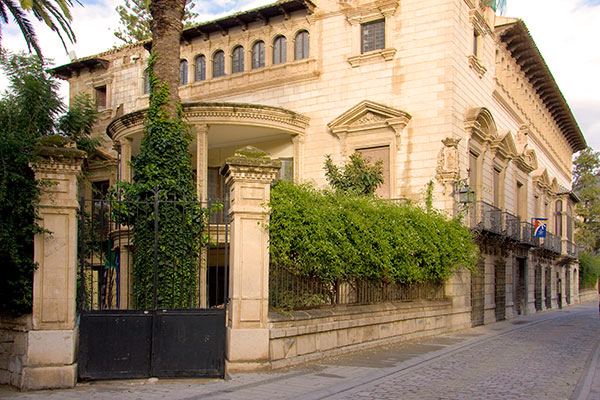
Palacio de Ruvalcaba, antigua sede de los Servicios Sociales

El personal y el material de los Servicios Sociales del Ayuntamiento de Orihuela se encuentran en el Edificio PROP, de titularidad correspondiente a la Generalidad Valenciana, situado en la calle López Pozas. Antiguamente se encontraban en el Palacio de Rubalcava, que ha ocupado más de 15 años.

### Abastecimiento

#### Gas natural
Orihuela está abastecida de gas a través de varios ramales de gaseoductos presentes en el municipio, pertenecientes a la compañía Gas Natural.
El 29 de enero de 2010 se inauguraron las obras de un nuevo gaseoducto que transcurrirá por los términos municipales de Pilar de la Horadada, Orihuela (Orihuela Costa), Torrevieja y Guardamar del Segura, ejecutadas por Gas Natural Cegas, compañía distribuidora de Gas Natural en la Comunidad Valenciana, que suministrará a estos territorios, abasteciendo a unas 160 000 personas.
Este gasoducto será de unos 34,5 km y estará conectado con un ramal que le suministrará de 4,5 km, la mayoría transcurridos por el término municipal oriolano.
Estas obras se iniciaron a raíz de la aprobación de la Conselleria de Infraestructuras y Transportes de la Generalidad Valenciana el día 28 de agosto de 2007.

#### Agua potable
La empresa concesionaria del Servicio Municipal de Aguas, al igual que en muchas otras ciudades levantinas españolas, es Aquagest Levante S.A., con contrato de hasta veinte años tras la prorrogativa aprobada en el pleno del ayuntamiento del 27 de mayo de 2004.
Tiene su sede en la plaza del Carmen, frente a la casa consistorial.

#### Red inalámbrica municipal
Orihuela cuenta con una red inalámbrica municipal llamada Auriolanet, explotada por la operadora Iberfone. Esta red permite la interconexión de las sedes municipales, el acceso a Internet desde la calle y los hogares.

### Residuos y limpieza de vías públicas
La empresa encargada de la recogida de basuras y limpieza de calles actualmente es UTE Sufi, Liasur, Lobocanst, la Unión Temporal de Empresas formada por las empresas Sufi, Liasur y Lobocanst. La licencia fue adjudicada tras el pleno del 30 de septiembre de 2008 tras su aprobación por mayoría absoluta con los votos a favor del PP y los votos en contra del PSPV-PSOE, LV y CLR. En 2020 se absuelven los acusados de corrupción en la adjundicación del servicio por anulación de pruebas.
Al concurso para obtener la licencia concurrieron 7 empresas: La Generala; Acciona; UTE Cespa. Enrique Ortiz e Hijos, Contratista de Obras; UTE Sufi, Liasur, Gobocanst (ya mencionada como ganadora); Urbaser; Colsur y UTE FCC, Odeco.
Tras comenzar a prestar estos servicios seis meses más tarde, el 1 de mayo de 2009, se procedió a la renovación de contenedores, tanto los de basura orgánica (con diseño similar a otras capitales como Alicante o Valencia), como los de reciclaje, siendo aumentado el número de estos últimos tanto en la ciudad como en la costa y pedanías. También la empresa empezó a utilizar tanto en vehículos como contenedores el lema Orihuela limpia, Orihuela reluciente.

### Transporte

#### Carreteras

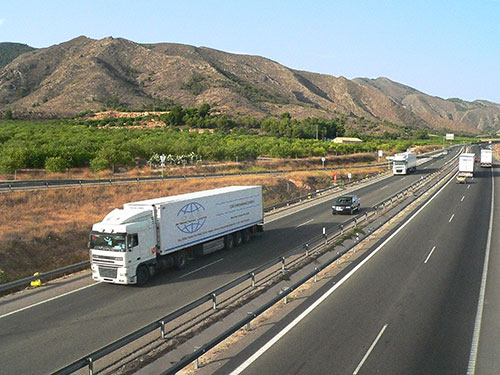
Autovía A-7, a su paso por Orihuela en el tramo Alicante-Murcia

Orihuela está situada en el sureste español, en la comarca de la Vega Baja del Segura a 22 km de Murcia y a 59 de Alicante. La ciudad se halla a 51 km del Aeropuerto de Alicante-Elche y a 48 km del Aeropuerto de Murcia-San Javier.
Orihuela está conectada a la red europea de carreteras a través de:
- Autovía del Mediterráneo o A-7 (salidas 737 y 741)
- Autopista del Mediterráneo o AP-7, que recorre la costa del municipio y que une a Orihuela con Alicante y Cartagena.

Por la amplitud de su municipio hay numerosas carreteras de primer y segundo orden que transitan el interior del municipio.
Algunas de estas carreteras son:
| Identificador | Itinerario                                                                                       |
| ------------- | ------------------------------------------------------------------------------------------------ |
| N-332         | Alicante – Guardamar del Segura - Torrevieja - Orihuela Costa - Pilar de la Horadada - Cartagena |
| N-340         | Murcia - Orihuela - Elche - Alicante                                                             |
| CV-91         | Orihuela - La Campaneta - Hospital de la Vega Baja - Almoradí - Guardamar del Segura             |
| CV-95         | Orihuela - Bigastro – San Miguel de Salinas - Torrevieja                                         |
| CV-911        | Callosa de Segura - San Bartolomé – Rafal                                                        |
| CV-900        | Orihuela - El Escorratel - Redován - Callosa de Segura - Granja de Rocamora                      |
| CV-915        | Orihuela - Los Desamparados – Beniel                                                             |
| CV-925        | Orihuela - Hurchillo - Torremendo                                                                |
| CV-921        | Orihuela - Arneva                                                                                |
| CV-870        | Orihuela - Benferri - La Murada - Abanilla                                                       |
| CV-930        | Orihuela - Salida 741 A-7                                                                        |
| CV-868        | Orihuela - Urb. Montepinar - La Matanza                                                          |

Además de todo esto, habida cuenta del carácter eminentemente rural que tiene el territorio del municipio de Orihuela, este, se encuentra surcado por numerosos sendas, caminos y veredas. Muchas de estas han sido asfaltadas, pero debido a su carácter histórico y tradicional no han desaparecido a pesar de haberse construido nuevas carreteras, en ocasiones paralelas al primitivo camino. Algunas de estas son:
- Sendas: Senda Masquefa, Senda del Obispo, Senda Molina, Senda Cascante.
- Camino: camino Viejo de Callosa (el que unía en la antigüedad Orihuela con Callosa), camino Viejo de Almoradí (el que unía en la antigüedad Orihuela con Almoradí), camino Viejo de Cartagena (el que unía en la Edad Media Orihuela con Cartagena), camino de Enmedio (el que unía en la Edad Media Orihuela con Murcia).
- Veredas: Vereda del Rollo, Vereda Liorna, Vereda de San José.

#### Transporte urbano
Dispone de varias líneas de autobús urbano tanto en la ciudad como en la costa.
- Orihuela Ciudad: Dispone de 5 líneas de Autobús que recorren Orihuela ciudad y la unen con algunas pedanías muy cercanas como Hurchillo y Arneva, Raiguero de Bonanza, La Aparecida, Molíns y Tres Puentes.[130] A su vez dispone de líneas que unen Orihuela con el Palmeral o la zona de las Espeñetas. Todo ello está servido por la empresa Sigüenza.[131]

Además hay servicios que unen La Matanza, Los Desamparados y La Murada con Orihuela, que son designados como transporte urbano por el ayuntamiento. La costa se une con Orihuela ciudad a través de dos líneas que finalizan una en Torrevieja y otra en el Pilar de la Horadada
- Orihuela Costa: Dispone de dos líneas de Autobús que recorren todo el territorio de la costa de Orihuela, con múltiples paradas.[133] A su vez dispone de una línea única con el N.º 1 que une Orihuela costa con el Hospital de Torrevieja (de cuyo departamento Sanitario depende esta zona).[134][135]
- Torremendo: Dispone de una línea única que une esta pedanía con el hospital de Torrevieja y las playas de Orihuela.

#### Ferrocarril

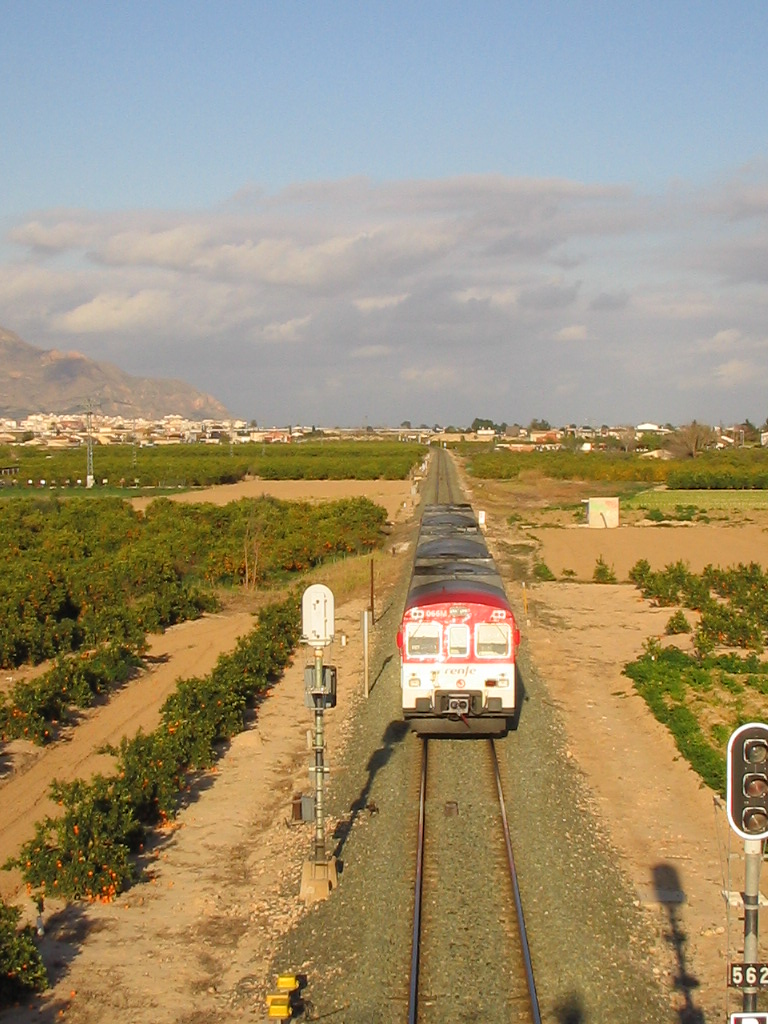
Tren de cercanías a su paso por la huerta oriolana

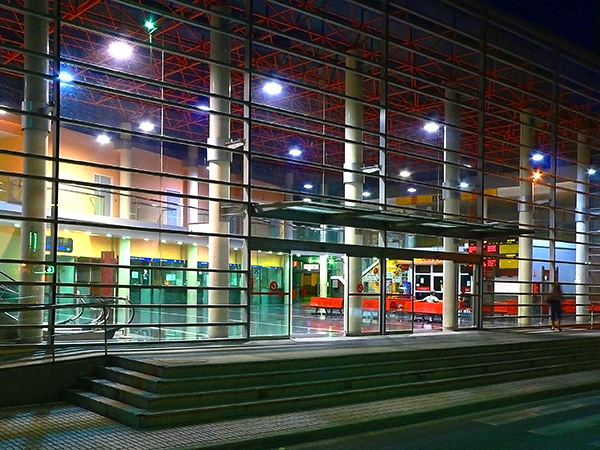
Intercambiador de Orihuela

Los servicios se centralizan en la estación de Miguel Hernández, perteneciente al núcleo de Cercanías Murcia/Alicante y a la línea de Alta Velocidad Madrid-Levante, Monforte-Murcia.
El ferrocarril llegó a Orihuela el 11 de mayo de 1884, cuando don Antonio Cánovas del Castillo, Presidente del Gobierno, y Trinitario Ruiz Capdepón, Ministro de la Gobernación, inauguraron la primera estación, entonces bajo administración privada de Andaluces, enlazando en Alquerías con la línea Chinchilla-Cartagena de MZA.
En 1941 es nacionalizada por Franco y puesta bajo administración de RENFE.
En 1998 se inaugura un nuevo edificio acorde a las necesidades del momento y bajo concepto de estación intermodal, siendo a la vez estación de autobuses y habilitándose una conexión rápida con los autobuses urbanos y la bolsa de taxis.
En 2007 todas las instalaciones ferroviarias pasan a Adif, mientras que Renfe Operadora presta los servicios de viajeros.
El 1 de octubre de 2012 se abre una terminal provisional y comienza una gran reforma del entorno para adaptar la ciudad a la llegada de la alta Vvelocidad.
En febrero de 2015 la estación vuelve al emplazamiento original, ya con las vías soterradas. Desde el 1 de febrero de 2021 se abre el servicio AVE con Madrid-Puerta de Atocha

#### Autobuses
El intercambiador de Orihuela cuenta con parada de taxis, así como parada de autobús urbano en su exterior y con 15 dársenas para autocares de largo recorrido en su interior.
Diversas empresas concesionarias dan servicio por carretera uniendo la ciudad con cualquier punto la Comunidad Valenciana, con las ciudades y pueblos más próximos de la Región de Murcia, así como con Madrid y otras importantes ciudades.
Igualmente dispone de un servicio lanzadera que conecta con el aeropuerto de El Altet.

#### Carril bici
La ciudad está dotada de red de carril bici que tiene una dimensión de 14 km que una la misma con diversas pedanías como Desamparados, la Cruz Cubierta, el Escorratel, así como otras zonas como el Palmeral y la ciudad a la Carretera Murcia-Alicante o la ciudad con la Región de murcia hasta el término municipal de Beniel. Se tiene en proyecto ampliar el número de carriles bicis a otras pedanías como Hurchillo o Arneva. Además se ha realizado un tramo de carril bici, uniendo la carretera de Beniel y la carretera nacional Murcia-Alicante a través del puente de las salesas y de la avenida Obispo Victorio Oliver.
En la costa de Orihuela, tras la duplicación de la calzada de la N-332 entre el Pilar de la Horadada y Torrevieja, se ha construido un carril bici de más de 13 km (nueva configuración de vía parque de la carretera). Además en todas las playas se han instalado aparcabicis, y se han creado diversos caminos para paseo a pie y en bici junto a algunos cauces como el del río Nacimiento (dehesa de Campoamor).

#### Distancias
La tabla dispuesta a continuación versa sobre las distancias que separan Orihuela de las ciudades y pueblos más importantes de la provincia (superiores a 15 000 habitantes), así como a las capitales de provincia de la Comunidad Valenciana.
| Ciudad    | Distancia (km) | Ciudad            | Distancia (km) | Ciudad            | Distancia (km) |
| --------- | -------------- | ----------------- | -------------- | ----------------- | -------------- |
| Alcoy     | 104,5          | Almoradí          | 14,9           | Alicante          | 57,3           |
| Benidorm  | 101,3          | Callosa de Segura | 8,9            | Cartagena         | 77,8           |
| Castellón | 317,9          | Denia             | 147,3          | Elche             | 33,4           |
| Elda      | 64             | Guardamar         | 28,3           | Murcia            | 23,4           |
| Novelda   | 46,2           | Torrevieja        | 31,1           | San Vicente       | 59,3           |
| Valencia  | 200            | Villena           | 84,6           | Madrid            | 423,9          |
| Barcelona | 575            | Aerop. Altet      | 52,7           | Aerop. de Corvera | 56,8           |

## Cultura

### Patrimonio

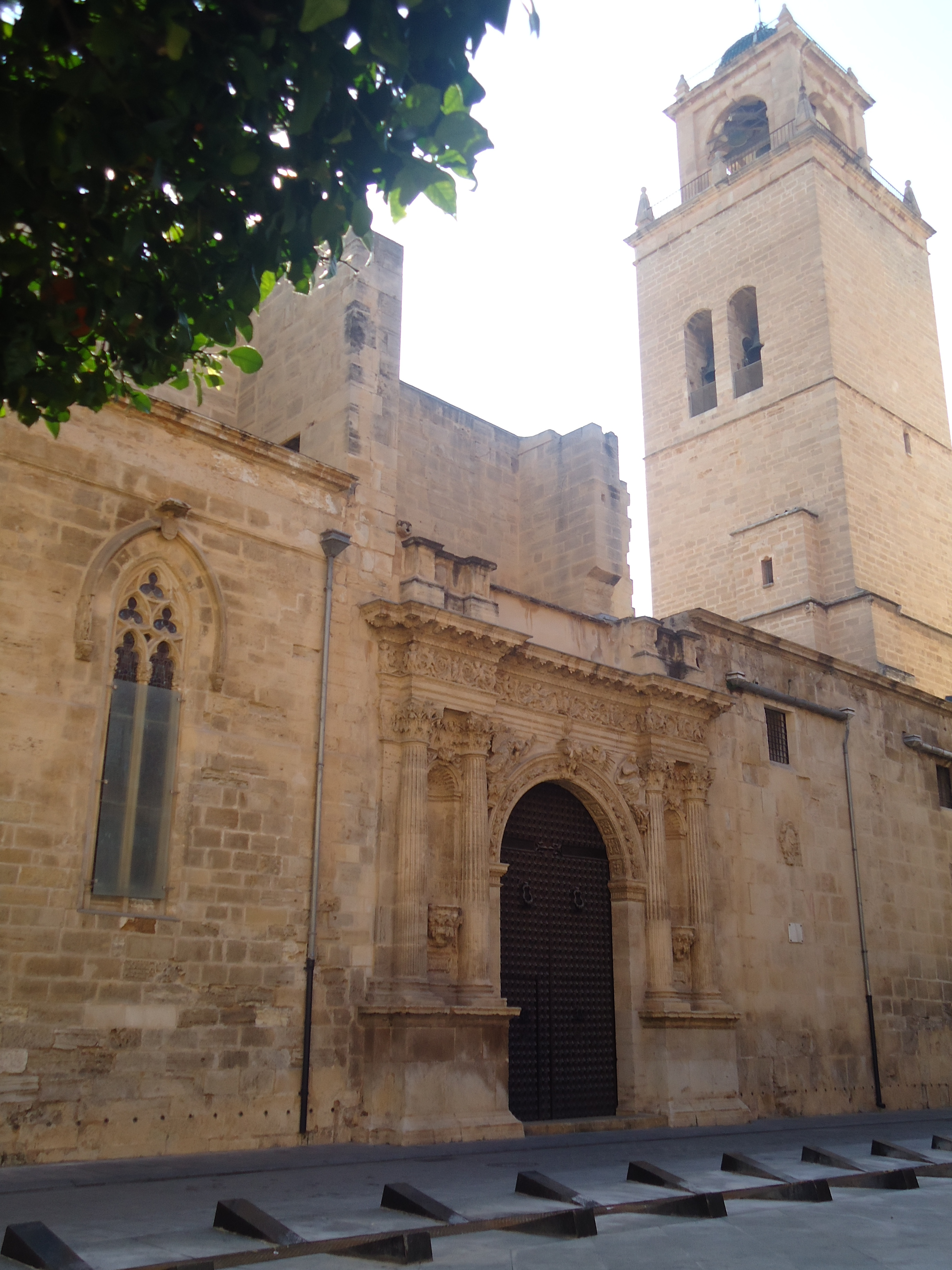
Portada renacentista de la catedral oriolana y su torre

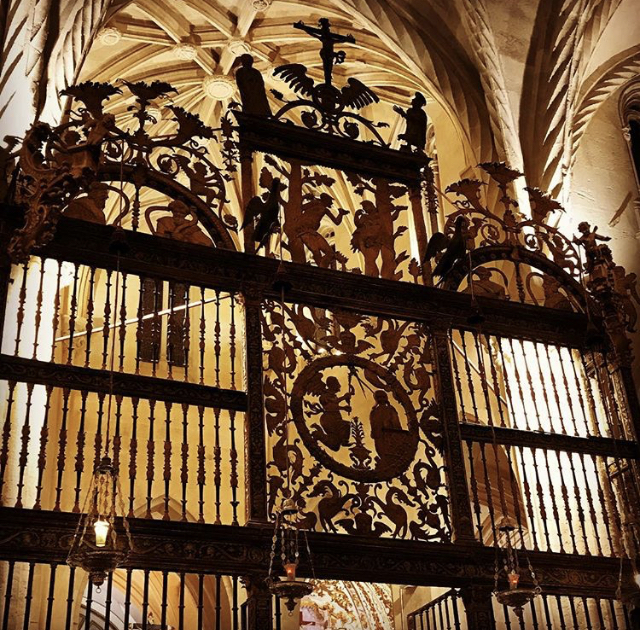
Rejería del interior de la catedral

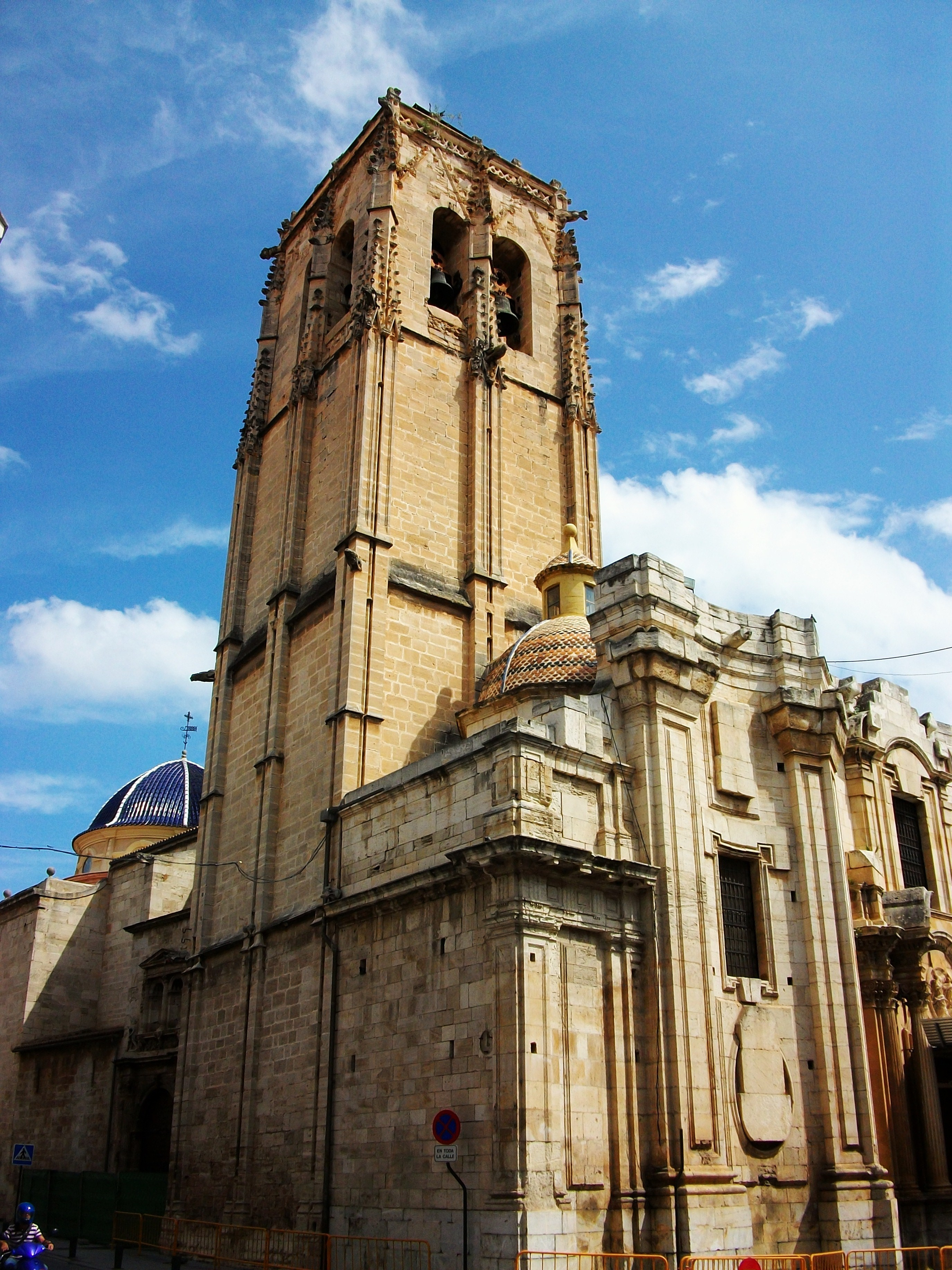
Iglesia de las Santas Justa y Rufina

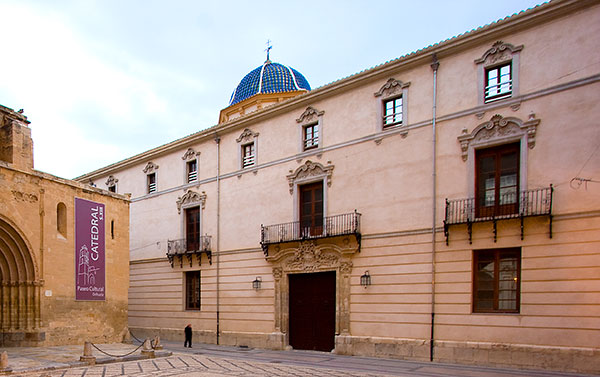
Palacio Episcopal de Orihuela

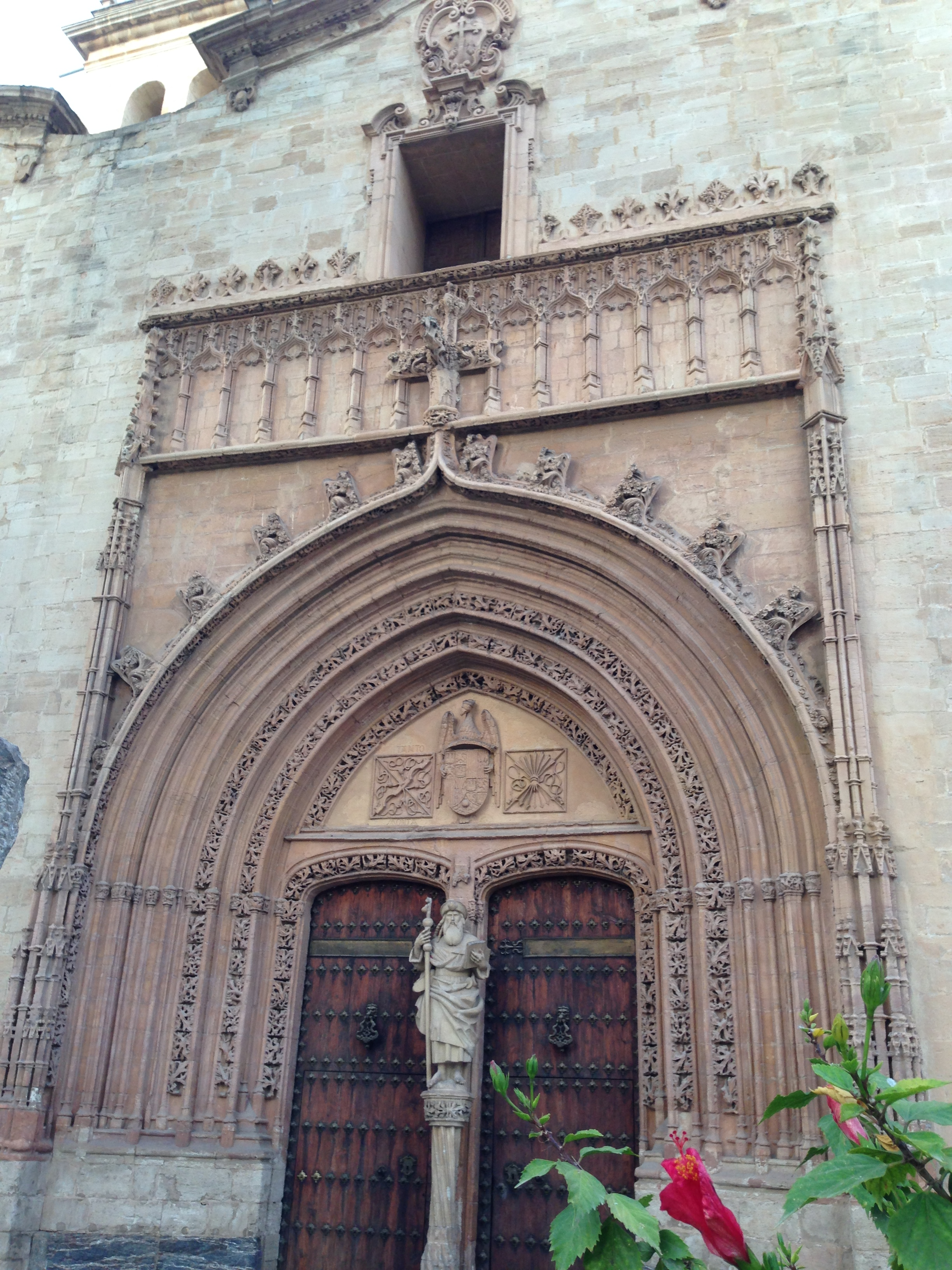
Iglesia de Santiago

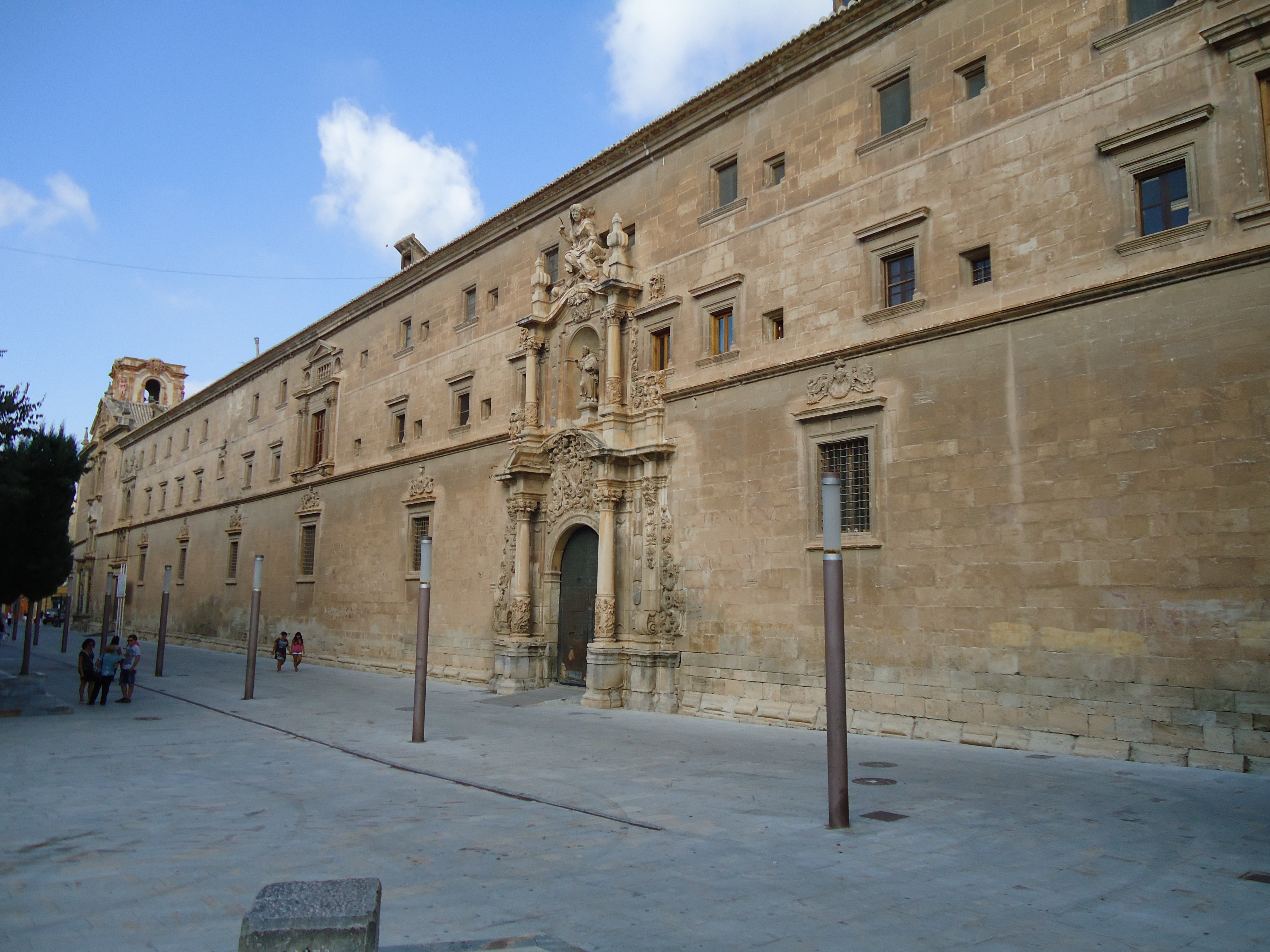
Fachada principal de la antigua Universidad de Orihuela, actual Santo Domingo

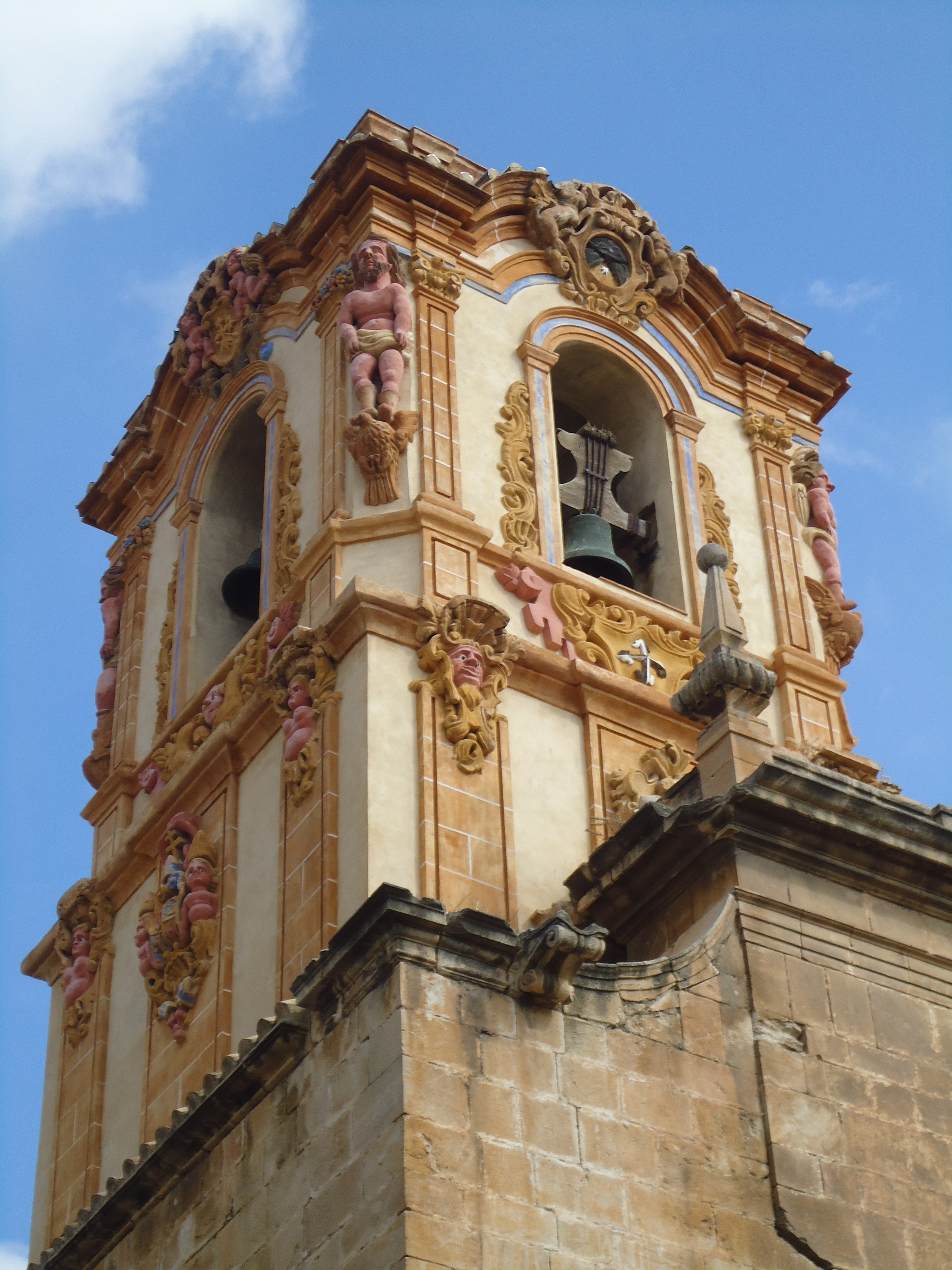
Torre barroca del colegio de Santo Domingo

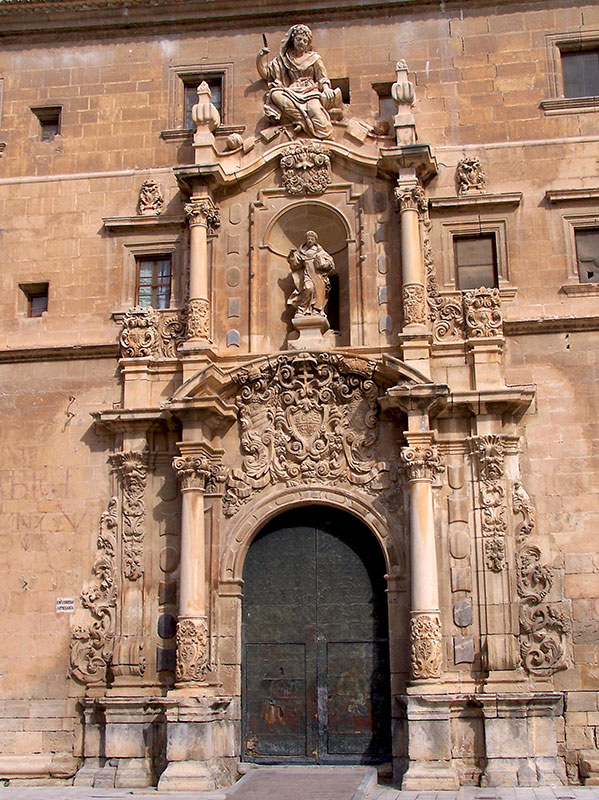
Puerta de la Universidad, Santo Domingo

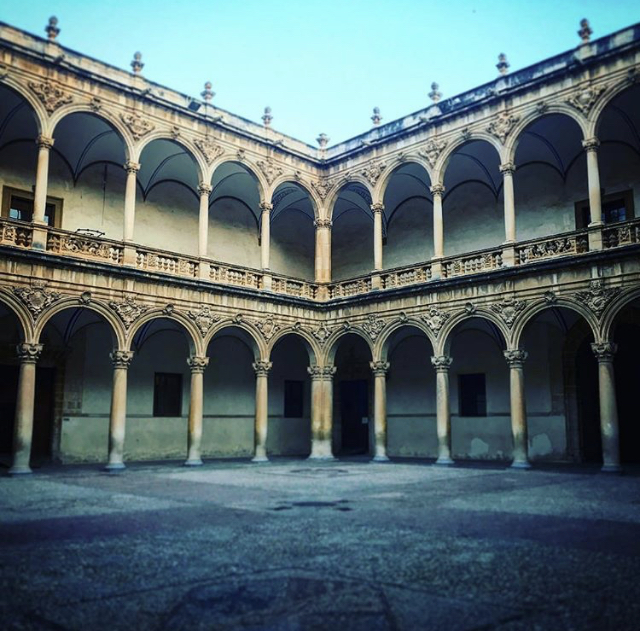
El claustro de la Universidad

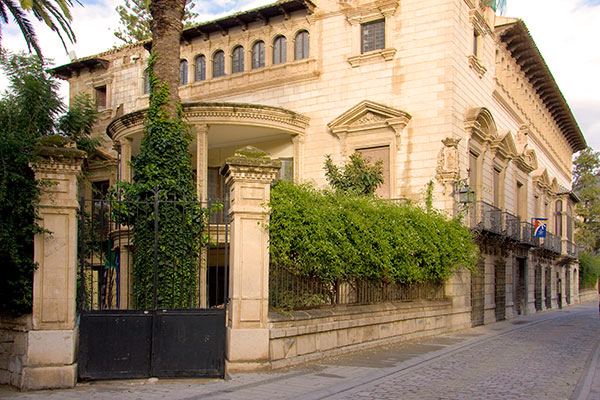
Palacio de Rubalcava

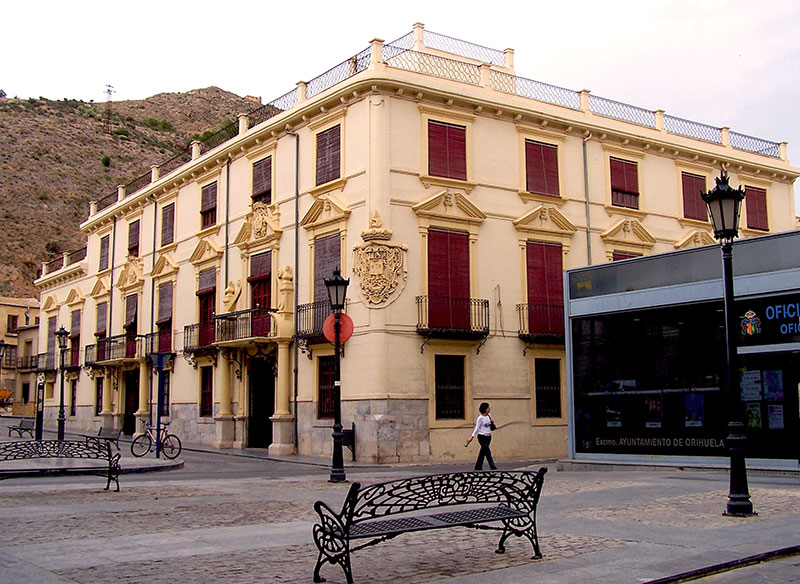
Palacio del marqués de Rafal

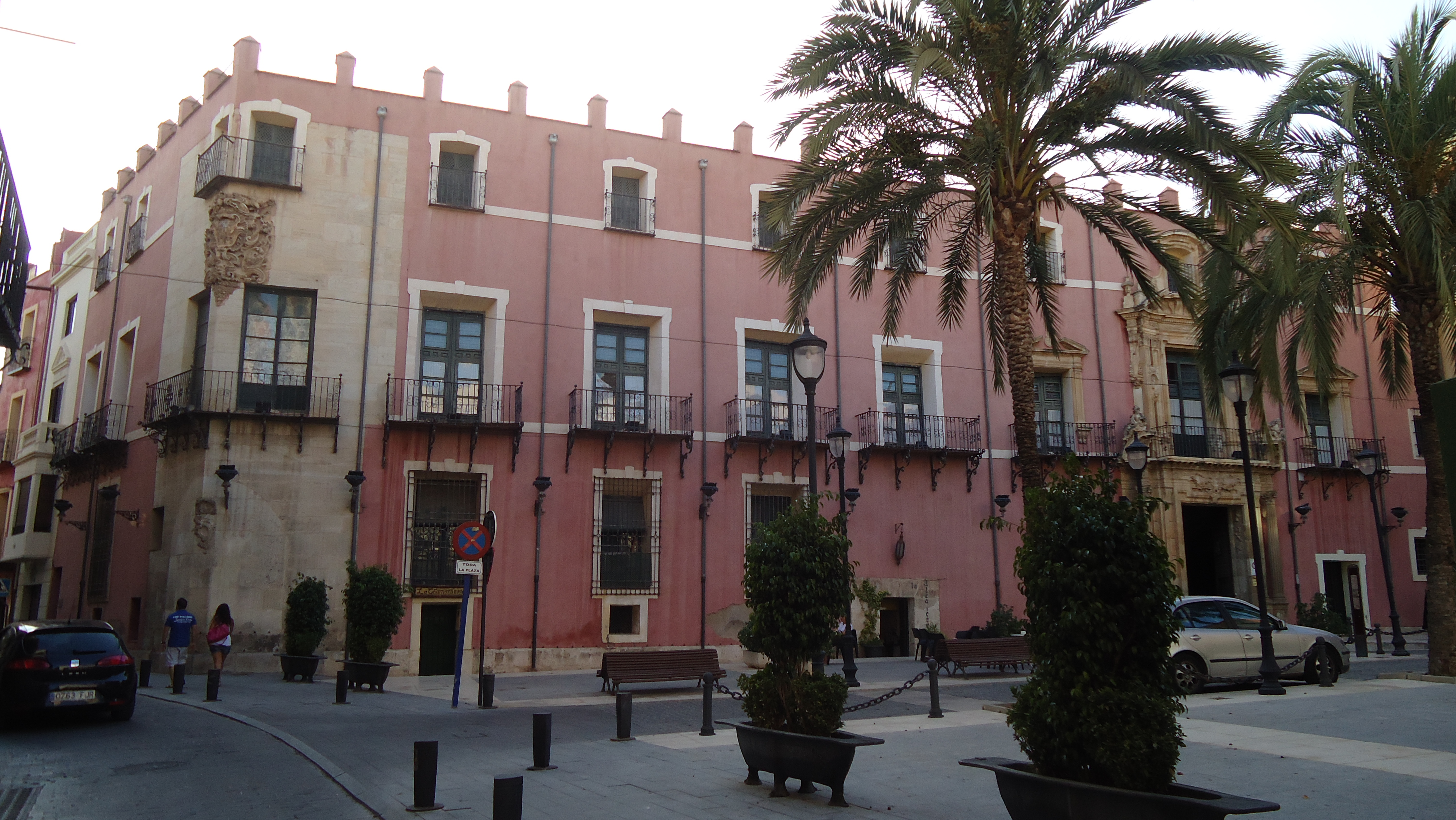
Palacio del conde de la Granja

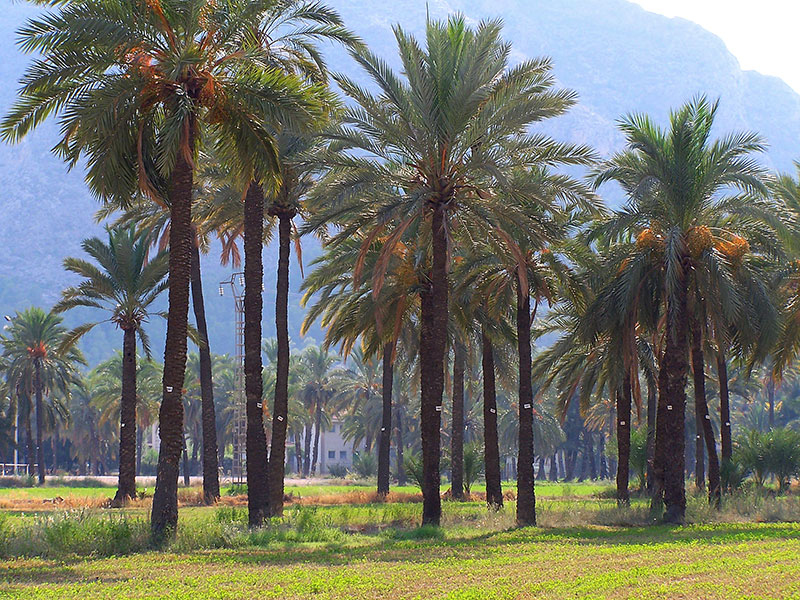
El Palmeral de San Antón

El municipio de Orihuela puede presumir de ser junto a la propia Valencia el municipio de mayor número de monumentos. Entre ellos destacan:

#### En Orihuela ciudad
El casco histórico de la ciudad fue declarado Conjunto Histórico Artístico Monumental (BIC) en 1969, siendo uno de los primeros en ser declarado en España. Conserva multitud de monumentos, muchos de ellos declarados como Bien de Interés Cultural (B.I.C.), así como multitud de edificios eclesiásticos y civiles. Entre los que se intercalan iglesias, monasterios, conventos, ermitas o palacios, palacetes y casas burguesas de diversos siglos.

##### Arquitectura militar
Castillo de Orihuela (BIC)
Castillo situado en la cima del monte San Miguel. Construido seguramente en tiempos del rey visigodo Teodorico, aunque otras fuentes señalan que es de origen árabe. A pesar de haber sido declarado como Ruinas Históricas y Ruinas Gloriosas en 1931 y estar amparado por el Plan Especial de Protección del Casco Histórico de Orihuela, su degradación es continua. La necesidad de consolidación de los restos del Castillo y del recinto amurallado es imperiosa, dado que las inclemencias meteorológicas, el paso del tiempo y la acción del hombre han contribuido a que estas ruinas se encuentren en un estado muy alarmante de conservación. Incluido en la Lista Roja de Patrimonio en peligro de la asociación Hispania Nostra. Todavía se encuentran restos de la alcazaba, la torre del Homenaje y la zona del Baño de la Reina.
Puerta de la Olma o de Elche
Única puerta de entrada a la ciudad que queda en pie tras el derrumbe de las murallas por Felipe V. Es de origen almohade, aunque el rey Felipe II mandó reformarla en el siglo XVI. En la parte alta se encuentra timbrada por el escudo de la ciudad y sobre él un alto relieve con la imagen de San Miguel, protector de la ciudad. Hoy día sigue realizándose en ella el bello ritual de la entrada de los prelados de Orihuela a lomos de una burra viniendo desde Castilla. Se halla junto al Colegio del Patriarca o de Santo Domingo. Declarada Bien de Interés Cultural.
Muralla de la ciudad (BIC)
Situada en el sótano del aulario de la Universidad Miguel Hernández se halla parte de la muralla formada por un lienzo en el que se integran cuatro torreones de origen almohade, modificadas en el siglo XIV, junto a ella se pueden visitar, baños árabes, viviendas islámicas y restos de edificios góticos y barrocos, así como restos del palacio del rey Fernando I el de Antequera, y restos arqueológicos del ajuar de las viviendas almohades que en él se hallan. El Museo de la Muralla, que lo contiene fue declarado BIC.
Otras zonas con torres o restos de las murallas son:
- Torres de Monserrate
- Torre de la Casa Casinello
- Torre de Embergoñes
- Torres del Seminario

##### Patrimonio arquitectónico eclesiástico
Santa Iglesia Catedral del Salvador (BIC)
Templo gótico de los siglos XIII al XV con tres naves y girola, su crucero transformado por Pere Compte a principios del siglo XVI. Interesante rejería tanto gótica como renacentista, coro del siglo XVIII realizado por Juan Bautista Borja. Destaca el órgano, obra del siglo XVIII de Salanova, uno de los mejores de todo el levante español. Destaca la capilla de la Comunión y la capilla del Rosario. Contiene importantes obras de autores como Velázquez, Alonso Sánchez Coello, Francisco Salzillo, Galarza, José Sánchez Lozano, Mathías Stommer, Vergara, Paolo de San Leocadio, Eduardo Vicente y Luis de Morales el Divino, así como un importante conjunto de orfebrería y textiles litúrgicos desde el siglo XV hasta la actualidad y de mucha calidad. Fue declarado Bien de Interés Cultural del patrimonio histórico español.
Palacio Episcopal. Museo Diocesano de Arte Sacro (BIC)
Palacio barroco del siglo XVIII. Destaca un pequeño claustro de estilo barroco y el hueco de escaleras, rematado en una cúpula y la portada de la Curia, donde aún se observa el escudo de uno de los últimos obispos cartageneros. Fue el palacio donde residía el obispo de Orihuela hasta su traslado a Alicante. El monumento fue declarado Bien de Interés Cultural del patrimonio histórico español. Alberga actualmente el Museo Diocesano de Arte Sacro, donde se encuentran obras de temática religiosa, entre las que sobresale la Tentación de Santo Tomás de Aquino de Velázquez, una de las escasísimas obras seguras del pintor conservadas en España exceptuando las del Museo del Prado.
Universidad y Colegio Diocesano Santo Domingo (BIC)
Monumental edificio de más de 18 000 m² donde se suceden diversos estilos pasando por el Gótico, Renacimiento, Barroco y Rococó. Constituye el Monumento Nacional más grande de la Comunidad Valenciana. Compuesto por dos claustros, tres patios, un reflectorio, tres monumentales portadas y la Iglesia. Fue fundado por el cardenal Loazes (Patriarca de Antioquía) bajo el nombre de Colegio del Patriarca, donde tenían sede la Orden de Predicadores y la Universidad Pontificia y Real de Orihuela, títulos concedidos por Pío V (1569) y por el rey Felipe IV, dirigida por aquellos. Su construcción se inicia en el siglo XVI finalizando en el siglo XVIII. Conserva obras de Antonio de Villanueva, Pedro Camacho Felizes, Bartolomé Albert, Nicolás Borrás, etc. Fue declarado Monumento de las Bellas Artes por la reina Isabel II, conmutado por Monumento Nacional, teniendo en la actualidad la consideración de Bien de Interés Cultural del Patrimonio Español. En dicho colegio se fundó la primera Biblioteca Pública Nacional de España (siglo XVI), actual Biblioteca Pública del Estado, Fernando de Loazes.
Iglesia parroquial de Santas Justa y Rufina (BIC)
Iglesia gótica de una sola nave, con capillas entre contrafuertes, portada lateral renacentista y portada principal barroca.Destacan el retablo de la capilla de la Comunión y el órgano de estilo neoclásico del siglo XVIII. El edificio fue declarado Bien de Interés Cultural. La Sacristía es obra de Jaime Bort.
Iglesia parroquial de Santiago Apóstol (BIC)
Iglesia gótica de una sola nave, con capillas entre contrafuertes, portada de estilo gótico isabelino y presbiterio renacentista. Capilla de la Comunión de estilo barroco. Destacan el órgano barroco, el grupo escultórico de La Sagrada Familia, obra de Francisco Salzillo, así como los Santos Dominicos del mismo autor y el Apostolado de José Puchol. Fue declarado B.I.C.
Santuario de Nuestra Señora de Monserrate (BIC)
Templo de estilo barroco realizado en el siglo XVII en sus orígenes con restos medievales de estilo gótico, al que se le contrapuso la actual nave central durante el siglo XVIII, ya de estilo neoclásico. En él se conserva la imagen de la patrona de la ciudad obra de José Sánchez Lozano. La ampliación del siglo XVIII fue realizada por el Obispo de Orihuela, Juan Elías Gómez de Terán en el nuevo estilo que triunfaba en las capitales europeas, siendo pues realizado según los postulados neoclásicos por moda y no a raíz de la imposición de Carlos III que vendría más de cuarenta años después. En su interior conserva un importante conjunto de pinturas de Bartolomé Albert. Destacan el retablo de la capilla Mayor, genial obra del escultor valenciano José Puchol, y el retablo de la capilla del Hallazgo, obra de Antonio Caro el Viejo, policromado por Bartolomé Albert y dorado por Heredia. Además, contiene en su interior obras de Antonio Villanueva, Galarza, Antonio Ruidavest, etc. Órgano neogótico del siglo XIX. Importante colección de textiles de los siglos XVIII, XIX y XX. Declarado Bien de Interés Cultural del patrimonio histórico español.
Real Monasterio de la Visitación. Hermanas Salesas (BIC)
Otros edificios
Iglesia parroquial de San Antón (siglo XVIII), ermita del Santo Sepulcro (siglo XVII), ermita de la Virgen de Monserrate (siglo XVI), Seminario Diocesano de San Miguel (Orihuela) (siglo XVIII), iglesia del Carmen (siglo XVIII), Real Monasterio de la Visitación (siglos XVIII-XIX), monasterio de San Juan Bautista de la Penitencia (siglo XVIII), convento de Santa Ana (siglos XVI-XVIII), monasterio de la Santísima Trinidad, colegio de Jesús-María (siglo XVIII), monasterio de San Sebastián (siglos XVI-XVII), Hospital San Juan de Dios (siglo XVI).

##### Patrimonio arquitectónico civil
- Palacio del conde de Pinohermoso

Edificio del siglo XVI totalmente reformado. Destacan las fachadas principal y lateral sur. En su interior se halla la Biblioteca Pública Fernando de Loazes, el archivo Histórico de Orihuela y el archivo Municipal de Orihuela, siendo estos dos últimos declarados BIC. Asimismo, contiene una interesante colección de pintura compuesta básicamente por retratos, de diversos tamaños, de los siglos XVII y XVIII.
- Palacio de los marqueses de Rubalcava

Edificio del siglo XX con una importante colección cerámica con piezas de los siglos XVIII, XIX y XX. Asimismo destaca la colección pictórica con obras de los siglos XVII, XVIII y XIX, así como obras de la Escuela de Lorena. Se construyó imitando el esquema de los palacios barrocos oriolanos. Desde un zaguán iluminado por una cúpula neobarroca y a través de una escalera de mármol con zócalo de azulejería se accede a la planta noble. Destaca también el mobiliario del palacio y los tapices que en él se contienen. Actualmente se utiliza como una de las dos oficinas de turismo situadas en Orihuela Ciudad.
- Palacio del conde de Granja de Rocamora

Palacio barroco, con una clara jerarquización de huecos e interesante portada. Conserva en su planta noble colecciones de mobiliario, pintura relojes, etc.entre las que destacan obras atribuidas a Bassano, y obras de Vicente López, Madrazo y Sánchez Lozano. El diseño de la Portada Principal se atribuye a Jaime Bort.
- Palacio de los condes de Luna (palacio de Teodomiro o de los Duques de Béjar)

Edificio del siglo XVIII, realizado en estilo Barroco. Sigue la tipología típica de los palacios barrocos oriolanos. Destaca la cúpula decorada con frescos y la azulejería barroca del siglo XVIII.
- Palacio de Rubalcava

Edificio del siglo XX con una importante colección cerámica con piezas de los siglos XVIII, XIX y XX. Asimismo destaca la colección pictórica con obras de los siglos XVII, XVIII y XIX, así como obras de la Escuela de Lorena. Se construyó imitando el esquema de los palacios barrocos oriolanos. Desde un zaguán iluminado por una cúpula neobarroca y a través de una escalera de mármol con zócalo de azulejería se accede a la planta noble. Destaca también el mobiliario del palacio y los tapices que en él se contienen. Actualmente se utiliza como una de las dos oficinas de turismo situadas en Orihuela Ciudad.
- Palacio del barón de la Linde

Edificio del siglo XVIII realizado en estilo Barroco, una de las muchas familias nobles de Orihuela, cuartel general del carlismo de viejo cuño, una más del centenar de casonas solariegas conservadas en Orihuela, perteneció a los marqueses de Rubalcava.
- Palacio del marqués de Arneva

Palacio barroco, con clara jerarquización de huecos, en uno de sus laterales conserva el escudo del antiguo pósito. Asimismo, destaca el escudo nobiliario de la esquina del palacio de la casa del marqués de Arneva. Conserva interesantes obras pictóricas entre las que destacan las de autores como Joaquín Agrasot o Eduardo Vicente, así como la Enseña del Oriol del siglo XV y el libro de los privilegios de Orihuela. Actualmente es la sede principal del ayuntamiento y de la alcaldía.
- Palacio del marqués de Rafal

Edificio de interés arquitectónico realizado en el siglo XIX y ampliado en el XX. Contiene en su interior interesantes obras pictóricas, así como obras escultóricas de diversos autores, entre los que destaca José María Sánchez Lozano. Contiene un importante archivo con protocolos notariales del siglo XVII. Se encuentra situado frente al palacio del conde de Pinohermoso, sede desde 1992 de la Biblioteca Pública Fernando Loazes.
- Otros palacios destacables son: palacio Portillo (siglo XVIII), palacio de la condesa de Vía Manuel (siglo XX), Palacio de los marqueses de Ruvalcaba (siglo XX), palacio Roca de Togores y Cerdá (siglos XV-XVIII), palacio de los Roca de Togores (siglo XIX), palacete de los Mejías (siglo XIX), palacio de los Rebaglieto (siglo XVIII), Palacio Sorzano de Tejada (siglos XVIII-XIX).

##### Arquitectura modernista
- Conjunto Severiano Sánchez Ballesta. Conjunto de tres edificios de estilo modernista trazados por el arquitecto Severiano Sánchez Ballesta, conocido como Severino Ballesta, entre los años 1920 y 1930.
- Casa Villaescusa. Edificio modernista construido en 1915 situado en la calle Colón obra de Severiano Sánchez Ballesta.
- Casa de San Gregorio. Edificio modernista de los años 20 situado en la calle San Gregorio.
- Casa Casinello. Edificio modernista del siglo XIX, situado cerca de la biblioteca Nacional Fernando de Loazes. En la actualidad lo ocupa la Concejalía de Juventud.
- Casa Raimundo. Edificio modernista con interesante fachada decorada íntegramente con azulejería de color verde.
- Plaza Nueva. Plaza de estilo modernista diseñada por el arquitecto Severino Ballesta en los años 1920, con bancadas, fuente y farolas decoradas con azulejos. Fue restaurada en el año 1985.
- Teatro Circo Atanasio Díe Marín. Teatro de estilo modernista valenciano inaugurado en 1908.
- Lonja de Orihuela. Edificio con estructura metálica de principios del siglo XX. Diseñado por Severino Ballesta en el marco de las reformas modernistas llevadas a cabo en los años 20 y 30 en la ciudad siguiendo los postulados de la arquitectura del hierro. En la actualidad ha sido rehabilitado para ubicar en él, el auditorio La Lonja, anexo al conservatorio profesional Barítono Pedro Terol.

##### Otros edificios y lugares destacables
- Plaza de toros. Construida en 1905, sustituye a una anterior localizada en el desamortizado convento de San Agustín y continúa la larga tradición de las corridas de toros en la ciudad. En aquellos años se localizó a las afueras de la ciudad, cerca del camino viejo de Molins. Actualmente está restaurada.
- Pozos del Cremós. Antiguo depósito de agua, obra hidráulica del siglo XIX, creada para abastecer de agua la ciudad de Orihuela.
- Casa Comedias. Edificio del siglo XVII, obra barroca que en la actualidad es la sede de Cáritas Interparroquial.
- Casino Orcelitano. Edificio del siglo XIX comenzado en 1880 y finalizado en 1887, año en que fue inaugurado. Sigue los patrones del aarquitectura academicista y eclecticista. Destacan varias instancias como su patio central de azulejería andaluza, el Salón Imperio o de Baile y las estancias delanteras en estilo imperio.
- Palmeral de San Antón. Declarado Paraje Pintoresco, Bien de Interés Cultural (BIC) del Patrimonio Histórico Español y Lugar de Interés Comunitario (LIC). El Palmeral de San Antón es de planta aproximadamente semicircular. Su origen es probablemente islámico. Las palmeras no se distribuyen por toda la superficie, sino únicamente en los márgenes de los campos, caminos y sistema de riegos. El palmeral constituye un interesante sistema agrícola de regadío intensivo. El aporte de agua se produce a través de las Acequias de Callosa y Escorrata y los Azarbes de Escorratell y de Las Fuentes. El aprovechamiento de la tierra es máximo, al producirse cultivos en dos y hasta tres pisos o alturas: el piso inferior lo forman herbáceos y hortalizas, el intermedio frutales y el superior las palmeras datileras.

#### Patrimonio en pedanías

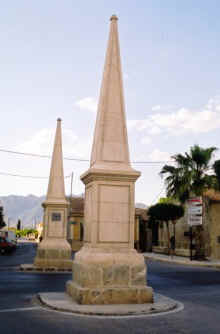
Mojones del Reino

- Los Saladares. Importante yacimiento arqueológico, situado en las laderas de un pequeño cerro, en Los Desamparados. Abarca una amplia cronología, entre los siglos IX y IV a. C.. El yacimiento, debido a su importancia fue decladrado Bien de Interés Cultural.
- Torre de Cabo Roig. Se trata de una torre vigía, construida como tantas otras en el siglo XVI, para prevenir los ataques de los piratas berberiscos. Es de forma cilíndrica y ataluzada en su base, sobre el talud se sitúa la puerta de acceso, así como numerosas ventanas de pequeño tamaño. Destaca en su interior la bóveda de ladrillos que separa la primera planta de la planta baja. Fue declarada B.I.C.
- Molino de la ciudad. Se construyó entre 1902 y 1905, posiblemente sobre las ruinas de un molino del siglo XVIII, del cual se conservó el azud o presa. Durante mucho tiempo se utilizó para obtener electricidad de la fuerza del río. Actualmente se encuentra abandonado.
- Mojones del Reino, coloquialmente conocidos como pinochos. Monolitos de roca mandados a construir por el rey Fernando el Católico para marcar la frontera entre los reinos de Murcia (Castilla) y Valencia (Aragón) en el siglo XV. Actualmente marcan la frontera entre la Comunidad Valenciana y la Región de Murcia
- Norias gemelas. Norias y azud de origen islámico situadas en Las Norias, en Los Desamparados. La actual obra de sillería data del siglo XVIII.
- Puente romano de la dehesa de Campoamor. Puente de origen romano situado en la dehesa de Campoamor, Orihuela Costa.
- Cada pedanía tiene su propia parroquia, la mayoría de ellas del siglo XVIII, muchas a las cuales hay que añadir numerosas ermitas repartidas por algún lugar de sus partidas rurales.

#### Museos
El municipio de Orihuela posee diversos museos de temáticas muy diversas, como el Museo arqueológico comarcal de Orihuela San Juan de Dios o el Museo de la Muralla, de ámbito arqueológico.

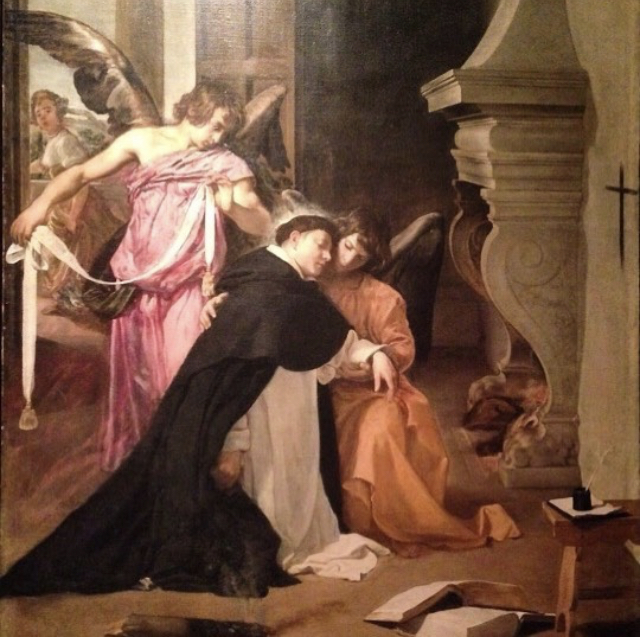
La tentación de Santo Tomás de Aquino. Velázquez

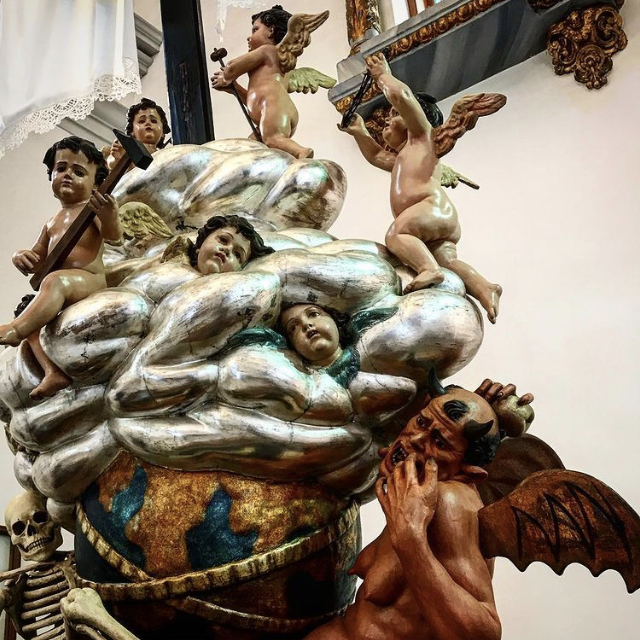
El Triunfo de la Cruz, o La Cruz de los Labradores conocida popularmente como La Diablesa. Nicolás de Bussy, 1695

Además dispone de diversos museos de temática sacra como el Museo Diocesano de Orihuela (con obras de Velázquez, Vicente López, Camacho Felices, Nicolás de Bussy, Pedro Orrente y Mathias Stommer), el Museo Catedralicio de Arte Sacro, o el Museo de la Semana Santa de Orihuela.
Hay un museo dedicado a la ciencia, el Museo Didáctico e Interactivo de Ciencias de Orihuela (MUDIC),
También se encuentran museos de carácter etnológico como el Museo de las Fiestas de la Reconquista o el Museo Etnológico de Orihuela. Además posee otros establecimientos culturales como la Casa-Museo de Miguel Hernández o el Museo Fundación Pedrera dedicado al arte clásico o el futuro Museo del Hospital San Juan de Dios, que será dedicado al antiguo Hospital de Orihuela.

### Lengua
Desde la conquista por parte de Jaime II de Aragón de las tierras hoy conocidas como la Vega Baja, entre otras colindantes (Vinalopó Medio y parte de Murcia), se repobló mayoritariamente con aragoneses. Tras la unión dinástica de los Reyes Católicos y por procesos distintos de castellanización (repoblación tras una epidemia de peste, pérdida de estatus oficial, oleadas migratorias sucesivas, expulsión de los moriscos, prestigio cultural del castellano, etc.) el valenciano fue perdiendo terreno frente al castellano, llegando a desaparecer en su práctica totalidad en los siglos XVI-XVII excepto en la pedanía de Barbarroja que conserva el valenciano todavía entre sus vecinos.
La herencia lingüística valenciana se aprecia no solo en el dialecto murciano de la zona, lleno de valencianismos, sino también en los topónimos y los apellidos de muchas familias oriolanas. Sin embargo, el gentilicio oriolano proviene del antiguo nombre en latín de la población, Oriola.

#### Historia
Como cualquier ciudad fundada por los romanos, Orcelis tuvo el latín por lengua.
Bajo el dominio de los visigodos, Orcelis estuvo gobernada por los bizantinos, quienes mantuvieron el latín como lengua franca. 

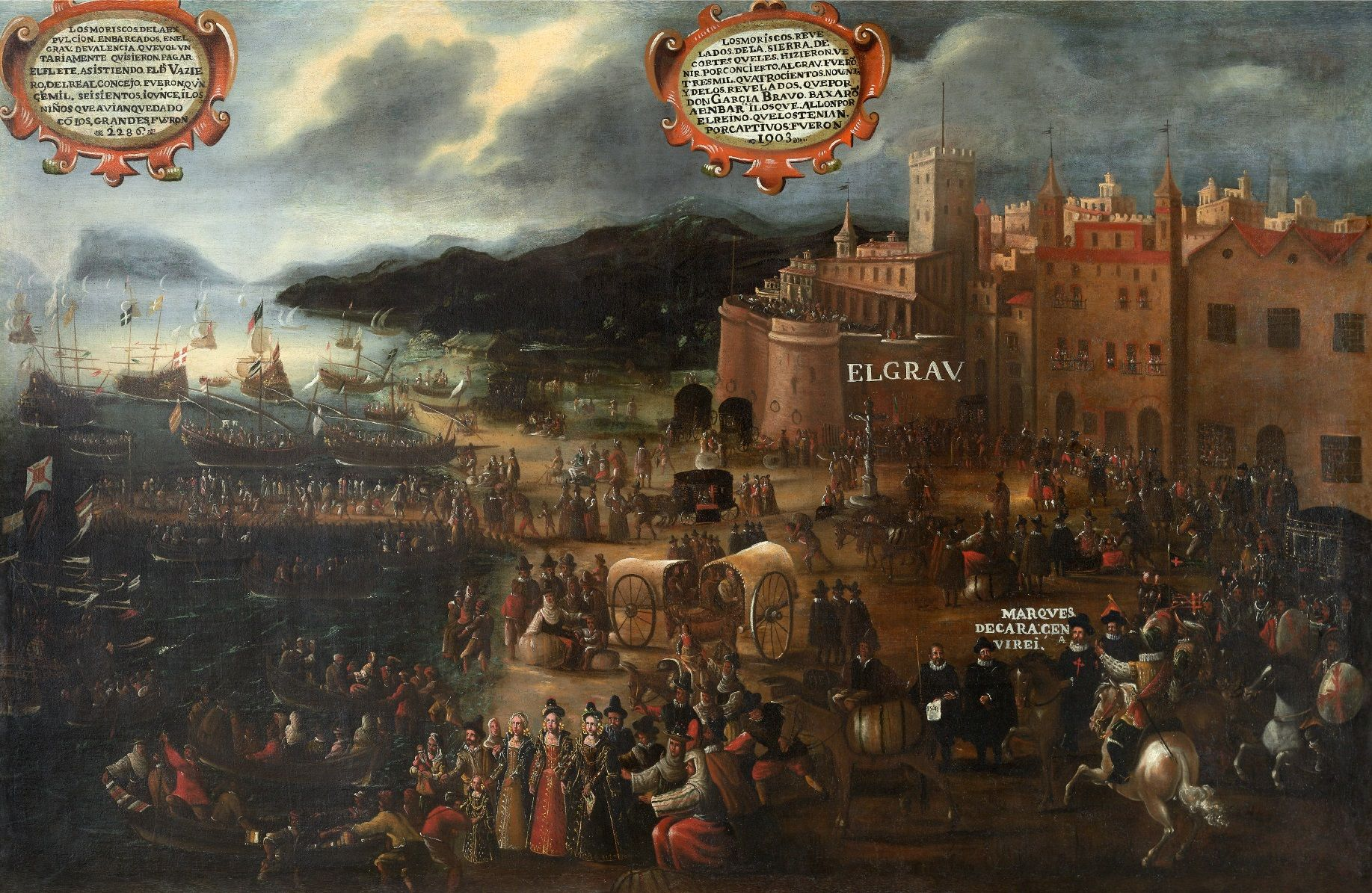
Pedro Oromig, Expulsión de los moriscos por el grao de Valencia, 1613, Fundación Bancaja

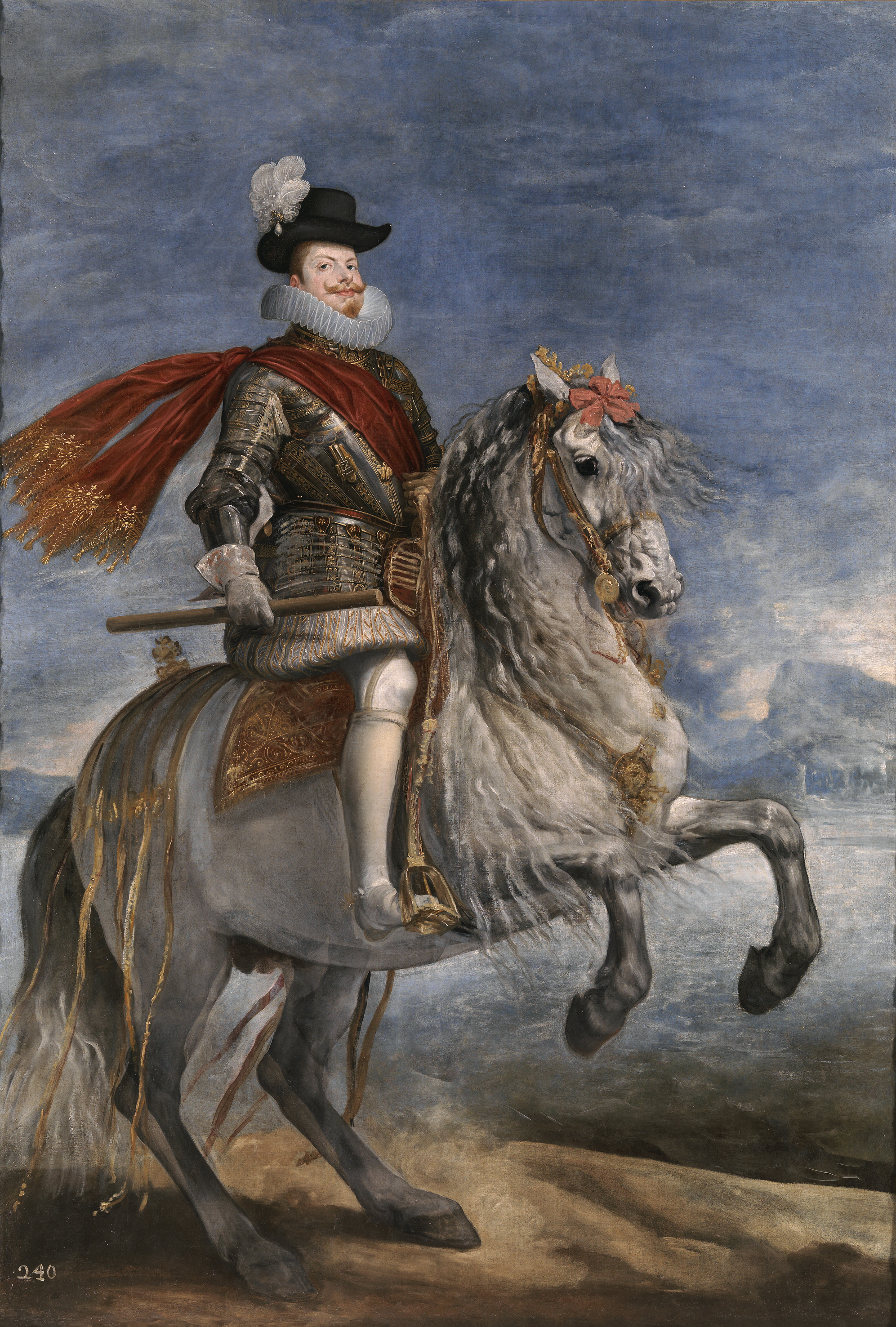
Felipe III

A partir de la Conquista musulmana de la península ibérica, formando Al-Ándalus tuvo el árabe como lengua oficial, sin embargo, la lengua hispanolatina no llegó a desparecer, y varios autores árabes nos dejaron referencias sobre ella (Aben Buclárix, Albaithar, Ibn Sida, etc.), siendo denominada unas veces «latinía» y otras «aljamía del oriente del Andalus», hasta que en el siglo XIII esta habla románica se fundió con las lenguas traídas por la Corona de Aragón y la Corona de Castilla. Estuvo denominándose la ciudad como [Uryula] hasta que en la reconquista se impuso primero el castellano (nombrándose primero Oriola, como en valenciano, y después Orihuela) y después el valenciano (denominándose Oriola, de donde viene su gentilicio), pero manteniéndose como lengua hablada por los musulmanes residentes.
El decreto de expulsión de los moriscos de España fue firmado por el rey Felipe III el 9 de abril de 1609; aunque por entonces aún quedaban moriscos arabigoparlantes, la mayor parte de la comunidad morisca era románico parlante. En Orihuela y su comarca durante el periodo medieval se habló un romance de similares características que el del Reino de Murcia, y posteriormente la lengua valenciana se situaría como lengua oficial hasta que en la imposición del castellano acabó con ambas variedades locales.
El valenciano se habló hasta que las epidemias de peste diezmaron considerablemente la población de Orihuela y su comarca. La repoblación murciana que se sucedió, y más tarde el Decreto de Nueva Planta, hizo que el valenciano fuese reemplazado por el castellano como lengua de hecho y oficial.
El oriolano Justo García Soriano publicó su Vocabulario del dialecto murciano en el cual trata el dialecto murciano y el habla de Orihuela: el oriolano es el dialecto tradicional e histórico de Orihuela y su comarca y es una de las varias subvariedades de dialecto murciano existentes en el territorio que abarcó el Reino de Murcia. El oriolano es usado en Orihuela y su comarca desde el término de la conquista del Reino de Murcia por la Corona de Aragón, momento en el cual se fundieron el romance preexistente (romance andalusí) con la lengua de la Corona de Aragón (aragonés-provenzal) para dar lugar a la subvariante lingüística denominada oriolano o vegabajense.
Posteriormente, el valenciano llegó a la zona y adquirió carácter de lengua oficial, por lo cual se produjo un mestizaje lingüístico de sorprendente resultado. Finalmente, en época moderna llegaría el castellano, que se impuso y logró hacer desaparecer casi por completo de la zona al dialecto murciano y al valenciano.

#### Habla actual
Actualmente, Orihuela es una ciudad con total predominio lingüístico del idioma castellano.[cita requerida]
El español que se habla presenta ya solo algunos rasgos dialectales murcianos como la no pronunciación de la -s, -d y -r final. Está influido por el sustrato lingüístico que ha quedado del valenciano y del dialecto murciano que en tiempos se habló en la zona y que se reconoce en el seseo y la abundancia de palabras valencianas como: bajoca (judías), bleas (acelgas), 'milocha' (cometa), 'prunas' (ciruelas), etc. Esta influencia es, cómo no, más fácilmente reconocible entre la población de las distintas pedanías del municipio, en donde el seseo es más practicado.
Como curiosidad, el valenciano todavía es hablado en la pedanía de Barbarroja, aunque por un número de habitantes muy reducido.[cita requerida]
En lo referente al sistema educativo, los alumnos oriolanos, como los del resto de la comarca, tienen todavía hoy la posibilidad de solicitar la exención de la enseñanza de la lengua cooficial.[cita requerida] Últimamente, y debido a la inmigración, hay importantes colonias de hablantes del árabe y rumano, y en la costa de inglés, alemán y finés.

### Patrimonio inmaterial

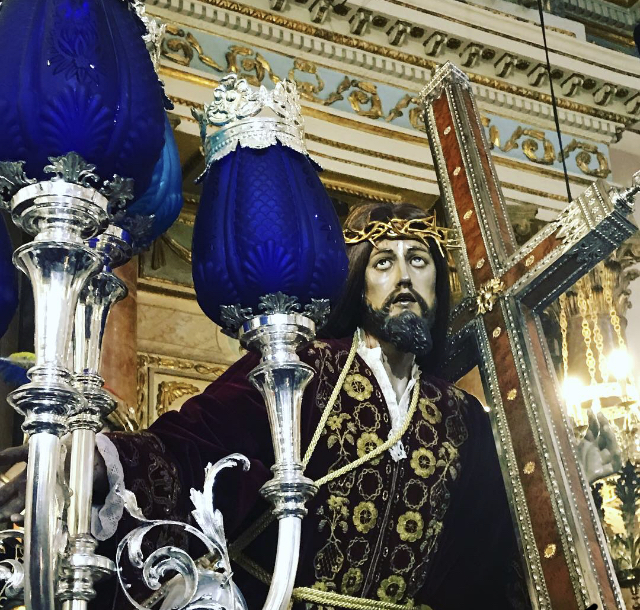
Semana Santa de Orihuela, declarada de interés turístico internacional. Nuestro Padre Jesús de la Caída, Francisco Salzillo

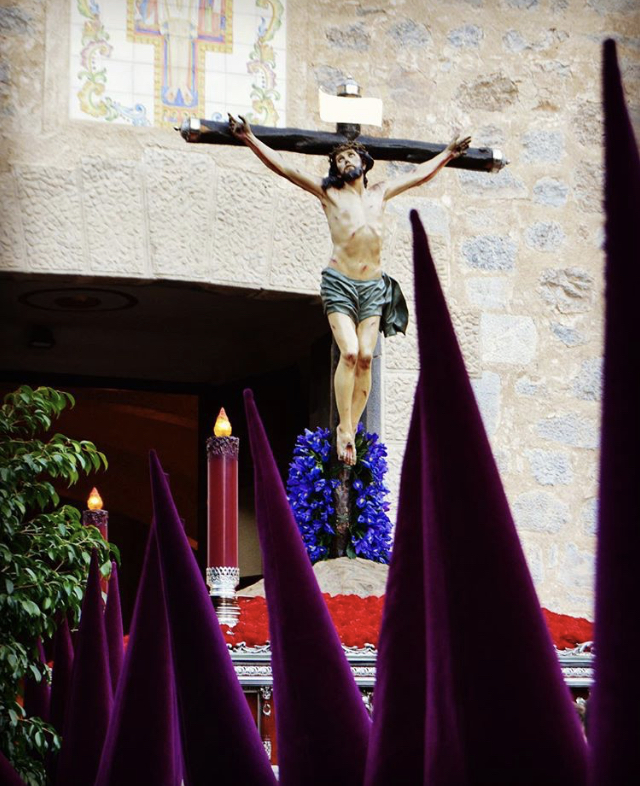
La Agonía de Cristo, Francisco Salzillo

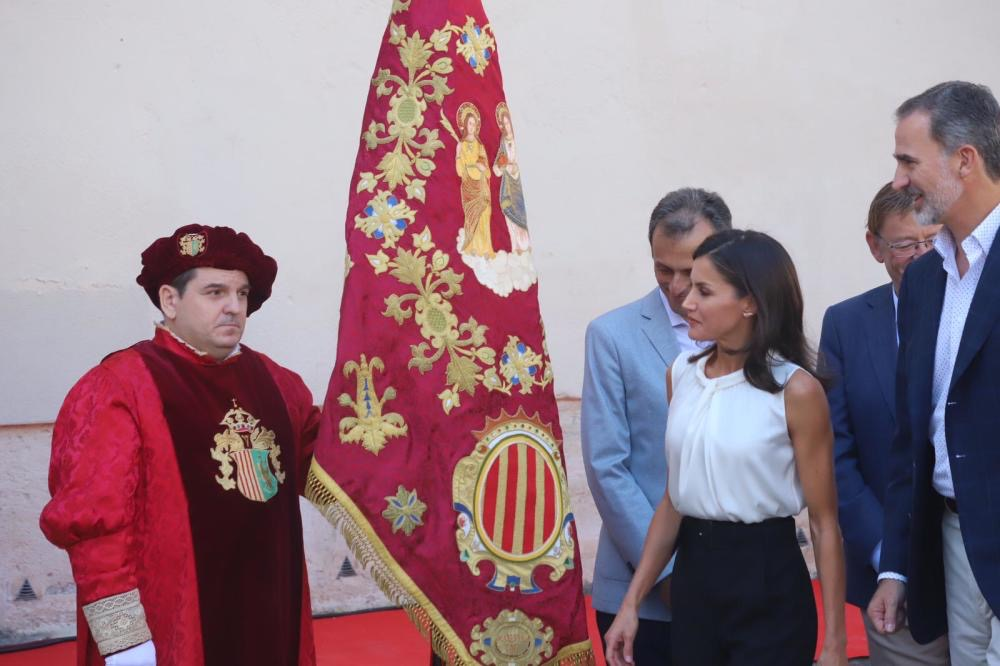
Gloriosa Enseña del Oriol ante Sus Majestades, los Reyes de España

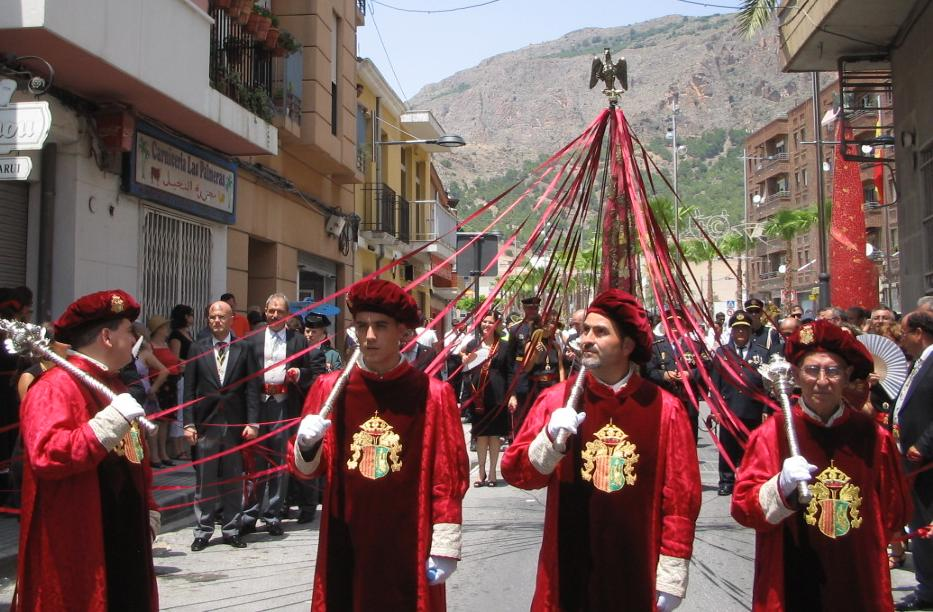
Procesión del 17 de julio, día del Pájaro

### Gastronomía

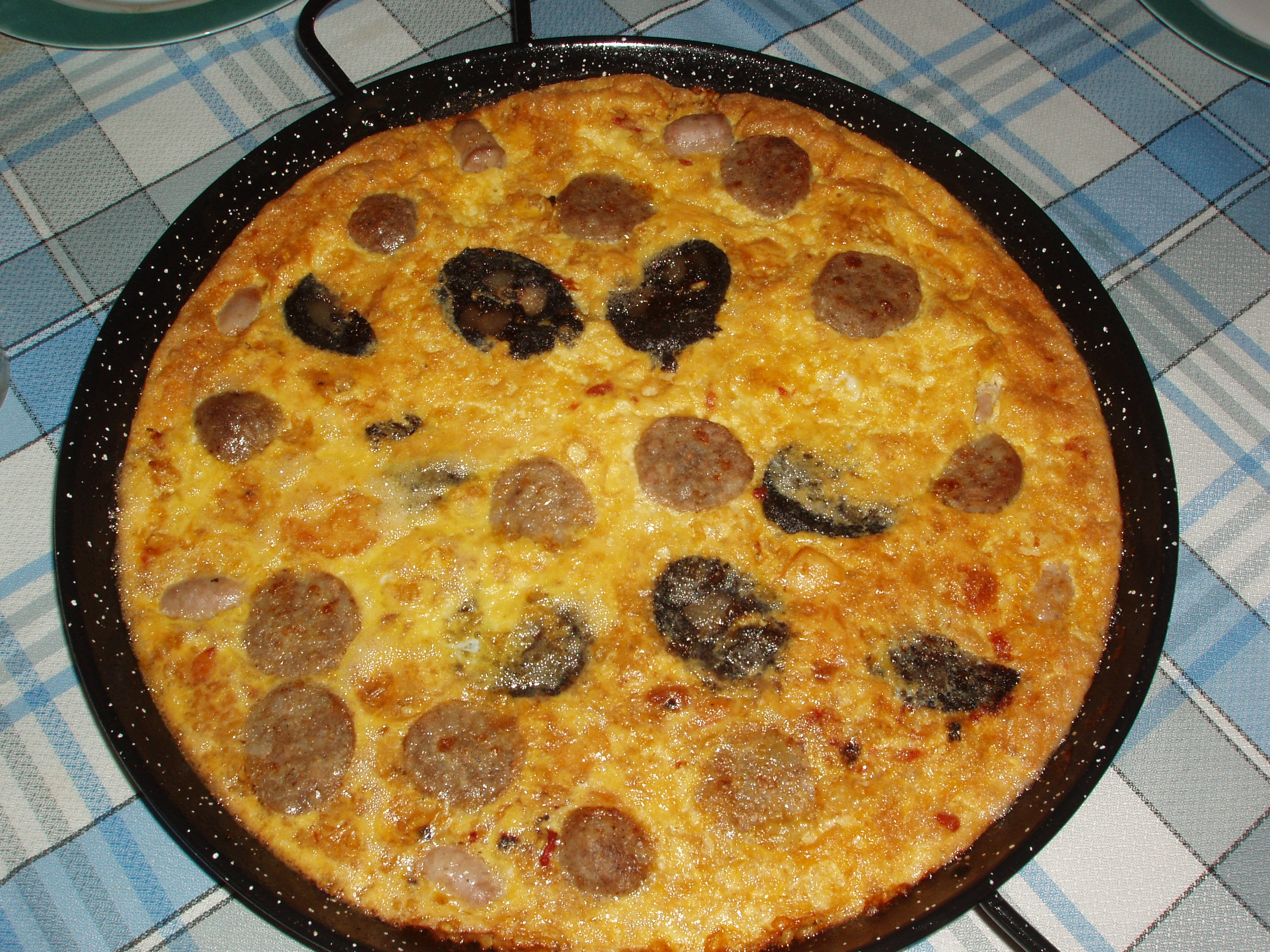
Paella de arroz con costra

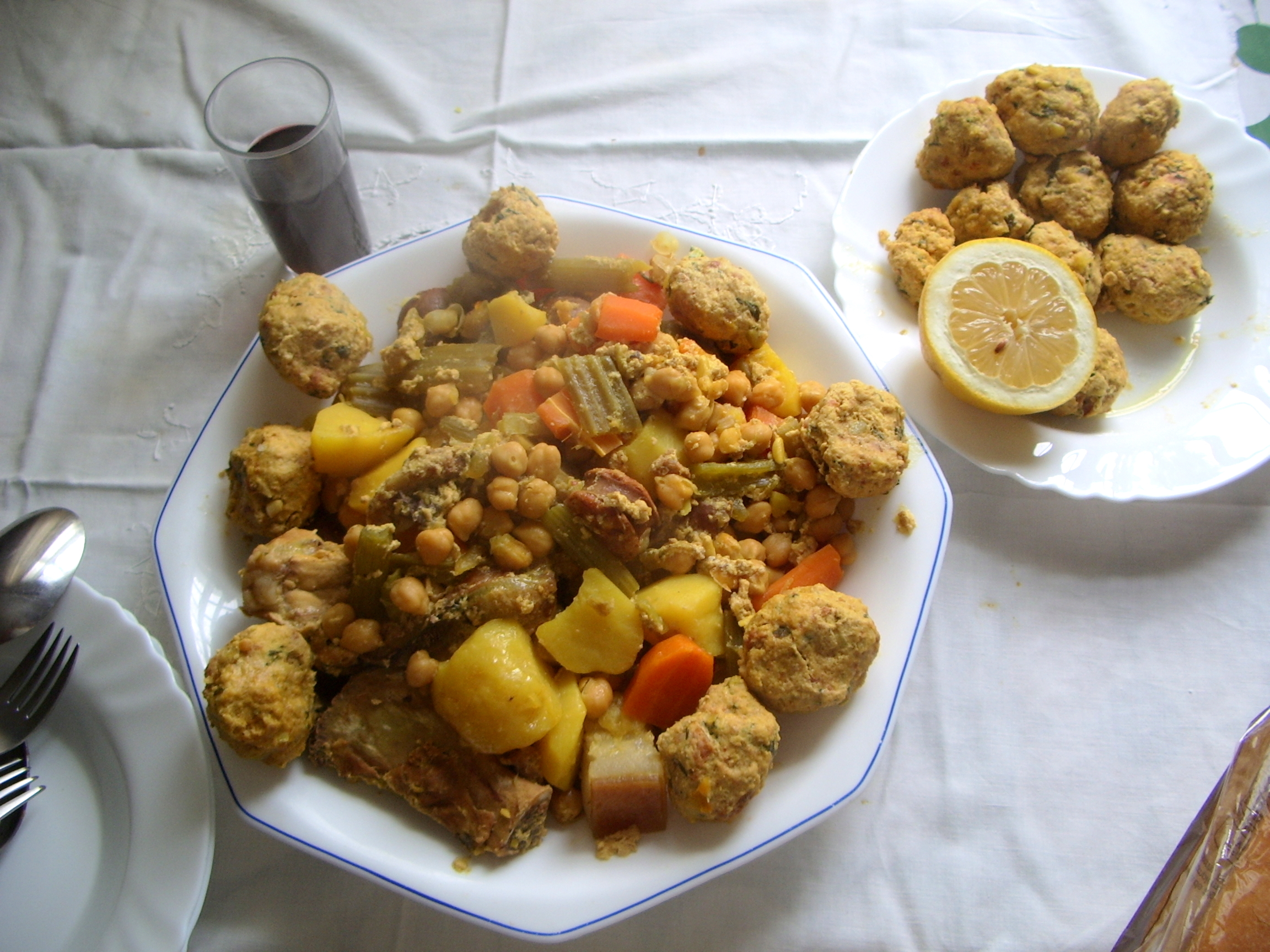
Cocido con pelotas